# I'm Breathless
I'm Breathless (subtitulado Music from and Inspired by the Film Dick Tracy) es la segunda banda sonora de la cantante estadounidense Madonna, concebida como un álbum complementario y paralelo a la película Dick Tracy (1990), producida, dirigida y protagonizada por Warren Beatty en el papel principal. Madonna interpretó a la villana Breathless Mahoney, una cantante de cabaré que se enamora de Tracy. I'm Breathless fue compuesto con la consigna de que las canciones sonaran contemporáneas, pero en sintonía con la música de los años 1930, época en la que se ambienta la película. Stephen Sondheim creó tres temas que se incluyeron en el disco: «Sooner or Later», «More» y «What Can You Lose». Para Madonna, escribir y producir piezas nuevas representó un verdadero reto, pues debían tener una conexión auténtica con Dick Tracy, tanto en las letras como en la música. Para lograr este propósito, recurrió a su colaborador habitual Patrick Leonard, con quien compuso y produjo canciones que evocan la época del filme. La artista también trabajó con el DJ Shep Pettibone en el desarrollo de «Vogue», que originalmente no se tenía pensado incluirla en el disco. Las sesiones de grabación de I'm Breathless tuvieron lugar en los estudios Johnny Yuma Recording y Ocean Way, en Los Ángeles. 
I'm Breathless representó un cambio notable en la dirección musical de Madonna, ya que se alejó del sonido dance pop habitual de sus trabajos anteriores. En este sentido, el álbum se adentra en el terreno de los espectáculos y musicales de Broadway, y pertenece a los géneros jazz, swing y pop. La inspiración provino de las bandas de Tin Pan Alley, propia de los años treinta, y gran parte de los arreglos recurren al estilo de las big bands y las orquestas de estudio de los antiguos musicales. Madonna desarrolló un estilo de canto teatral completamente nuevo, al que inicialmente no estaba acostumbrada, y en las canciones emplea un registro más bajo y profundo. Considerado un álbum conceptual, aborda temáticas como el dinero y el sexo, así como el poder, el deseo y la ambigüedad moral. El título del disco juega con las palabras y alude al nombre del personaje, rindiéndole homenaje al mismo tiempo. La portada, capturada por el fotógrafo de moda francés Patrick Demarchelier, muestra a Madonna y Beatty caracterizados como Breathless Mahoney y Dick Tracy, respectivamente.
Disponible en los formatos físicos de vinilo, casete y CD, I'm Breathless salió a la venta el 21 de mayo de 1990 en Australia y Europa a través de las compañías Sire, Warner Bros. y WEA. En los Estados Unidos y el resto del mundo se publicó al día siguiente, el 22, aunque en otros lugares como Brasil y Japón el lanzamiento se dio en junio. En términos generales, el álbum obtuvo reseñas variadas de la crítica. Si bien las composiciones de Sondheim y la producción general fueron elogiadas, la prensa puso especial énfasis en el registro vocal de Madonna, que suscitó opiniones divididas. Además, varios periodistas cuestionaron si el cambio de dirección musical y la estética retro serían aceptados por los seguidores de la artista, quienes podrían sentirse desilusionados con el material. Comercialmente, alcanzó el primer puesto en Alemania, Australia, Finlandia, Grecia, Irlanda, Italia, Japón —donde se convirtió en el álbum extranjero más vendido del año—, Portugal y Yugoslavia, y se ubicó entre los diez primeros en varios otros países, entre ellos Estados Unidos, donde llegó a la segunda posición en la lista Top Pop Albums de Billboard.
Como parte de la promoción, se publicaron dos sencillos comerciales. El primero, «Vogue», es reconocido como uno de los mayores logros artísticos de Madonna y uno de los éxitos más importantes de la música house. Llegó al número uno en treinta países y fue el sencillo más vendido del año a nivel mundial, además del más exitoso de su carrera, con seis millones de copias comercializadas. Su videoclip, dirigido por David Fincher, rinde homenaje a las estrellas de cine de los años veinte y treinta, así como al voguing, y es considerado uno de los mejores y más icónicos de las últimas décadas. El segundo sencillo, «Hanky Panky», alcanzó los diez primeros lugares en los Estados Unidos y el Reino Unido. La promoción continuó con la gira Blond Ambition World Tour, realizada entre abril y agosto de 1990, donde Madonna dedicó un segmento del espectáculo a Dick Tracy e interpretó varias canciones del álbum. En septiembre de ese año, la cantante presentó «Vogue» en la séptima entrega de los MTV Video Music Awards, y en marzo del año siguiente acudió a la 63.ª edición de los Premios Óscar, donde interpretó «Sooner or Later», que obtuvo el galardón a la mejor canción original.
En reseñas retrospectivas, los críticos elogiaron a Madonna por reinventarse musical y estéticamente y por entregar un álbum con un estilo totalmente nuevo y distinto. Se destacó también que la cantante introdujera a Stephen Sondheim a una nueva generación de oyentes y otros periodistas resaltaron los resultados comerciales del álbum, que, pese a su estilo particular, logró vender siete millones de copias en el mundo para mayo de 2020. I'm Breathless es reconocido por haber continuado la tendencia de incluir canciones en bandas sonoras de películas que no aparecían directamente en la pantalla, así como por el lanzamiento de discos inspirados en filmes. Además, con su publicación se popularizó el glamur de los años veinte, con joyas recargadas de brillantes y vestimenta alusiva a la época de la Prohibición en Estados Unidos. Las influencias del álbum se vieron reflejadas en trabajos de otras artistas femeninas, como Back to Basics (2006) de Christina Aguilera y Harlequin (2024) de Lady Gaga.

## Antecedentes

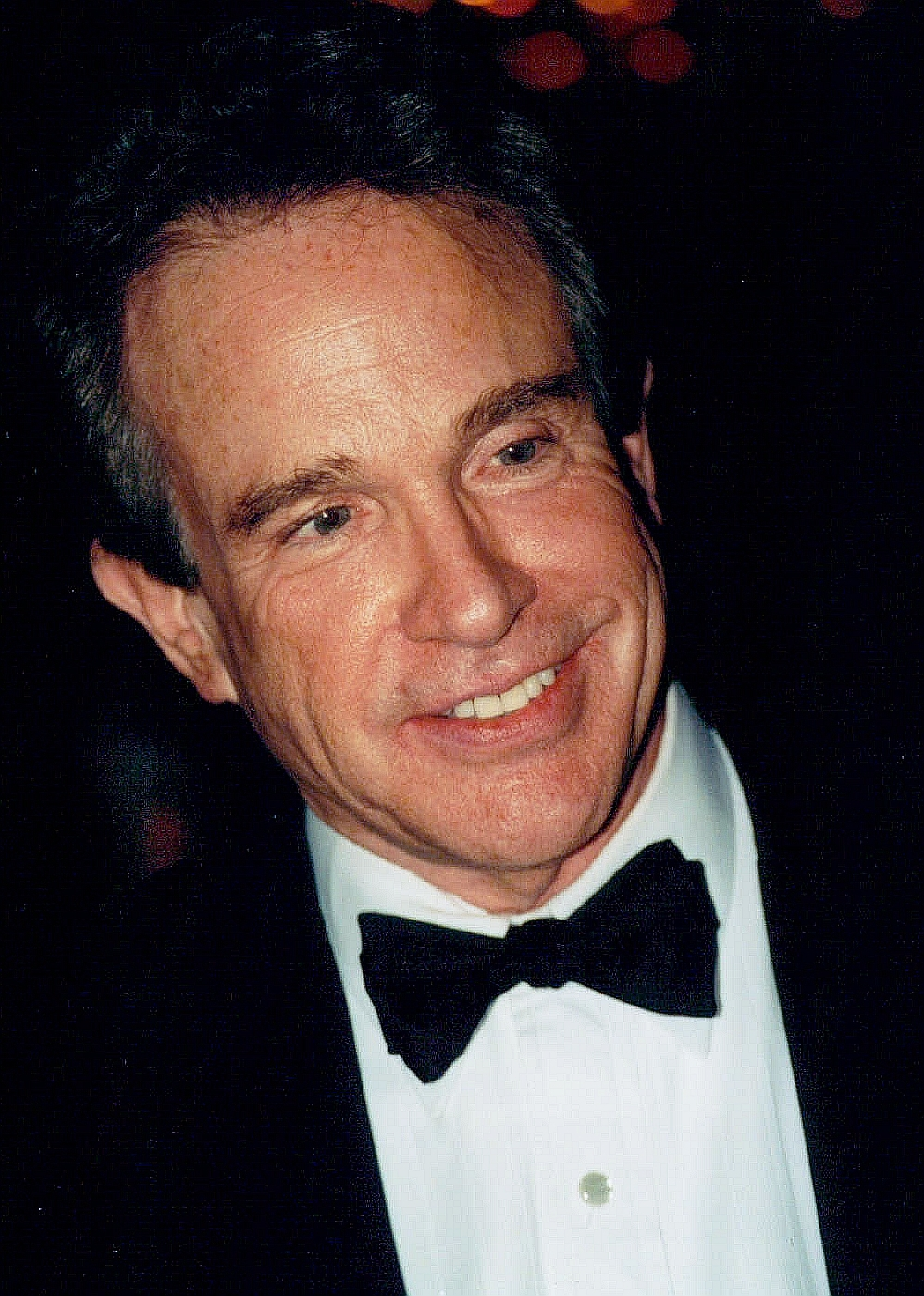
En 1990, se estrenó la película Dick Tracy, una adaptación del personaje de tira cómica del mismo nombre, producida, dirigida y protagonizada por Warren Beatty (imagen).

En 1990 se estrenó Dick Tracy, una película de acción y crimen basada en el personaje de tira cómica del mismo nombre, un detective creado por Chester Gould. Titulada originalmente Plainclothes Tracy, la tira debutó en octubre de 1931 en el Detroit Mirror y el New York Daily News, y se destacó por su «amenazadora» colección de villanos que, junto con el personaje principal, se convirtieron en iconos estadounidenses durante las décadas de 1930 y 1940. Distribuida por Buena Vista Pictures Distribution, del conglomerado The Walt Disney Company, la adaptación cinematográfica estuvo dirigida, producida y protagonizada por Warren Beatty, en el papel del detective Tracy, y contó con un reparto coral integrado por Al Pacino, Madonna, Michael J. Pollard, Glenne Headly, Dustin Hoffman, James Caan, Mandy Patinkin, Charles Durning, William Forsythe, Paul Sorvino y Dick Van Dyke, quienes dieron vida a muchos de los personajes más notables de Gould. Madonna interpretó a la villana Breathless Mahoney, una cantante de cabaré elegante y sensual, en una época en la que los gánsteres románticos y letales, al estilo de Al Capone, se enfrentaban con la ley seca. Descrito como un estereotipo de la era del hard boiled de los años 1930, el personaje de Mahoney apareció por primera vez en las tiras cómicas de Dick Tracy en mayo de 1945. Su representación en el filme difería significativamente de la versión original: mientras que la Breathless de Gould era una asesina despiadada con un lado travieso, la de Beatty reveló una cualidad atrevida, pero también delicada, lo que le otorgó una nueva dimensión al personaje. En la película, trabaja como cantante para Big Boy (Pacino), un gánster y propietario de un club nocturno. En apariencia, es una mujer triste que intenta conquistar el corazón de Tracy, de quien se enamora porque es la primera persona que la trata con respeto. Sin embargo, esconde otra identidad secreta, la villana conspiradora y con rostro oculto, conocida como The Blank, que Tracy descubre hacia el final de la historia, cuando le quita la máscara antes de que ella muera. Todos los personajes fueron envueltos en algunos de los maquillajes «más notables jamás vistos en el cine» y vestidos suntuosamente por la diseñadora Milena Canonero. Los efectos de maquillaje en los gánsteres eran desfigurados y deformados de manera caricaturesca, en contraste con lo que el espectador estaba acostumbrado a ver en dramas policíacos. Madonna, en particular, lució atuendos sensuales y exhibió una mirada seductora que resaltaba su cuerpo.

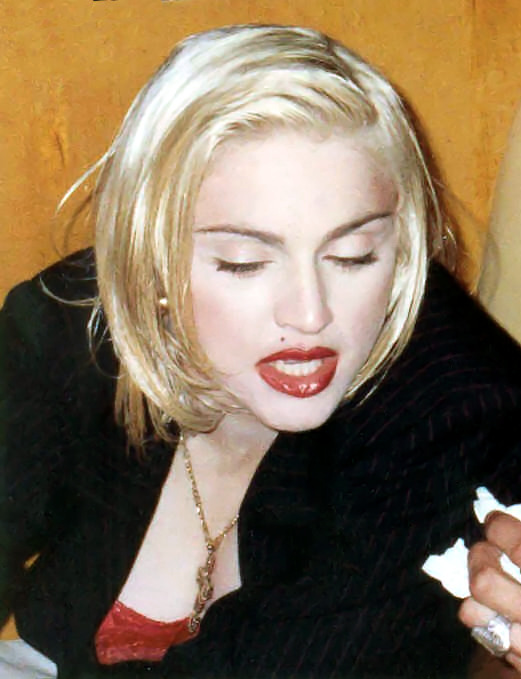
Madonna en 1990, año del estreno de Dick Tracy. Se sintió atraída por el personaje de Breathless Mahoney y fue su idea representarla en la película, pues veía similitudes con su propia personalidad sobre el escenario.

Para Madonna, su participación en la película era crucial para su carrera. Su papel en Desperately Seeking Susan (1985), considerada una película de culto y un éxito de taquilla, había impresionado a la crítica durante el auge de la Madonnamanía. Sin embargo, sus siguientes proyectos, Shanghai Surprise (1986), ¿Quién es esa chica? (1987) y Bloodhounds of Broadway (1989), no tuvieron el mismo impacto crítico y comercial. Dick Tracy representó una buena oportunidad para reavivar su carrera como actriz y convertirse en una «auténtica estrella de cine», un objetivo que siempre había ansiado. Para ella, significaba el papel más importante en cuanto a la relevancia de su personaje y lo que se le pidió hacer, y quería que fuera el mejor de su carrera para volver al nivel que había alcanzado con Desperately Seeking Susan. Expresó que el guion le parecía muy divertido y que el estilo de la película era fundamental, lo que la llevó a pensar que sería una obra «realmente original» y «diferente». También se sintió atraída por el personaje y fue su idea representarla en la cinta, pues veía similitudes con su propia personalidad sobre el escenario. En su opinión, mostraba una imagen de «seductora con mucho dolor, alguien que nunca ha sido realmente amada». Profundizó: «Tiene un lado vulnerable, así que si alguien puede ser una villana y vulnerable al mismo tiempo, eso es... interesante. Nadie podía interpretar el papel salvo yo». Inicialmente, no fue la primera opción de Beatty —quien consideró a otras actrices como Kim Basinger, Michelle Pfeiffer, Kathleen Turner y Melanie Griffith— debido a que no estaba convencido de la calidad interpretativa de Madonna en sus anteriores trabajos. Incluso, el entonces representante de la cantante, Freddy DeMann, se resistió al principio y cuestionó si realmente era una buena idea que interpretara a un personaje de cómic. Pese a aquello, uno de los amigos de la cantante le instó a que lo contactara. En la llamada, le expresó lo mucho que deseaba participar en la cinta, y recordó: «Vi la lista A y yo estaba en la Z. Me sentí como una idiota». Convencida de que sería un éxito, le prometió que, si conseguía el papel, aceptaría trabajar por un salario mínimo a escala sindical —unos 1440 USD a la semana, una cifra mucho menor a la que estaba acostumbrada a ganar— y promocionaría la película durante su gira musical al año siguiente. Dado que el cómic hacía tiempo que había dejado de circular y era completamente desconocido para los adolescentes, Beatty notó que la popularidad «sin precedentes» de la intérprete entre la generación más joven —el factor demográfico más significativo del público cinéfilo— impulsaría el éxito del filme. Concluyó que sería una opción «astuta» y la publicidad perfecta para la película. Aunque al principio ella no formaba parte del reparto mientras trabajaban en el guion, Beatty tardó un año en decidirse a otorgarle el papel y, que, una vez elegida, fue creado específicamente para ella. El director comentó: «Es curioso; escribes un personaje, luego haces el casting y te preguntas cómo otra persona podría haber interpretado el papel». La noticia de su participación en la película se dio a conocer a los medios a finales de enero de 1989.
| Es una sirena, definitivamente. Es una cantante de club nocturno, y se enamora de Dick Tracy a pesar de ella misma. No creo que sea malvada por naturaleza, pero es bastante hábil en su villanía. En el fondo, es una buena persona. No es mala, solo la dibujaron así. Podía ver mucho de mí en Breathless y mucho de Breathless en mí. Después de leer todo el material disponible, hablar con las personas involucradas y absorber el drama, supe que era un papel que debía interpretar. Sentía que no bastaba con representar un personaje bidimensional de una historieta; tenía que darle vida a Breathless, dejar que viviera un poco en el mundo real. —Madonna sobre Breathless Mahoney. |

Para la realización del filme, Beatty se propuso evocar los colores y el diseño original de la tira cómica y trasladó su visión a cada aspecto de la película, desde el guion y los decorados hasta el vestuario, el maquillaje y toda la paleta de colores. Para ello, reunió al director de fotografía Vittorio Storaro, el diseñador de producción Richard Sylbert y la diseñadora de vestuario Milena Canonero. El rodaje inició el 2 de febrero de 1989 y tuvo lugar en los estudios Universal, en Universal City (California), y en Tenement Street, del estudio de Warner Bros. en Burbank. Beatty combinó animación y acción en vivo con una limitada paleta compuesta por solo siete colores primarios, todos del mismo tono, lo que le dio al filme una estética de tira cómica de los años treinta. Los fondos, en lugar de buscar el realismo, fueron pinturas mate impresionistas de Harrison Ellenshaw. Los cineastas consideraron filmar en escenarios reales en la ciudad de Chicago, pero Sylbert creyó que sería mejor usar entornos y foros en los estudios Universal. Durante la producción, Madonna y Beatty iniciaron un publicitado romance fuera de la pantalla que duró quince meses y acaparó las portadas de la prensa sensacionalista, aunque fue visto como un truco publicitario calculado para promocionar la cinta. El rodaje duró 85 días hasta el 28 de junio, en los que se utilizaron cincuenta y tres decorados interiores y veinticinco exteriores, a menudo con docenas de tomas de cada escena. En total, el presupuesto final fue de 47 millones USD, lo cual superó los 25 millones inicialmente acordados. A diferencia de Beatty, quien cobró una suma de nueve millones por adelantado más el 10 % de las ganancias, Madonna recibió 27 360 USD por sus diecinueve semanas de trabajo, aunque negoció un porcentaje de la recaudación en taquilla, así como de los ingresos por ventas de vídeos y mercancía.
Dick Tracy intentó capitalizar el éxito que supuso Batman, estrenada un año antes. Referida como la «mayor apuesta de Walt Disney Pictures» del verano de 1990, el estreno tuvo lugar el 13 de junio de 1990 en Woodstock (Illinois), la ciudad natal del creador de Dick Tracy, quien falleció en 1985. La noche siguiente, tuvo un segundo estreno en el cine AMC del complejo de ocio y restauración nocturno Pleasure Island, en Walt Disney World (Florida), con tres mil invitados presentes, y un día después se proyectó en los cines de Los Ángeles y Nueva York. Hubo una campaña de marketing «masiva», que incluyó una promoción por parte de MTV, acuerdos con McDonald's y Coca-Cola y un espectáculo en vivo realizado en los meses previos al estreno en Disneyland y Walt Disney World, así como más de seiscientos productos a la venta como figuras de acción de goma de los villanos, videojuegos, ropa y calzado inspirados en el protagonista, loncheras, cortinas de baño, lencería, mochilas, walkie-talkies, relojes de pulseras y doce libros, entre ellos una novelización y tres novelas gráficas. En su primer fin de semana, recaudó 22.5 millones USD, la mayor cifra en la historia de Walt Disney Pictures hasta ese momento, y se ubicó en la primera posición de la taquilla estadounidense en sus primeras dos semanas. En total, obtuvo 162.7 millones USD en todo el mundo, de los cuales 103.7 millones correspondieron a los Estados Unidos, lo que representó el 63.7 % de la taquilla total. Fue la novena película más exitosa del año en EE. UU. y la duodécima a nivel mundial. Pese a estos respetables ingresos en taquilla, no fue el éxito que los productores esperaban y no alcanzó el nivel que tuvieron películas similares como Batman o Superman (1978).
En general, la película obtuvo reseñas entusiastas y unánimes de la prensa, siendo el diseño escénico de los colores, el vestuario y el trabajo artístico del maquillaje los aspectos mejor valorados, así como la química entre Madonna y Beatty. En el sitio web recopilatorio Rotten Tomatoes, obtuvo una puntuación del 64 %, de acuerdo con 55 reseñas. Time la calificó como la «mejor película de cómics hasta la fecha», mientras que Roger Ebert, en su análisis para el periódico Chicago Sun-Times, alabó los escenarios mate, la dirección artística y el maquillaje, y afirmó que era una de las «fantasías más originales y visionarias que he visto en una pantalla». No obstante, fue constantemente comparada con Batman, estrenada un año antes, en términos de trama, promoción, mercadotecnia y desempeño en la taquilla. La actuación de Madonna también recibió opiniones favorables y fue aplaudida por su «talento natural para el estilo y la seducción», así como por su sensualidad y la profundidad y vulnerabilidad que aportó. Mick McStarkey, de la revista Far Out, comentó que su actuación se encontraba entre las mejores mujeres fatales de la historia del cine, junto a Brigid O'Shaughnessy en El halcón maltés (1941) y Norma Desmond en Sunset Boulevard (1950). Además, fue considerado el papel más ambicioso e importante de su carrera y ayudó a corregir una serie de fracasos de taquilla y comentarios negativos hacia sus habilidades actorales. En la 63.ª edición de los Premios Óscar, celebrada en marzo de 1991, recibió un total de siete nominaciones: actor de reparto (Pacino), sonido, fotografía, diseño de vestuario, diseño de producción, maquillaje y canción original, de las cuales ganó las tres últimas, siendo la película de cómics más premiada en la historia de los Óscares. También fue galardonada en las categorías de diseño de producción y maquillaje y peluquería en la 44.ª entrega de los BAFTA, mientras que la música recibió nominaciones a los Grammy. Tanto para Madonna como para Beatty, Dick Tracy supuso el mayor éxito de taquilla para sus carreras cinematográficas. Más tarde, Madonna comentó: «Estaba nerviosa al respecto, pero he recibido muchas opiniones positivas. Definitivamente es la mejor película en la que he participado, y Warren Beatty fue el mejor director con el que he trabajado».

## Desarrollo y composición
Como productor y director de Dick Tracy, Beatty estuvo involucrado en todos los detalles de la producción, incluida la música, que jugó un papel crucial en el filme. Para este proyecto, el director decidió no utilizar música preexistente, con el fin de evitar las connotaciones que pudieran tener las canciones conocidas, y en su lugar buscó música nueva y «fresca», pero que tuviera un sonido «antiguo». En total, la película tuvo tres bandas sonoras —publicadas a través de Sire Records, filial de Warner Bros—, que el musicólogo Royal S. Brown denominó un récord «histórico» en la industria. Los tres discos se concibieron como partes integrantes de la película, en lugar de ser añadidas como una idea de último momento, lo que garantizó una mayor conexión con la estructura musical general.
Danny Elfman, que recibió elogios por la banda sonora de Batman, fue elegido para componer la partitura instrumental y orquestal de Dick Tracy. Beatty también contrató al músico y compositor Andy Paley para la banda sonora oficial. Titulada Dick Tracy: Music from the Motion Picture, la producción incorporó piezas al estilo de los años 1930 y 1940, que se escuchaban en la radio dentro del universo de la película, y contó con la participación de artistas de diferentes géneros musicales. Esta estrategia ha sido comparada con la utilizada en Batman, que contó con una banda sonora compuesta y producida por Prince y otra con la partitura instrumental de Elfman. Además de Elfman y Paley, Beatty solicitó al compositor Stephen Sondheim, reconocido como uno de los compositores más talentosos del teatro musical estadounidense, que escribiera canciones nuevas específicamente para que el personaje de Mahoney las cantara. Sus piezas se incluyeron en I'm Breathless, la tercera banda sonora, grabada e interpretada por Madonna.
La presencia de la artista fue crucial no solo por su interpretación de Mahoney, sino también porque Beatty decidió que interpretara canciones en la película, lo que, según el biógrafo Mark Bego, añadió un aspecto importante a su rol. Para los estudios Disney, el lanzamiento de un álbum de Madonna varias semanas antes del estreno de la película garantizaba una promoción exitosa y más económica que una campaña publicitaria tradicional, que habría costado millones de dólares. Además, para la compañía, la popularidad de la cantante les aseguraría el éxito tanto del filme como de su banda sonora. Para los años 80 y principios de los 90, las discográficas adoptaron un concepto diferente de «banda sonora», en el que solo un par de canciones de una película aparecían en el álbum, mientras que el resto de la música consistía en temas que no tenían relación con el filme. Este modelo permitió a las compañías generar ingresos adicionales con álbumes asociados a una película.
I'm Breathless fue compuesto con la consigna de que las canciones sonaran contemporáneas, pero en sintonía con la música de los años 30. Para Madonna, escribir y producir piezas nuevas para el disco representó un verdadero reto, pues debían tener una conexión auténtica con el filme, tanto en las letras como en la música. Sumado a ello, el álbum supuso el desafío vocal más exigente de su carrera hasta la fecha, debido a que las armonías y las líneas melódicas eran más complejas que las de la música pop y dependían menos del ritmo. Para mantener la ambientación musical de la historia, alineada con la visión de Beatty sobre el pasado de la tira cómica, Madonna desarrolló un estilo de canto teatral completamente nuevo, al que inicialmente no estaba acostumbrada.
I'm Breathless se concibió tanto como un disco de Madonna como una colección de música inspirada en la película, de ahí el subtítulo Music from and Inspired by the Film Dick Tracy. Consta de doce canciones originales, la mayor cantidad en un álbum de la cantante hasta ese momento, superando incluso el promedio de temas que se solía incluir en esa época para una «gran estrella». La artista coescribió seis de ellas y supervisó personalmente la producción del disco. La mayoría de los temas evoca la época en la que se ambienta el filme, que Madonna interpreta bajo su rol de Breathless Mahoney. Tanto el álbum como su interpretación del personaje fueron parte de sus esfuerzos por consolidarse como actriz de comedia musical. Declaró: «Para mí, de eso se trata este álbum. No solo música pop, sino canciones que tienen una sensación diferente, un aire teatral».

### Sesiones con Stephen Sondheim

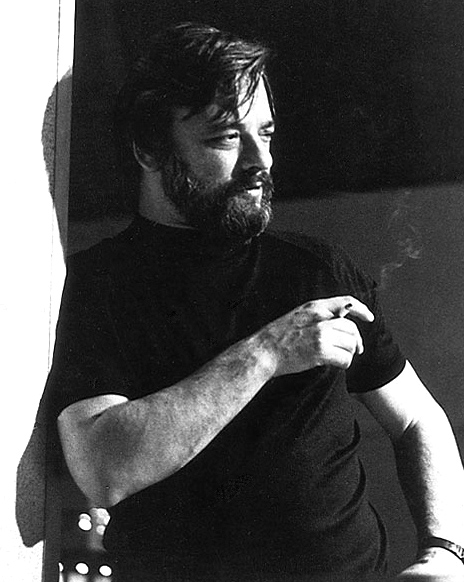
Stephen Sondheim compuso «Sooner or Later», «More» y «What Can You Lose».

Beatty y Sondheim habían sido amigos durante unos diez años antes de colaborar en Dick Tracy. Este último había compuesto anteriormente la partitura de Reds (1981), dirigida por Beatty, pero nunca pudo completarla debido a su trabajo en el musical Merrily We Roll Along. El director le solicitó que contribuyera con cinco canciones originales para la película, tres de las cuales fueron interpretadas por Madonna en la película y se incluyeron en I'm Breathless. Beatty comentó: «Me encanta todo lo que ha hecho. Es el compositor más brillante que tenemos. Para hacer una película, reúno a toda la gente realmente talentosa que pueda. Por eso él está ahí». En opinión de Sondheim, escribir canciones para representaciones cinematográficas resultaba lo mismo que escribir para un espectáculo teatral. Dada la ambientación de la película en los años 1930, el compositor expresó que la música «invitaba al pastiche» y que las canciones debían decorar la trama en lugar de realzarla, lo que facilitó su escritura. En este sentido, tanto los cambios de acordes como las letras se apoyan en el uso del pastiche y la parodia, características estilísticas que disfrutaba explorar. Con un estilo a los cabarés de aquella época, las tres canciones se titularon «Sooner or Later», «More» y «What Can You Lose», esta última siendo un dúo entre Madonna y Mandy Patinkin, frecuente colaborador de Sondheim. El personaje de Mahoney interpreta estas piezas musicales que desempeñan un papel importante a la hora de establecer el tono de la película y subrayar sus temas. El pianista Paul Ford, con quien colaboró en varios proyectos con Sondheim, fue el primero en interpretar las canciones que este compuso para Dick Tracy en una maqueta para Madonna.
| Compone al ritmo de un baterista diferente. En la mayoría de las canciones, puedes hacer una buena suposición sobre lo que vendrá a continuación, y con tres intentos siempre tendrás la respuesta correcta. Stephen compone como nadie más, y hacia dónde se dirige su canción es una incógnita. Incluso después de conocerlas, siguen sonando poco familiares, lo que las hace difíciles de aprender y cantar. —Madonna sobre la composición de Sondheim. |

Según Mark Bego, la decisión de que Madonna interpretara tres canciones de Sondheim fue uno de los «toques más inteligentes», ya que aportó una nueva dimensión a sus carreras. Sondheim vio en la cantante la oportunidad de presentar su obra a toda una generación de fanáticos de MTV, que hasta entonces no tenía cabida para sus composiciones de Broadway. Aunque son más tradicionales en su sonido, las canciones varían drásticamente en estilo, pero mantienen en común el tema del anhelo, un núcleo emocional profundo característico de su obra. Desde su punto de vista, no era lo mismo escribir una simple canción de amor que componer una «sobre una chica con vestido rojo que va a un bar, está en su quinto martini y se está cayendo de la silla». Aquello le resultaba más sencillo y le daba la libertad de decir «cualquier cosa» que quisiera. Beatty utilizó sus composiciones en Dick Tracy para comentar sutilmente la acción y reflejar las emociones y estados de ánimo de los personajes. Sophie Gilbert, de The Atlantic, mencionó que entregó un «rompecabezas disfrazado de pastiche», en referencia a «More», un tema que «dificulta la masculinidad rígida de un ícono estadounidense», en alusión a «Sooner or Later», y una exploración «dolorosamente cíclica de la esperanza romántica, la duda y la represión» en «What Can You Lose». Sondheim ganó el Óscar a la mejor canción original en la ceremonia de 1991 por «Sooner or Later», aunque debido a una fractura de tobillo, no pudo acudir para aceptar el premio. Los tres temas son los únicos de I'm Breathless que aparecen en la película. Sondheim compuso otros dos titulados «Live Alone and Like It» y «Back in Business», que, aunque también se escucharon en el filme, no se incluyeron en el álbum. El compositor terminó este último, que se utilizó en una secuencia de acción, apenas un mes antes de las proyecciones de la película. Fue interpretado por Janis Siegel, vocalista del grupo de pop y jazz The Manhattan Transfer.

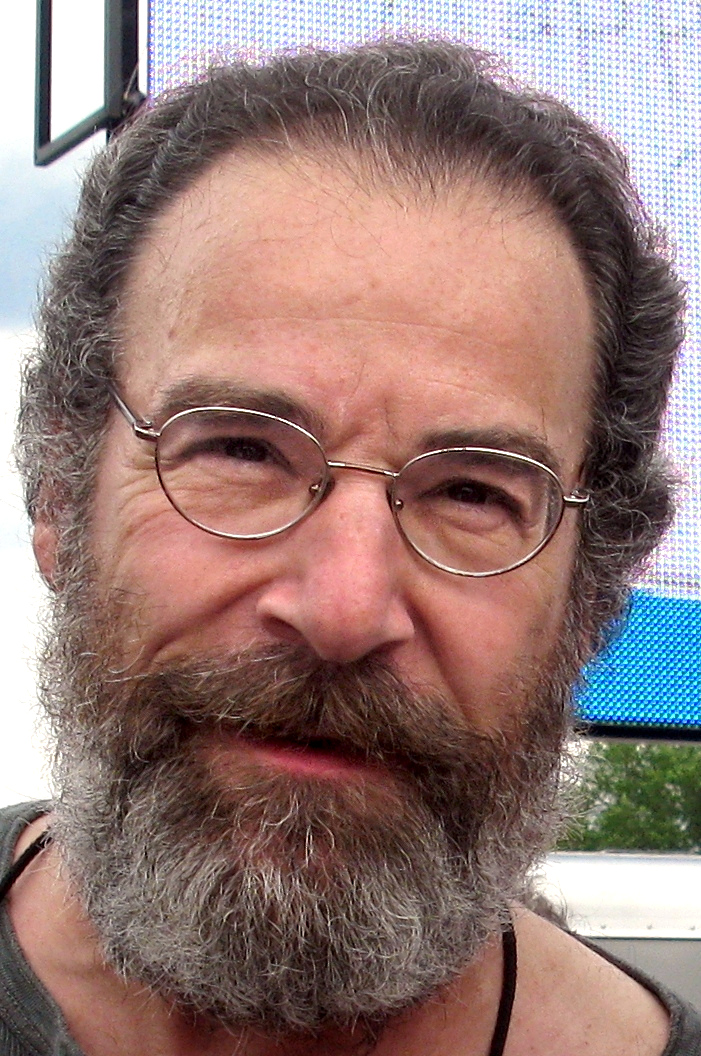
Mandy Patinkin, que interpreta a 88 Keys en Dick Tracy, canta a dúo con Madonna en «What Can You Lose».

«Sooner or Later» tiene una estructura similar a las canciones de Cole Porter. En la película, Madonna la interpreta con una mezcla de nerviosismo y desdén hacia el dueño del club, Lips Manlis (Paul Sorvino), mientras la acompaña el pianista 88 Keys (Patinkin), que está enamorado de ella. Sondheim no recibió mucha orientación por parte de Beatty o de los guionistas para esta canción, por lo que, a diferencia de otras de sus composiciones, había poca ironía en la letra y las rimas eran sencillas y básicas. No obstante, pese a su naturaleza simple y poco específica, implicó un desafío «arduo y meticuloso» en su escritura. En lugar de comenzar con un título o con notas que sugirieran ideas, Sondheim empezó con listas de palabras, líneas y frases que se le ocurrían y ocasionalmente desarrollaba alguna con más profundidad. Además, la noción de los opuestos, reflejada en las palabras sooner y later, aparecía con frecuencia. La letra reitera que conseguir al hombre es la parte fácil, mientras que mantenerlo es lo difícil, lo que lo llevó a escribir frases como Getting your man y I always get my man, ambas consideradas como posibles títulos de la canción. En cuanto a la música, empleó una progresión armónica extendida para subrayar el sentido de seducción en la canción, y esbozó muchos más conceptos musicales como bocetos melódicos, figuras de acompañamiento y alternativas rítmicas, además de varios lugares donde los compases o frases estaban numerados o marcados con letras. Estableció además un ritmo para la melodía de 4/4, cuatro tiempos por compás, y uno diferente para el acompañamiento de 12/8, cuatro grupos de tresillos por compás, con cada tresillo siguiendo el mismo patrón simple. Madonna la describió como una canción «sentimental, algo lenta y triste, que un cantante interpreta en un club nocturno lleno de humo a las tres de la mañana, cuando el local está vacío, algo melancólica, solo un piano y una voz».
Sondheim describió «More» como un blues al estilo de Harold Arlen, con un ritmo más «animado, divertido e irónico». La estructura de la canción sigue un enfoque modular característico del compositor, combinando un verso de apertura, una sección principal de 32 compases y una repetición parcial de esta última, que aparece antes de una extensa coda. «More» aparece en Dick Tracy tanto en una escena de ensayo con Big Boy Caprice (Pacino), como en un número musical en el Club Ritz de Caprice. «What Can You Lose» tiene un «ligero matiz moderno» y sigue el estilo de Harold Arlen. Para esta última, Beatty le solicitó una canción para el personaje 88 Keys (Patinkin) como si hubiera sido compuesta en aquel entonces, con la intención de que pudiera tocarla en el piano, pero que, a la vez, sirviera como un «mensaje personal» sobre sus sentimientos hacia Breathless Mahoney. Según el compositor: «[Warren] estaba intrigado por una escena que precedía a ese momento, en la que 88 Keys decía: “¿Qué puedes perder?” o “¿Qué puedo perder?”, no recuerdo bien, es parte de la trama. Y Warren dijo: “Me encanta esa frase”, y le respondí: “Ok, escribiré una llamada ‘What Can You Lose?’”. Así de simple».

### Sesiones con Patrick Leonard
Con el objetivo de crear música que evocara el ambiente del jazz de los años 1930 y 1940, acorde con el estilo y la atmósfera del filme, Madonna recurrió a su colaborador habitual Patrick Leonard, quien ya había trabajado con ella en los discos True Blue (1986), Who's That Girl (1987) y Like a Prayer (1989), así como en las giras The Virgin Tour (1985) y Who's That Girl World Tour (1987) desempeñándose como director musical. En el momento en que la cantante lo contactó, Leonard estaba formando una banda llamada Toy Matinee con el vocalista Kevin Gilbert, el baterista Brian MacLeod, el bajista Guy Pratt y el guitarrista Tim Pierce. Durante ese período, rechazó varios trabajos importantes de artistas influyentes; sin embargo, aceptó trabajar en I'm Breathless como el único proyecto de gran envergadura.
| Justo estaba mirando la partitura original de «Something to Remember», y ni siquiera tiene una marca de borrador en la página. Casi como si supiera lo que estaba haciendo. Hicimos todo el álbum, de principio a fin, en unas tres semanas. Recuerdo que fue rápido y divertido de hacer. —Leonard sobre su trabajo con Madonna en I'm Breathless. |

La colaboración inició con una cena con Madonna, Leonard y Beatty para discutir ideas y referencias para la banda sonora. El director les pidió que crearan canciones que sonaran como si hubieran sido escritas antes de 1939, cuya estructura y melodía se ajustaran a las tres piezas creadas por Sondheim. Para ilustrar lo que quería decir, mencionó nombres de artistas y discos antiguos que le gustaban e incluso acudió al estudio de Leonard y tocó el piano para que pudieran escuchar el sonido que tenía en mente. De esta manera, Madonna y Leonard trabajaron arduamente para crear música que se ajustara a la atmósfera de la película. El productor encontró «relativamente fácil» adoptar el sonido Tin Pan Alley de la época, ya que creció escuchando swing, big bands y la obra de George Gershwin. Además, su padre era saxofonista de jazz influenciado por aquel período y solía tocar con él cuando era niño. Madonna participó en la producción de todo el álbum, incluidas las canciones de Sondheim, lo que garantizó cierto grado de cohesión. Además, contó con la ayuda del ingeniero de sonido Bill Bottrell.
Leonard y Madonna trabajaron a un ritmo acelerado: las sesiones fueron rápidas y se completaron en solo tres semanas. Al respecto, el productor explicó que crearon «casi una canción» por día durante poco más de una semana: «Le tocaba alguna melodía, ella escribía algunas letras, luego entraba y las cantaba. Y muchas de esas voces fueron las tomas finales. Luego agregamos la big band y la orquesta en uno o dos días». La rapidez en la producción se debió a que, a diferencia de un «álbum de artista», en este caso Madonna tenía «un guion, una historia y personajes en su mente de los cuales podía extraer material». Durante ese corto período, compusieron y produjeron cinco temas: «He's a Man», «Hanky Panky», «Cry Baby», «Something to Remember» y «Back in Business», cada uno manteniendo la estética jazzística y el estilo distintivo de Sondheim en la comedia musical clásica. Leonard lo describió como un álbum «extravagante», pensado para ser «frívolo, como una especie de paseo desenfadado por el parque con Dick Tracy». En palabras de Beatty, lograron un resultado «más allá de mis sueños más salvajes».

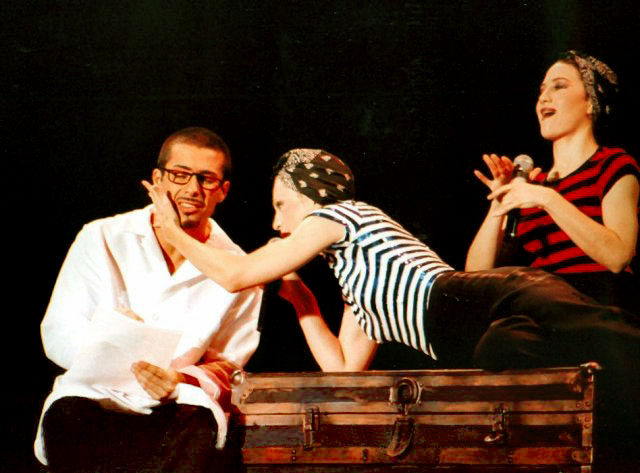
Madonna interpretando «I'm Going Bananas» en la gira The Girlie Show de 1993. La canción fue compuesta por Andy Paley y Michael Kernan y producida por Madonna y Patrick Leonard.

Las temáticas de las canciones fueron descritas por el biógrafo Norman King como «intrínsecamente madonnescas», es decir, trataban sobre el deseo carnal y material, los juegos de poder y la naturaleza cambiante de las personas, especialmente en lo que respecta a las mujeres. «He's a Man», con un tono «típicamente seductor», fue compuesta como si la cantara Breathless y estuviera dedicada a Tracy. En «Back in Business», la artista utilizó una línea del guion de la película en la que su personaje no sabe si su hombre quería golpearla o besarla. Inicialmente, la canción iba a formar parte de una secuencia de montaje que seguía al encarcelamiento de Dick Tracy, cuando todos los ladrones salen y se apoderan de la ciudad; sin embargo, no fue bien recibida, y Beatty decidió reemplazarla por la otra canción del mismo nombre, compuesta por Sondheim, para esa escena. En cuanto a «Cry Baby», intentaron emular una canción propia al estilo de Sondheim. Por otro lado, la atmósfera de «Hanky Panky» evoca la era posterior a la prohibición y la energía de los bares clandestinos. La canción surgió de una frase de la película en la que Breathless alaba «las virtudes de unos buenos azotes» y le dice a Tracy: «No sabes si quieres pegarme o besarme», junto con la interpretación de Madonna del personaje como alguien a quien «le gusta que le peguen». Madonna describió la canción como una representación del «tipo de azote que recibes cuando te portas bien». Leonard recordó que, tras componer la música, lo primero que cantó ella fue probablemente el título de la canción; continuó: «Luego, allí estaba, y como no soy de los que rehúyen, quedó en la lista de canciones. Creo que las cosas se hacen mucho más grandes cuando salen del estudio. Cuando las experimentamos, es algo de lo que reírse».
Además de estos temas, ambos produjeron «I'm Going Bananas» y «Now I'm Following You», que fueron compuestos por Andy Paley con su hermano Jonathan, Jeff Lass, Michael Kernan y Ned Claflin. Tras consultar con Beatty, quien le detalló el tipo de música que tenía en mente, Paley le presentó algunas canciones, entre ellas «Now I'm Following You», que impresionó a Madonna y fue grabada como un dúo con Beatty. Esta canción se dividió en dos partes, y la segunda contó con la producción adicional de Kevin Gilbert. Por exigencia de los censores de Disney, quienes estaban preocupados por su imagen familiar, la artista tuvo que suprimir algunas letras explícitas en el álbum, especialmente en «Hanky Panky», que referían a «cualquier cosa relacionada con sodomía, sexo o masturbación». En una entrevista con Billboard, Leonard mencionó que hubo algunos remanentes del disco, como la canción «To Love You», compuesta por Andy Paley, que fue descartada. Aunque la maqueta fue regrabada en 1994, ninguna de las versiones se ha filtrado. También existía una pista llamada «Dog House», también de Paley, que en realidad era una versión de «You're in the Dog House Now». Finalmente, esta última fue interpretada por Brenda Lee y formó parte de la banda sonora de Dick Tracy.

### Sesiones con Shep Pettibone
En los últimos meses de 1989, Craig Kostich, entonces jefe del departamento de música dance de Warner Bros., contactó al DJ Shep Pettibone para que colaborara con Madonna en una nueva canción, con la intención de incluirla como lado B de «Keep It Together», el quinto y último sencillo del álbum Like a Prayer, publicado en enero de 1990 en EE. UU. Pettibone, catalogado como uno de los primeros músicos y productores en introducir los sonidos de la música house en el pop, había trabajado previamente con Madonna remezclando varios de sus sencillos, como «Into the Groove», «True Blue», «Causing a Commotion» y las versiones «populares» de «Like a Prayer» y «Express Yourself»; para 1989, la cantante solía incluir sus remezclas en casi todos sus lanzamientos, y en muchos casos, sus versiones se consideraban más populares que las originales. Pettibone le envió una pista inspirada en el sonido Filadelfia, que sería la base instrumental de la canción. La melodía sampleaba las percusiones de bongó y los ritmos de viento metal de la canción «Ooh, I Love It (Love Break)» (1983) de la Salsoul Orchestra, que él mismo había remezclado.
En ese momento, Madonna había finalizado el rodaje de Dick Tracy y estaba ultimando los detalles de I'm Breathless. Beatty le pidió que escribiera una canción que se ajustara al punto de vista de su personaje, uno que ella habría evocado y pudiera interpretar. Según la cantante, la letra surgió de esa solicitud: «[Breathless] estaba obsesionada con los bares clandestinos, las estrellas de cine y cosas así». Lo que el director necesitaba era un número que incorporara elementos de Dick Tracy sin derivar directa o indirectamente de él. La nostalgia era el pilar central de la película, por lo que Madonna también se inspiró en ese concepto. Tras recibir la pista musical de Pettibone, escribió la mayor parte de la letra durante un vuelo a Nueva York antes de la grabación. Al productor le pareció que la canción se quedaba «corta» en el puente, y fue su idea añadir un rap. Según recordó: «En ese momento no teníamos nada para esa parte. Me preguntó qué quería decir, y le respondí: “Podríamos mencionar estrellas de cine, por ejemplo”. Así que escribimos un montón de nombres y de ahí surgió el rap».
En paralelo, Madonna frecuentaba el club The Sound Factory, donde Pettibone actuaba como DJ, para ver a algunos bailarines practicar el voguing. La cantante había conocido este tipo de baile a través de su amiga, la actriz Debi Mazar, mientras desarrollaba su espectáculo Blond Ambition World Tour y buscaba bailarines con quienes trabajar. El voguing tiene sus raíces en la década de 1960, cuando jóvenes de la comunidad LGBT de Harlem (Nueva York) elevaron el arte del drag al voguing, una serie de poses elaboradas y libres basadas en la apariencia de los modelos de la revista Vogue, de ahí su nombre. Su popularidad se expandió dentro de las colectividades gais y trans negras y latinas en los años 1980, especialmente en el contexto de la epidemia del VIH/sida, y los balls funcionaban como un espacio seguro donde las comunidades podían expresarse libremente. En estos eventos, los participantes se organizaban por «casas» o «familias» y competían en espectáculos de moda y baile, donde los voguers, vestidos de drag y atuendos extravagantes, desfilaban por pasarelas al ritmo de la música disco, pop y funk, realizaban elaboradas coreografías con las manos e incorporaban movimientos de gimnasia y artes marciales. El baile comenzó a ganar más notoriedad en la cultura popular a finales de los ochenta, en parte por el lanzamiento de «Deep in Vogue», de Malcolm McLaren. Fascinada e influenciada por este tipo de baile, Madonna nombró a la canción «Vogue».

## Grabación
Durante la grabación y producción de I'm Breathless, Madonna, Sondheim, Leonard y el ingeniero Bill Bottrell trabajaron meticulosamente para ejecutar de manera convincente una variedad de estilos musicales de época, como el jazz en «Sooner or Later», el «animado» estribillo de «More» y el sonido big band de «Back in Business». Cuando Madonna inició el período de grabación, recibió el apoyo de Beatty, con quien había iniciado su romance. Según amigos cercanos de la cantante, no ansiaba nada más que la aprobación del director tanto en su trabajo en la película como en el álbum. Freddy DeMann recordó que «él significaba mucho para ella, y ella quería que él estuviera orgulloso».
De acuerdo con la periodista y biógrafa Lucy O'Brien, el álbum reflejó el estado de ánimo ligero de Madonna y dio vida a la «fantasía romántica». Tal como sugería el título, la cantante se encontraba inmersa en el personaje y proyectó en las sesiones la imagen de una vocalista de club nocturno de la era del jazz. Incluso, su representación de Mahoney se extendió a las sesiones; en palabras del bajista Guy Pratt: «Estaba metida en su rol y empezó a fumar. De hecho, me robó un cigarrillo. Como su personaje fumaba, ella también lo hizo». Por su parte, el bajista Bob Magnusson recordó que se encontraba «muy feliz» durante las grabaciones: «Fue amable con todos, se presentó a los músicos. Un día, Beatty llegó del rodaje con su impermeable amarillo de Dick Tracy y su traje. Parecía que estaban bastante a gusto el uno con el otro».

### Producción de canciones de Sondheim
Para Madonna, el proyecto supuso un territorio musical inexplorado, debido a que las melodías teatrales que debía cantar requerían un poco más de rango y agilidad de los que realmente tenía, razón por la que aprenderse las canciones de Sondheim representó el mayor desafío para ella. Las sesiones de grabación de los temas del compositor tuvieron lugar en los estudios Johnny Yuma Recording de Los Ángeles en la primavera boreal de 1989, durante el rodaje de Dick Tracy. La artista inicialmente quedó sorprendida cuando las escuchó por primera vez en la primera sesión, pues se sintió «aterrorizada» de cantarlas y le resultó complicado aprendérselas por su naturaleza compleja y su «minuciosa atención al texto». Además, no estaba acostumbrada a lo que ella llamó el «desenfreno cromático» de las melodías, una de las cuales estaba compuesta con cinco sostenidos, y tampoco estaba segura de poder hacerles justicia. Comentó: «Fue una gran experiencia de aprendizaje para mí, porque cuando escuché la música por primera vez, entré en pánico. Le dije: “No puedo cantar estas canciones, son demasiado difíciles”».
Las canciones no fueron la única dificultad que Madonna tuvo con Sondheim, ya que él no quería su ayuda para escribir letras o encontrar una melodía, sino únicamente su voz, y aunque iba en contra de su naturaleza, la cantante accedió. Beatty llevó a Sondheim al estudio para que la asesorara, y este le enseñó como dar forma a una letra, mientras que la cantante recurrió al profesor de canto Seth Riggs para dominar el estilo del compositor. Sondheim recordó: «Odia tomar muchas decisiones. Para nosotros, hizo dos tomas y, a veces, hubo que convencerla para que hiciera una tercera». En las lecciones de canto, logró ampliar su registro vocal en cierta medida y pudo proyectarse como una cantante competente, lo que supuso un gran avance respecto a sus trabajos anteriores. Poco a poco fue ganando confianza en el estudio y, en una de las sesiones, ataviada con un vestido de satén rosa, interpretó una de las canciones frente al micrófono mientras el equipo, incluido Beatty, la observaba con expectación. En cada oportunidad, Sondheim le dio ánimos y Madonna pudo superar las dificultades. Al compositor le resultó interesante trabajar con alguien que tenía un estilo de trabajo específico y describió a la cantante como una persona «meticulosa» y «extremadamente exigente», aunque también «muy impaciente». Aunque al principio no había apreciado su trabajo porque no le prestaba mucha atención a sus canciones, Madonna lo consideró «increíble» y sostuvo que le tenía un «gran respeto y admiración» tras colaborar con él. En una entrevista con Paul Zollo, la intérprete profundizó:

No hay una sola parte que se repita. Es simplemente increíble. Cuando recibí [las canciones] por primera vez, me senté a su lado y él las tocó para mí, y me quedé atónita. Y luego, olvídate de hacerlas mías, fue realmente difícil aprender a cantar los cambios rítmicos y melódicos. Tuve que acudir a mi entrenador vocal y pedirle a un pianista que las tocara más despacio. Apenas podía distinguir las notas, ¿sabes a qué me refiero? [...] Pero Stephen fue muy servicial y generoso. Fue un verdadero desafío, y definitivamente terminaron por gustarme. Son maravillosas. Ojalá pudiera escribir canciones así.

Bottrell, quien trabajó con Madonna y Leonard en Like a Prayer (1989), estuvo a cargo de la producción de los temas en conjunto con la cantante. Magnusson recordó que era una big band de diez músicos, «todos de primer nivel, lo mejor de lo mejor, intérpretes que capturaron ese estilo de la era del swing». El músico admiró la disposición de Madonna para explorar un género diferente: «Me impresiona bastante cuando los músicos de pop incursionan en otra área. Se necesita algo de valentía para hacerlo». Entre el personal que participó en las sesiones se mencionan a Bob Cooper, quien tocó el saxofón barítono en «Sooner or Later» y «More», Abe Most en el clarinete y saxofón alto, Magnusson en el bajo, Mahlon Clark en el clarinete, John Guerin en la batería, Bill Schneider en el piano, Charles Loper en el trombón, Tony Terran en la trompeta. El veterano arreglista, productor y compositor Jeremy Lubbock fue el responsable de los arreglos, mientras que Shirley Walker realizó los arreglos de cuerda en «Sooner or Later» y «What Can You Lose». Bottrell fue el ingeniero de audio, con ayuda adicional de Bino Espinoza y Stacy Baird, y la mezcla quedó a cargo de Brian Malouf en los estudios CBS Television City. Madonna comentó que, cuando terminó de grabarlas, Sondheim «estaba muy contento».

### Producción de canciones con Leonard
Las grabaciones de las canciones de Madonna y Leonard tuvieron lugar en los estudios Ocean Way Recording de Los Ángeles e involucraron a un diverso grupo de músicos. Jeff Clayton, quien participó en las sesiones de la otra banda sonora de Dick Tracy, grabó un solo de saxofón en «Back in Business». Jeff Porcaro tocó la batería en «He's a Man», «Hanky Panky», «Cry Baby» y «Something to Remember», mientras que Luis Conte se encargó de la percusión en «Cry Baby» y «Back in Business». La sonoridad del jazz de las películas clásicas de Hollywood de los años treinta y cuarenta está presente en temas como «He's a Man», gracias al ritmo marcado de Porcaro, y en «Something to Remember», impulsada por los teclados de Leonard y el saxofón de Dave Boruff. Leonard también se desempeñó en el bajo sintetizado de «Cry Baby» y en la programación de batería en «Back in Business», donde Jonathan Moffett tocó el hi hat. El ritmo «enérgico» del bajo de Pratt se destaca en «Hanky Panky» y también se percibe en «Back in Business».
Beatty estuvo presente durante la grabación de «Hanky Panky»; Malouf recordó que el ambiente en el estudio se volvió «muy apasionado, como si Warren y Madonna estuvieran en un mundo aparte». Donna De Lory y Niki Haris, quienes habían acompañado a Madonna en su anterior gira Who's That Girl World Tour (1987) y participaron en la grabación de Like a Prayer, fueron las coristas principales en las canciones del disco. Jennie Douglas McRae y N'Dea Davenport también colaboraron en los coros de varios temas. Incluso, Madonna invitó a esta última a unirse a su gira Blond Ambition World Tour, que comenzó semanas antes de la publicación de la banda sonora, pero declinó la oferta, pues no quería «sacrificar sus propios objetivos profesionales». En una entrevista, Davenport reconoció que Madonna era una de las artistas «más disciplinadas de la época que he conocido».
Para las canciones compuestas por Andy Paley —«I'm Going Bananas» y las dos partes de «Now I'm Following You»—, la producción estuvo a cargo de Madonna y Leonard. En la primera, se incluyó un dúo de mariachis integrado por Samuel Nolasco y Xavier Serrano. Además, Abraham Laboriel tocó el bajo, Carlos Vega la batería y Randy Waldman el piano acústico. Madonna, que salía con Beatty, lo convenció para que prestara su voz en «Now I'm Following You», lo que marcó la primera vez que el director grababa una canción para un disco. Para este tema, no hubo muchas exigencias y se grabó en una sola toma. Leonard le preguntó a Beatty si quería intentarlo de nuevo, pero él respondió: «No, ya está». Bill Meyers, quien participó en las sesiones, recordó: «Todo el mundo se miraba. Habían pagado por tres horas y todo duró solo quince minutos. Es algo que admiro. Si has capturado ese momento perfecto, ¿para qué más?». En la primera parte, Laboriel y Waldman tocaron el bajo y el piano acústico, respectivamente, mientras que Tim Pierce se encargó de la guitarra y Gene Castle grabó un baile de claqué que se escucha en el puente a modo de interludio. Meyers fue el responsable de la dirección de orquesta y de los arreglos de cuerdas y vientos en ambas partes. Kevin Gilbert, quien coprodujo con Madonna y Leonard la segunda parte, también se ocupó de los sintetizadores y la programación de batería, además de la ingeniería junto con Marc Moreau. La segunda parte emplea un secuenciador para generar un solo de scat digitalizado, en el que la voz muestreada de Madonna repite la palabra Dick, en alusión al personaje de Dick Tracy. Esta versión no se escucha en la película, pues Beatty consideró que no sería propio de su personaje ponerse a cantar de repente; en su lugar, se utilizó una versión vocal de un instrumental grabada por el propio Paley.
Para añadirle un toque más de swing de los años treinta a la producción, Madonna contactó a Lubbock, quien arregló otras cuatro canciones de la banda sonora. Lubbock se mostró sorprendido ante la «inesperada» solicitud de la cantante de trabajar con ella y su equipo, pero supuso que lo contactaron dado su trabajo con Sondheim en The Broadway Album (1985), de Barbra Streisand. Para «Hanky Panky», creó un arreglo al estilo del pianista estadounidense Count Basie, decisión que todos en el estudio aprobaron. En una entrevista con Billboard, admitió que fue uno de los proyectos «más agradables» en los que estuvo involucrado y añadió que «Madonna sabe exactamente lo que quiere y tiene valor para conseguirlo». Lubbock recordó que, tras añadirle el toque swing a los temas, Madonna mencionó en un momento que no quería regresar a su música anterior. El arreglista volvería a trabajar con la cantante para «This Used to Be My Playground» (1992), el tema principal de la película A League of Their Own. La ingeniería del resto de los temas estuvo a cargo de Malouf, quien también realizó la mezcla en los estudios Can Am Recording (Tarzana) y Ground Control (Los Ángeles), con Patrick MacDougall como asistente. Mientras tanto, Stephen Marcussen realizó la masterización en Precision Lacquer (Hollywood).

### Producción con Pettibone
Aproximadamente dos semanas después de que Pettibone le enviara la pista, y tras haber escrito la letra, Madonna viajó a Nueva York para las sesiones de grabación de «Vogue». Cuando llegó al estudio, entregó la letra e hicieron algunos ajustes en la música para adaptarla a sus palabras. Pettibone recordó que la artista le dijo: «Espero que no te importe, pero voy a llamarla “Vogue”». Se sorprendió al enterearse de que quería cantar sobre dicho baile, pues para él, «el voguing casi había pasado de moda para entonces, al menos en la escena dance underground. No desapareció por completo, pero ya no estaba en su apogeo». Con un presupuesto ajustado de solo 5000 USD y poco tiempo, Madonna grabó la voz en un estudio casero, que consistió en una cabina ubicada en el sótano de un edificio en la calle West 56. Habían convertido un armario con puertas plegables y le asignaron una puerta corrediza de vidrio para que funcionara como cabina de grabación. Las sesiones fueron rápidas: la cantante grabó los versos y el estribillo, uno por uno, en una sola toma. Pettibone comentó: «Siempre ha sido una artista de “primeras tomas”. No había que corregir palabras ni afinar nada. Era impresionante en ese sentido». El productor utilizó una grabadora de 24 pistas, aunque solo algunas de sus tarjetas de sonido funcionaban correctamente, ya que era una «máquina de segunda mano». Para grabar una pista, debía sacar una tarjeta, deslizarla y moverla a la siguiente pista, y repetir este proceso para poder continuar grabando.
Con la producción de Madonna y Pettibone, «Vogue» contó con la participación de Haris, De Lory y Davenport en los coros, y Alan Friedman y Pettibone se encargaron de la programación. Tony Shimkin realizó la edición y Goh Hotoda la ingeniería, con la asistencia de Curtis Frasca. Hotoda y Pettibone fueron los responsables de la mezcla. Craig Kostich fue acreditado como productor ejecutivo y el DJ Junior Vazquez recibió agradecimientos especiales. Madonna quería que se mantuviera un loop de dos compases de la línea de bajo a lo largo de toda la canción para darle un sonido underground, aunque el productor la convenció de modificarlo. Tras finalizar las sesiones, la intérprete regresó a Los Ángeles para otros proyectos y Pettibone añadió y ajustó algunos elementos musicales para que encajaran mejor con la grabación vocal, como las líneas de bajo en los versos y el piano.
Aproximadamente una semana después, Pettibone terminó la producción y mezcla de la canción y la envió a los ejecutivos de Warner, quienes tenían prisa por lanzar «Keep It Together». Sin embargo, cuando la escucharon por primera vez, quedaron tan impresionados con el resultado que concluyeron que tenía mucho potencial y no debía ser solo un lado B, sino que debía convertirse en el siguiente sencillo de Madonna. Pettibone recordaría más tarde: «La discográfica se volvió loca, su mánager se volvió loco. Todos decían que era un éxito rotundo y que no íbamos a desperdiciarlo». Buscando una forma de incluirla en algún álbum, se decidió añadirla a último momento como la última pista de I'm Breathless, que ya estaba prácticamente terminado, y fue el sencillo principal del disco. Esta decisión benefició tanto a Disney como a Beatty, quienes también buscaban formas adicionales de promocionar la adaptación cinematográfica. Para la discográfica, un álbum que incluyera un éxito tenía más probabilidades de mantenerse en las listas de ventas. A pesar de que no apareció en la película, el tema se utilizó en un avance protagonizado íntegramente por Madonna que se emitió en MTV, lo que llevó a TV Guide a criticar el anuncio por publicidad engañosa. En cuanto a «Keep It Together», se creó una remezcla swingbeat de la canción que figuró en la cara B.
«Vogue» se convirtió en la primera canción que Madonna coescribió y coprodujo con Pettibone. Este último mencionó que la intención era hacer un número dance divertido, aunque aclaró que la canción no había sido compuesta ni para la película ni para I'm Breathless. De hecho, era la única que no tenía relación estilística con el resto de I'm Breathless ni con el ambiente de Dick Tracy, y originalmente no se tenía pensado incluirla en la banda sonora. Madonna, incluso, consideraba que no era lo bastante potente para ser un sencillo, aunque cambió de opinión tras ser convencida por otros miembros de la discográfica. Tras «Vogue», Madonna volvería a colaborar con Pettibone en «This Used to Be My Playground» (1992) y en la mayor parte del álbum Erotica, de ese mismo año.

## Estructura musical

### Música y voz

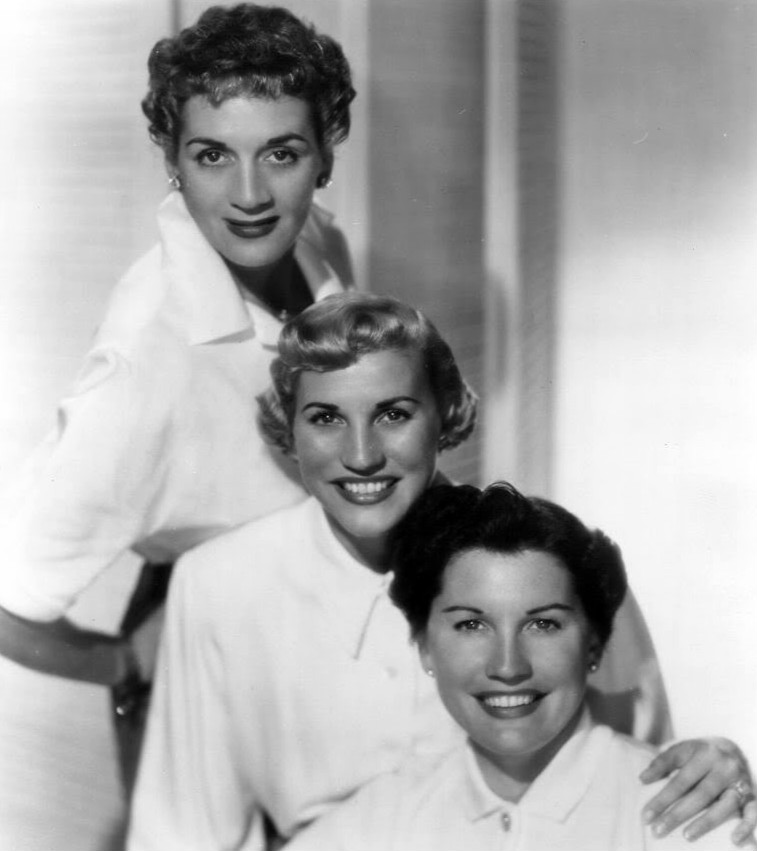
Algunas canciones de I'm Breathless tienen un estilo similar a la obra de la banda femenina The Andrews Sisters.

I'm Breathless representó el primer cambio significativo en la dirección musical de Madonna y su proyecto «más insólito» hasta ese momento, pues se alejó del habitual sonido dance pop que había incorporado en sus anteriores trabajos y que la llevó a la fama. En este sentido, el álbum se adentra en el terreno de los espectáculos y musicales de Broadway y comprende material «altamente estilizado», que se inclina hacia piezas de época y melodías de carácter novedoso. Caracterizado como un homenaje al cabaré de los años treinta, el disco pertenece a los géneros jazz, swing y pop, y presenta «aires» del ragtime. Gran parte de los arreglos recurre al estilo de las big bands, el bebop y las orquestas de estudio de los antiguos musicales, además de evocar el glamur de Hollywood de ese período.
La inspiración de las canciones provino de las grandes bandas de Tin Pan Alley, propia de los años treinta, y la atmósfera se ha caracterizado como «homogénea, suave y envolvente», con una partitura «impregnada de ecos retro» e influencias del blues y boogie-woogie, guiños al claqué e insinuaciones «dramáticas». Así, algunas pistas tienen un estilo similar a la obra de The Andrews Sisters o incluyen melodías de cabaré, una samba latina y «cancioncillas atrevidas». Asimismo, otras incorporan diálogos tomados de la película. Albert Montagut, de El País, mencionó que recreaba la atmósfera musical del Manhattan de los años cuarenta, dominada por el ritmo de los tambores y el clarinete, lo que, sumado a las «pinceladas de la música de Broadway», otorgaba al disco un toque «sofisticado» que lo convertía en lo que Madonna denominó «un buen show». Para Elizabeth Wurtzel, de la revista New York, el material estaba repleto de un estilo kitsch, con un «roce crudo de rock and roll, que complace tanto a sus seguidores más modernos como a la élite musical». En un comentario similar, un reportero del Chicago Tribune lo describió como un álbum kitsch retro comparable con la versión de Bette Midler de «Boogie Woogie Bugle Boy» (1973). Según Mim Udovitch, a excepción de «Vogue», la banda sonora «no estaba diseñada para sonar mucho en la radio».
Musicalmente, el álbum explora la personalidad cinematográfica de Breathless Mahoney, a la vez que examina las múltiples facetas de la propia Madonna al presentar un repertorio totalmente alejado de lo que se esperaría de ella. De esta manera, adopta un estilo «diferente y único», y la presenta como una cantante «sensual y descarada» que interpreta canciones torch de los años cuarenta, baladas de Broadway «anticuadas» y números de swing. Su papel de «seductora y manipuladora» se hace presente en algunas canciones como «Sooner or Later» de Sondheim, cuyas composiciones incorporan armonías complejas y letras con una estructura musical poco convencional. En opinión de Ida Bachtiar, de The Straits Times, la artista evocaba la «sensualidad de Marilyn Monroe y la exuberancia de Bette Midler», comentario que compartió el editor Jean Marie Leduc, quien expresó que la atmósfera recordaba a los cabarés europeos y a «su ídola», Monroe. Marcel Barbin, en Le Guide 1995 Du CD (1994), definió al álbum como un «ligero toque de cabaré y un claro guiño a Marilyn». En cambio, para Anne Ayers, de USA Today, traía a la memoria a Ethel Merman y Barbra Streisand, con melodías «exuberantes» y trompetas «atrevidas».
En el disco, Madonna canta a menudo con un registro bajo, más profundo, «oscuro» y «apasionado», y se adapta a diferentes exigencias, lo que le permite transmitir sus canciones «con mayor fuerza y energía». Según Edgar Augusto, de Diário do Pará, emplea una voz «sorprendentemente clara y nítida» e incursiona en un terreno que recuerda a Glenn Miller, Ginger Rogers, Fred Astaire y Carmen Miranda. Para Manuel Martínez Cascante, del periódico ABC, la artista evocaba a Judy Garland en El mago de Oz (1939) y a Liza Minnelli en Cabaret (1972).

### Letras
Considerado un álbum conceptual, I'm Breathless se presenta como un conjunto unificado y «plenamente desarrollado». En general, el dinero y el sexo son dos de los temas predominantes en las letras de las canciones, aunque también aborda otros tópicos como el poder, el deseo y la ambigüedad moral, especialmente en lo que respecta a las chicas buenas y malas. En este contexto, se perciben «sutiles matices de S&M» en varias de las pistas, y hay una notoria fijación con el término Dick, tanto en mayúscula —para referirse al nombre del personaje de Beatty y a la abreviatura de «detective»— como en minúscula, término en inglés que alude al órgano sexual masculino. En varias canciones, presenta a Dick Tracy como el objeto pasivo del deseo de Breathless, y la tendencia de las letras y su interpretación invitan al oyente a identificarse con Madonna.
Estos temas se acercan más a la imagen que Madonna proyectó a principios de la década de 1980 como una «chica traviesa, provocadora y materialista». Salvo «Vogue», todas las pistas se interpretan en un tono juguetón y con un matiz irónico. Aunque esta última se vincula al concepto del álbum a un nivel temático, musicalmente se considera una extensión de las canciones dance que Madonna había venido desarrollando desde sus inicios.
Sobre la composición y las letras de las canciones, Chris Willman, de Los Angeles Times, comentó que la artista se deshacía de la «vulnerabilidad confesional» que supuso su anterior álbum de estudio, Like a Prayer (1989), en favor de una «exhibición de senos» que encarnaba la figura de Breathless Mahoney. Siguiendo esta idea, Greg Kot, del Chicago Tribune, explicó que «se aleja mucho de las preocupaciones intensamente personales y adultas» de ese álbum. La autora Lucy O'Brien observó que revelaba otro aspecto de la artista en Like a Prayer, al reflejar una faceta de «coqueta, mimada y complaciente». Por su parte, Daryl Easlea, coautor de Madonna: Blond Ambition (2012), lo describió como el «yin delicado como un suflé frente al yang portentoso» de su predecesor. En otro análisis, Mark Coleman, de Rolling Stone, destacó una «distancia inherente» en las canciones: la música recurría a un pasado anterior al rock, mientras que las letras combinaban juegos de palabras complejos y comentarios ingeniosos sobre el amor y la vida. Jon Blistein, también de Rolling Stone, señaló que el álbum podría analizarse como un giro hacia la comodidad de interpretar un personaje, pero añadió que, aunque está arraigado en su papel de Dick Tracy, también «late con un toque personal y una tensión distintivamente propia de Madonna».

### Canciones

#### Pistas 1-3
I'm Breathless abre con «He's a Man», un tema de tempo medio marcado por un «incansable contrabajo». Se omiten los elementos de música dance electrónica característicos de Madonna, en favor de un arreglo de big band con una línea de bajo lenta e influencias del blues. Comienza con una voz que se escucha a través de un intercomunicador, seguida de un ritmo lento de shuffle, con una melodía cromática descendente que refuerza la atmósfera de las películas de detectives. Se destacan el piano desintonizado, una sección de cuerdas, un saxofón y una batería con platillos, que se combinan con un órgano Hammond. Está compuesta en un compás de 12/8 y emplea tres tonalidades: la primera desciende semitonalmente sobre un bajo constante y las siguientes repiten este patrón. Respaldada por los coros de Haris, De Lory y Davenport, la canción avanza como una power ballad y revela la creciente versatilidad vocal de Madonna, cuya voz resuena incluso después de que la música se desvanece. Su voz se entrelaza con la textura del acompañamiento dominado por el bajo. Un cambio de tonalidad eleva la intensidad de la canción hacia el final. La letra, cargada de doble sentido, se vincula explícitamente con los eventos de la película, donde Madonna, en el papel de Breathless, intenta atraer a Dick Tracy y desviar su atención de su deber y su comportamiento recto, como se expresa en All work and no play/Makes Dick a dull, dull boy («Mucho trabajo y nada de diversión hacen de Dick un chico muy, muy aburrido»). Las estrofas alternan entre ensalzar a Tracy e intentar seducirlo, como en las líneas I can show you some fun / and I don't mean with the gun («Puedo mostrarte algo de diversión, y no me refiero a la pistola»), mientras que en otras situaciones lo invita a «empuñar el arma» (I'll show you some fun... give me that gun). No obstante, sin importar lo que haga, Tracy se mantiene más centrado en su trabajo y no muestra interés en ella.

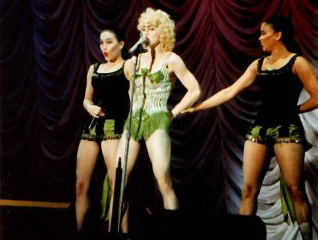
Madonna durante la presentación de «Hanky Panky», la tercera canción de I'm Breathless, en la gira Blond Ambition. La letra es descrita como una oda al sadomasoquismo, aunque carece de insinuaciones explícitas.

Descrita como un pastiche de jazz «vibrante» de los años 1940, «Sooner or Later», la primera de las tres canciones de Sondheim, es una balada de época sentimental, con una atmósfera íntima de club nocturno que recuerda al musical Follies. La pieza añade juegos de palabras «ágiles» y armonías cromáticas «enrevesadas». La orquestación sigue el estilo de una pequeña banda de los años 30, y resalta la presencia de la batería, el contrabajo, el saxofón y el clarinete. La voz de Madonna se acompaña de un arreglo de piano acústico y lengüetas. Aunque sencilla al principio, la canción avanza hacia terrenos tonales más distantes y la música incrementa su intensidad en cada ocasión. Esta intensidad de cada cadencia se amplifica por las armonías cambiantes y las melodías «esquivas» de Sondheim. La música se desliza entre cambios impredecibles y, en algunos pasajes, lleva a Madonna cerca del límite inferior de su registro vocal. La balada expresa tanto la fijación sexual de Breathless por Dick Tracy como la obsesión de este último por atrapar a su enemigo criminal. La narradora utiliza el deseo para manipular a los demás, particularmente en los versos No one I've kissed, babe, ever fights me again («Nadie a quien he besado, cariño, me ha rechazado otra vez») y I always get my man («Siempre consigo a mi hombre»), aunque detrás de su imagen seductora se oculta una «chica buena», tal como lo demuestra la línea I'm going to love you and you all alone («Voy a quererte a ti y solo a ti»). Cuando el personaje de Mahoney afirma «tarde o temprano siempre consigo a mi hombre», insinúa su debilidad «fatal» por Tracy, a quien debe matar en el filme para alcanzar su objetivo.
De géneros jazz y swing, «Hanky Panky» incluye una gran orquesta con arreglos de charlestón y blues, junto con una línea de bajo «enérgica» y coros «hilarantes» que evocan a las Andrews Sisters. Comienza con una «dramática» introducción lenta de piano y cuerdas, similar a la música de fondo de una película de suspenso y misterio, sin ofrecer «ninguna pista» al oyente sobre lo que está por venir. Luego, el ritmo se acelera y se vuelve bailable, con una walking bass y un cambio de menor a mayor en el estribillo. Los instrumentos de big band y la presencia de las coristas aluden a la época de Dick Tracy y acentúan la imagen de Breathless Mahoney. Considerada una oda al sadomasoquismo, el personaje aprueba y suplica unas nalgadas como fetiche sexual, aunque la letra carece de insinuaciones explícitas. Esto se refleja en los versos I'll settle for the back of your hand / Treat me like I'm a bad girl / Even when I'm being good to you / I don't want you to thank me / You can just spank me («Me conformaré con el dorso de tu mano / Trátame como si fuera una chica mala, incluso cuando me porto bien contigo; no quiero que me des las gracias, puedes darme una nalgada») y Tie my hands behind my back and ooh, I'm in ecstasy / My bottom hurts just thinkin' about it («Átame las manos detrás de la espalda y, oh, estoy en éxtasis / Me duele el trasero solo de pensarlo»). La canción tiene un tono humorístico e irónico, y según Madonna, no debe tomarse demasiado en serio.

#### Pistas 4-6

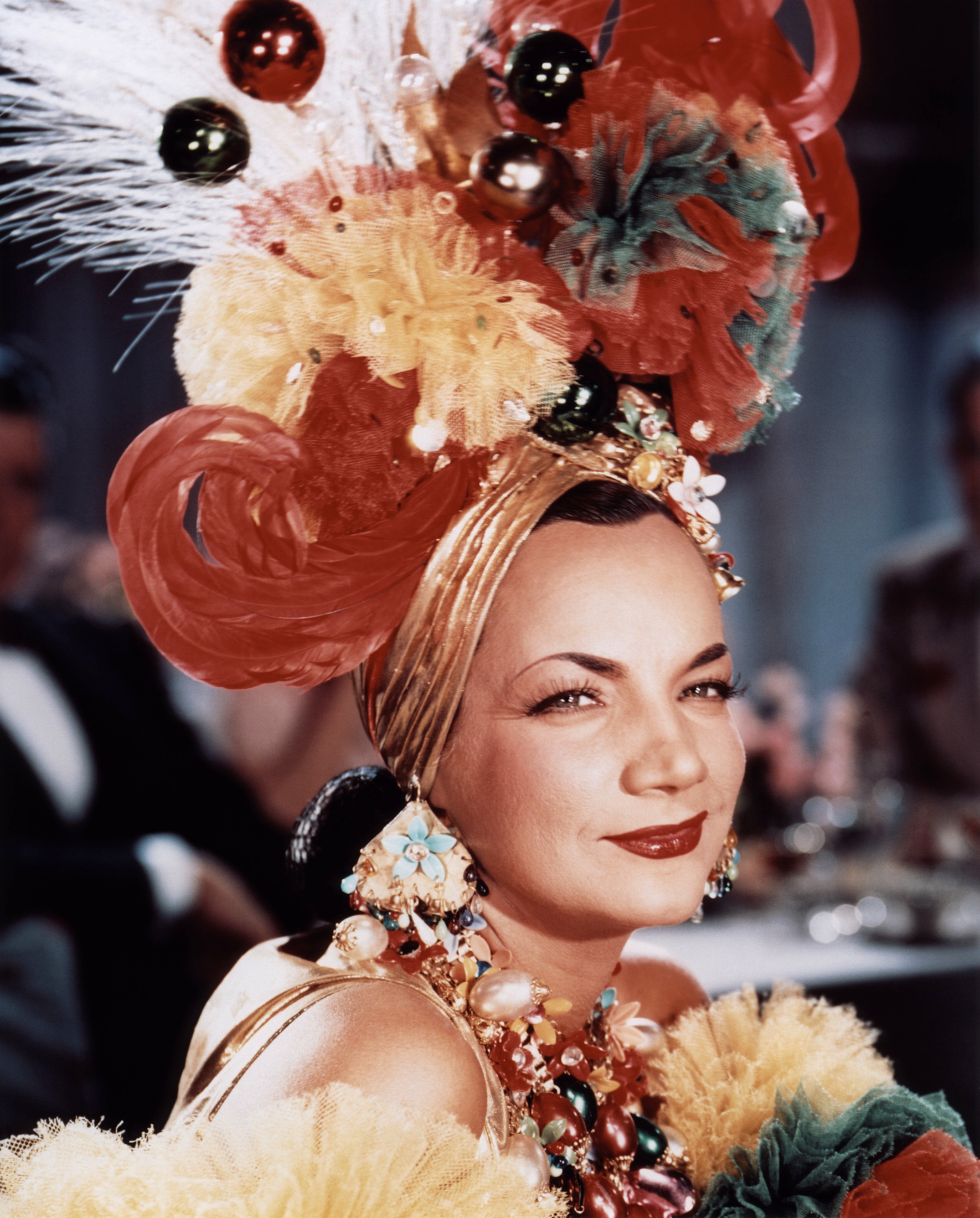
El estilo musical y el registro vocal de Madonna en la canción «I'm Going Bananas» han sido comparados con la actriz y cantante Carmen Miranda.

Descrito como un «alocado número latino», «I'm Going Bananas», el cuarto tema, muestra el lado más «excéntrico de Madonna». Tanto el estilo musical como su registro vocal fueron comparados con la actriz Carmen Miranda, pues evoca una rutina de baile propia de las películas de Miranda y destaca la presencia de instrumentos como los tambores metálicos. Asimismo, se incluye el órgano Hammond, junto con un bajo, trompetas y un piano solista. La producción incorpora ritmos tropicales como salsa, rumba y merengue, en un guiño a los ritmos latinos responsables del éxito de «La isla bonita» (1987). Madonna emplea una voz chillona y nasal, con acento mexicano, y ofrece una interpretación divertida y cargada de humor. La letra aborda la «locura» de su personaje y utiliza algunos términos «bastante problemáticos» para referirse a la salud mental: Who knows? Could it be the tropic heat or something that I eat that makes me gonzo? («¿Quién sabe? ¿Podría ser el calor tropical o algo que comí lo que me pone chiflada?»). No obstante, al igual que en «Hanky Panky», la letra no debe tomarse demasiado en serio.
La orquestación de «Cry Baby», una oda a los «chicos sensibles», recuerda a «When I'm Sixty-Four» (1967) de The Beatles, aunque el clarinete y los comentarios humorísticos de Madonna hacen que el tema sea más gracioso. Es un número sencillo con tonalidades de foxtrot, inspirado en el ambiente de Dick Tracy. Se describe como una parodia de las canciones de dibujos animados de los años 30, y suena como una canción que Madonna habría escrito específicamente para la película. La melodía cómica se respalda con metales, trompetas y un bajo de rock, mientras que los solos de trombón, saxofón y clarinete aportan la atmósfera adecuada para esa época. El puente presenta una secuencia de acordes cromáticos, y el único sonido ajeno a esa época es un sintetizador que acompaña los acordes. La cantante, que adopta el estilo de una mujer de gánsteres que «masca chicle», emplea un registro agudo y aniñado, comparado con el personaje animado Betty Boop y la actriz Bernadette Peters. La letra es apropiada para la época y describe a un hombre «demasiado sensible y blando» que se «echa a llorar por cualquier cosa», lo que hace que la narradora se lamente de sus «exabruptos» emocionales. En uno de los versos, recita My guy is such a wet noodle, he's always teary-eyed / If you just play him a sappy song he acts like his doggy just died («Mi chico es tan empalagoso que siempre está lloriqueando; si le pones una canción sentimental, actúa como si su perrito hubiera muerto»). Calificada como una de las «más divertidas», está marcada por los sollozos de un hombre y las súplicas de Madonna para que deje de hacerlo.

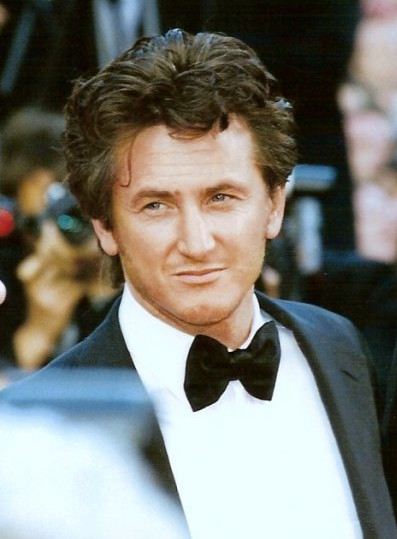
La crítica observó que la letra de «Something to Remember» podría hacer referencia al matrimonio «tóxico» que Madonna mantuvo con el actor Sean Penn.

«Something to Remember» es una canción de amor convencional «desgarradora» que incorpora un acompañamiento más moderno de cuerdas y teclados. Con una sensación de pesar comparable a la obra de Dusty Springfield, sigue la línea de «Kissing a Fool» (1988) de George Michael, al combinar influencias del jazz vocal de la época anterior al rock con una producción contemporánea, lo que le otorga una sensación de atemporalidad. La música es hipnótica, con una textura orquestal «densa», y presenta una secuencia de acordes con varios cambios inesperados y una melodía igualmente impredecible en la forma en que cambia de dirección. Los cambios de jazz refuerzan la canción contra el sentimentalismo y añade una complejidad emocional poco común en la obra de Madonna. La cantante interpreta con «dulzura y sentimiento», acompañada de un piano eléctrico moderado, pero ligeramente funk, respaldado por cuerdas y una percusión delicada. En la parte final, incorpora una batería que le da un impulso adicional, antes de finalizar con una coda de piano. En cuanto a la letra, resume una historia de amor que no funcionó, pero de la que surgió algo positivo, y se interpreta como una meditación personal sobre el amor propio. Contiene el verso I hear you still say «love yourself» («Aún te oigo decir “ámate a ti mismo”»), que el personaje interpreta con «dolor visceral». Aunque encaja dentro de la narrativa cinematográfica de Dick Tracy, se ha analizado si fue escrita desde la perspectiva de Breathless Mahoney o si, por el contrario, se trata de una alegoría para describir la relación de Madonna con Beatty o el matrimonio «tóxico» que mantuvo con el actor Sean Penn. La canción incluye la línea We weren't meant to be / At least not in this lifetime («No estábamos destinados a estar juntos, al menos no en esta vida»), que suena como un «intento maduro, pero doloroso, de hacer las paces» con Penn. También ha sido vista como un homenaje al profesor de danza de la cantante, Christopher Flynn, quien falleció de sida en 1990. En 1995, la canción figuró en un recopilatorio de baladas de Madonna titulado Something to Remember, que buscó suavizar su imagen después de los álbumes Erotica (1992) y Bedtime Stories (1994), centrados en la sexualidad.

#### Pistas 7-9
Descrita como «algo subestimada» dentro del repertorio de Madonna, «Back in Business» es la séptima pista y la que abre el segundo lado de I'm Breathless. Presenta una estructura que contrasta un verso lento con un estribillo rápido, así como un ritmo marcado por la voz de Madonna con otro instrumental más veloz. Se perciben elementos de jazz, instrumentos de viento y armonías vocales inspiradas en los grupos de doo wop. La presencia del solo de saxofón «sorprendentemente extenso» de Jeff Clayton, chasquidos de dedos en los versos y coros vocales que entonan do-do refuerzan el ambiente retro que caracteriza la temática de todo el disco. El tema principal de la canción, sobre el «lado positivo de vivir en pecado», describe la historia de una venganza mafiosa en la que la narradora se burla de un enemigo, secundada por el saxofón y un coro masculino entonado con acentos «perfectamente paródicos de gánsteres». Incluye el diálogo del filme You don't know if you want to hit me or kiss me («No sabes si quieres golpearme o besarme»), que intensifica el tono narrativo. Madonna ofrece una interpretación fría, adecuada para la temática de venganza, y aporta elementos musicales como el scat o imita el sonido de una trompeta silenciada.

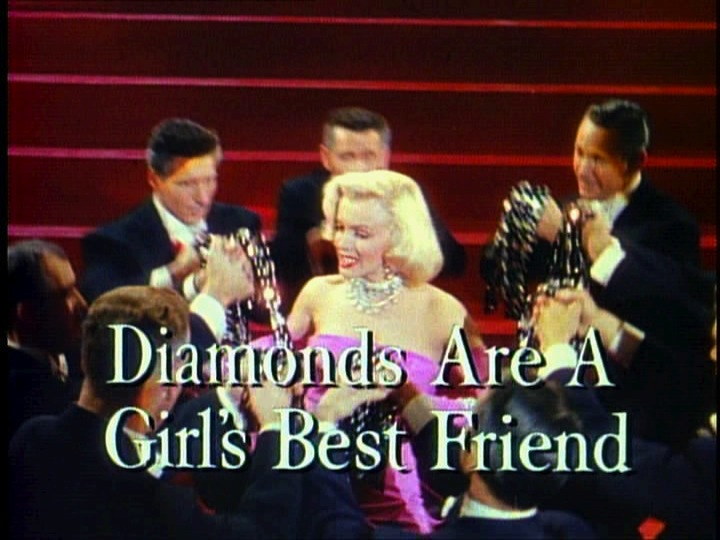
La letra de «More», con su temática de cazafortunas, ha sido comparada con «Diamonds Are a Girl's Best Friend», de Los caballeros las prefieren rubias (1953).

«More» es una composición de foxtrot y vodevil «vibrante» de los años 1930, repleta de las rimas «ingeniosas y complejas» de Sondheim. Una mezcla entre un número de Broadway y un cabaré de la época de Weimar, enfatiza el registro vocal de Madonna en un marco de géneros swing y jazz, con un ritmo alegre de dos tiempos, trompetas, batería, acordes de piano staccato, instrumentos de viento metal, clarinetes y un interludio de claqué, todo ello combinado con el sonido de las big bands de los años treinta y cuarenta que distingue el álbum. Se aprecia un quodlibet bien elaborado en las estrofas y en un momento dado en el estribillo. Caracterizado como un himno a la avaricia, la letra incluye un «ingenioso» juego de palabras en el que se entrelazan fragmentos musicales y verbales de clásicos de los años treinta como «I Got Plenty o' Nuttin'», «I Got Rhythm», «I Got the Sun in the Mornin'» y «Fascinating Rhythm». Su temática de cazafortunas ha sido comparada con «Diamonds Are a Girl's Best Friend» y «Material Girl», de la propia Madonna. El arreglo realza la historia de una chica que, aun siendo rica, nunca tiene suficiente y enfatiza que «nada es mejor que más, excepto todo», reflejado en versos como Got my diamonds / Got my yacht / Got a guy I adore / I'm so happy with that I got / I want more! («Tengo mis diamantes, tengo mi yate, tengo a un hombre que adoro; estoy tan feliz con lo que tengo que ¡quiero más!») y Once you have it all... There's one thing you miss, and that's more! («Una vez que lo tienes todo... hay una cosa que echas de menos, ¡y es más!»). La letra lleva las palabras a gran velocidad, lo que requiere una pronunciación cuidadosa. En los últimos versos, se produce un cambio de tono en un semitono, y el final tiene un toque kitsch, con versos que repite un coro femenino y un pasaje largo en tiempo libre antes de que todos entren para el «gran final».
En «What Can You Lose», una balada de piano y voz sobre el desamor, Madonna canta a dúo con Mandy Patinkin con un tono melancólico y vulnerable. Inicia con un sonido de cuerdas apenas perceptible que se cuela en el silencio antes de que el piano, interpretado por Bill Schneider, continúe hasta la primera estrofa, con líneas descendentes que incluyen un arpegio en lo alto del piano. Patinkin canta la voz principal, con su «melodioso» soprano, que sube una o tres octavas y adopta un tono áspero. A continuación, Madonna, con su registro más agudo, entra en la segunda estrofa junto con las cuerdas; después, ambas voces comienzan a armonizar. La letra detalla cómo afrontar un amor incierto o no correspondido, marcado por la angustia y el dolor de tener que tomar una decisión al respecto: arriesgarse a confesar los sentimientos y enfrentar un posible rechazo, o permanecer en silencio e insatisfecho. Paradójicamente, culmina en la decisión de no hacer nada, a la vez que la narradora decide mantenerse estoica ante el desamor: With so much to win, there's too much to lose («Con tanto por ganar, hay demasiado que perder»). El argumento se estructura y sostiene por armonías «íntimamente resonantes» y por frases de cuatro notas, que Sondheim empleaba habitualmente en sus composiciones, por lo que, en conjunto, recuerda a otras canciones de su musical Into the Woods, en especial «Our Little World», «On the Steps of the Palace», «Children Will Listen» y «No More».

#### Pistas 10-12

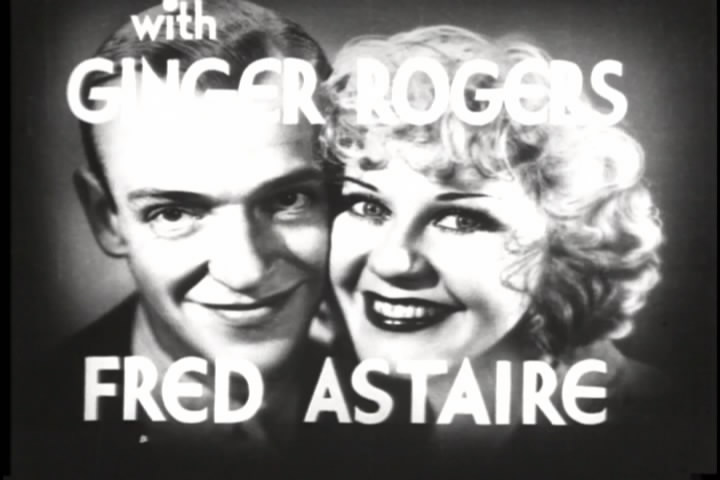
En la primera parte de «Now I'm Following You», Madonna y Beatty interpretan un diálogo musical en un estilo comparado con Ginger Rogers y Fred Astaire.

«Now I'm Following You» se divide en dos partes; la primera, con su ritmo de boogie-woogie, mantiene la estética big band del resto del álbum, con sus arreglos de cuerdas «exuberantes», e incorpora instrumentos como la batería con baquetas, contrabajo, piano, clarinetes y metales. Madonna y Beatty interpretan un «diálogo» musical en el que la interacción vocal entre los dos ha sido comparada con el estilo de Ginger Rogers y Fred Astaire. Hacia la mitad, se escucha un interludio de claqué sobre el solo de piano y una ligera influencia de blues. Descrita como un «pariente cercano» del clásico «Puttin' On the Ritz» de Irving Berlin, la química entre ambos se percibe en la voz suave y seductora de Beatty, en las armonías simples y en la letra romántica: My feet might be fallin' out of rhythm/Don't know what I'm doin' with 'em/But I know I'm following you («Mis pies pueden estar fuera de ritmo / No sé qué estoy haciendo con ellos, pero sé que te estoy siguiendo»). A continuación, el ritmo shuffle de la vieja escuela abre paso a un sonido moderno de hip hop, presentado como un disco de vinilo rayado —lo que se conoce con el término scratch—, y da inicio a la segunda parte.

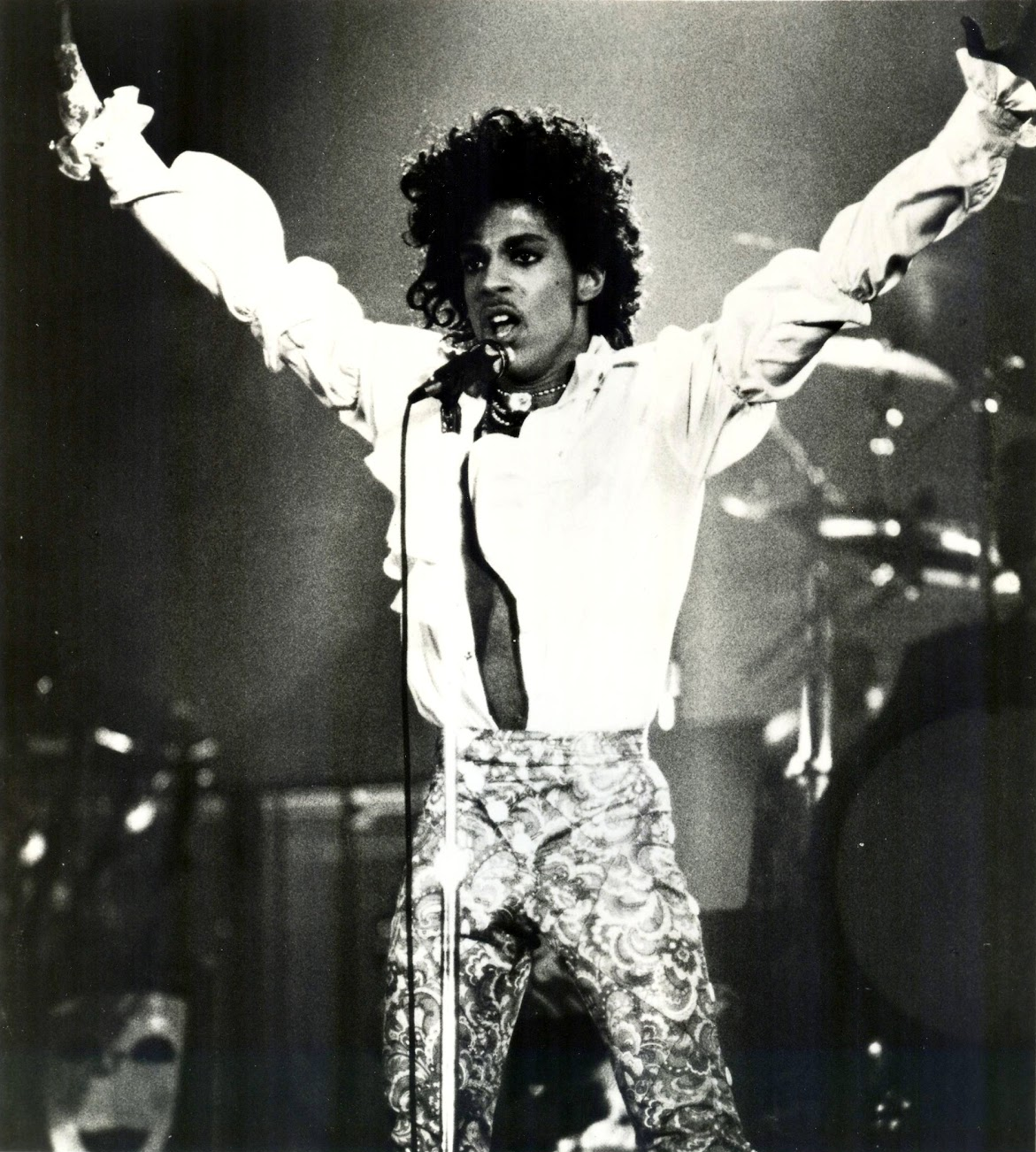
La segunda parte fue comparada con «Batdance» de Prince, al mezclar diálogos de la película, un ritmo dance y voces e instrumentos distorsionados.

La segunda parte se caracteriza por una repetición altamente ecualizada de la primera. El ritmo se acelera como si fuera una remezcla dance de la década de 1990 y adopta un estilo de música disco con abundante uso de sintetizadores, al que se le añaden una caja de ritmos, un bajo sintetizado, una batería con un sonido más funk, un piano más potente y una sección de metales, así como fragmentos de sonido tomados de otras canciones del álbum y de la película. Presenta influencias notorias de Waltz Darling (1989), de Malcolm McLaren, que combinaba elementos de música clásica y ópera con ritmos dance. Se describe como una secuencia onírica «fantasmagórica»: el tema da la sensación de escucharse en una radio antigua, alternando entre la realidad y la irrealidad, con llamadas de la policía a través de un intercomunicador preguntando por Dick Tracy. En un momento, varias de las líneas interpretadas por Beatty se ralentizan y se aceleran. Madonna recita de manera provocativa el diálogo What about Dick Tracy? Dick, that's an interesting name («¿Y Dick Tracy? Dick, ese es un nombre interesante»), así como la frase My bottom hurts just thinking about it utilizada en «Hanky Panky». Además, susurra una de las citas de Sócrates: «Una vida que no ha sido examinada no merece ser vivida». Su pronunciación de Dick se samplea y utiliza para tocar la melodía principal con resultados cómicos. La melodía principal regresa y luego la canción termina abruptamente, cuando el personaje de Breathless quita el disco, nuevamente rayando el vinilo. La crítica la comparó con «Batdance» del músico Prince, ya que también mezclaba diálogos de Batman (1989), un ritmo dance actual y voces e instrumentos distorsionados. La segunda parte sirve como un «puente» o transición entre la música de los años 1930 y el ambiente sonoro electrónico de «Vogue», con un ritmo que se acelera progresivamente hasta desembocar en el sonido característico de esta última.
«Vogue» abandona el guiño a los años veinte para regresar a los noventa, y Madonna deja el personaje de Breathless y las ornamentadas progresiones armónicas del jazz. La canción, que toma elementos del house y la música disco, marca un cambio notable a un sonido más orientado hacia los sintetizadores, alejándose de los tonos orgánicos de canciones como «Like a Prayer». Por este motivo, su ritmo y la melodía han sido comparados con «Into the Groove» (1985), de la propia Madonna. La producción rinde homenaje a la cultura ball LGBT de Nueva York y a la práctica del voguing, e incorpora caja de ritmos, chasquidos de dedos, trompetas y cuerdas, así como un piano sincopado en el estribillo. La letra retoma un tema recurrente en la obra de Madonna sobre el autodescubrimiento y el escape de la angustia y el sufrimiento cotidiano, y expresa un mensaje «esperanzador» de superación personal. En la primera estrofa, recita: Look around, everywhere you turn is heartache / It's everywhere that you go / You try everything you can to escape the pain of life that you know («Mira a tu alrededor, dondequiera que mires hay angustia / Está en todas partes a donde vayas / Intentas todo lo que puedes para escapar del dolor de la vida que conoces»). La cantante convoca a los oyentes a reunirse en la pista de baile como un espacio de escape, que recuerda a «Le Freak» de Chic, y los invita a encontrar una mejor versión de sí mismos, con un hook que incita a dejarse llevar por el ritmo de la música. Además, afirma que cualquiera puede convertirse en estrella con solo adoptar una pose (strike a pose) porque la «belleza está donde la encuentres» (beauty's where you find it). En el puente, interpreta un rap en el que recuerda a leyendas e íconos de la era dorada de Hollywood, y la canción termina con un eco del título.

## Título y portada

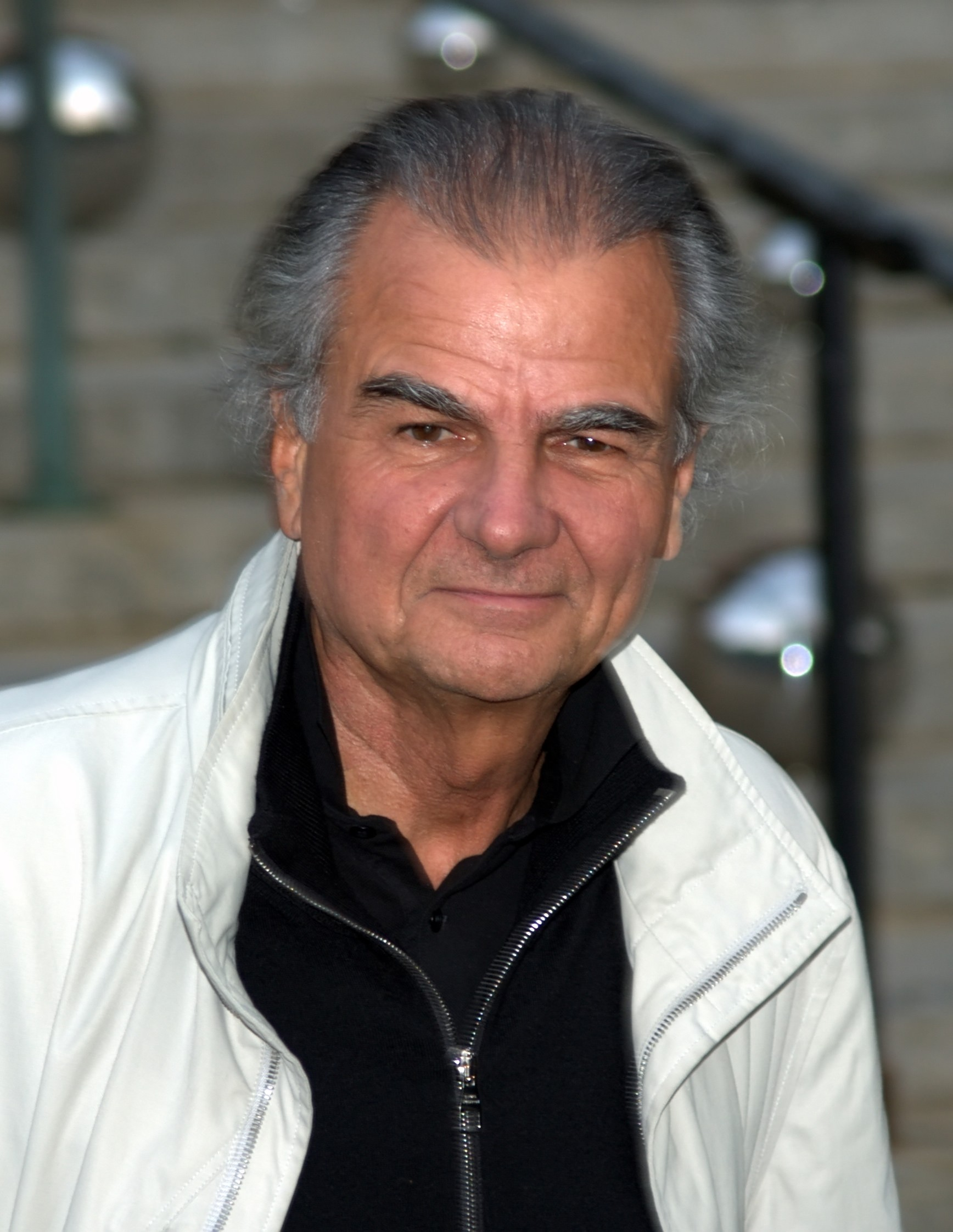
La portada del álbum fue tomada por el fotógrafo francés Patrick Demarchelier.

El título del álbum fue anunciado en los medios de comunicación a finales de marzo de 1990, coincidiendo con el lanzamiento de «Vogue» como sencillo. El título juega con las palabras y alude de manera «ingeniosa» a Breathless Mahoney, rindiéndole homenaje al mismo tiempo. Carlo Muscatello, del periódico italiano Il Piccolo, consideró que era un nombre «acertado» debido a su conexión con el personaje. Según Wong Sing Yeong, del periódico The New Paper, el título podría parecer «tan provocativo» como Like a Virgin, pero señaló que «“sucio” no sería una palabra adecuada en este caso». William R. Macklin, de The Grand Rapids Press, también indicó que el nombre hacía referencia a la «imagen sexual» de la cantante. En algunos países de habla española, como Argentina y España, el título se tradujo como Estoy sin aliento o Soy Breathless.
La portada de I'm Breathless fue tomada por el fotógrafo de moda francés Patrick Demarchelier. Caracterizados como Breathless Mahoney y Dick Tracy, respectivamente, en la imagen Madonna y Beatty posan en el asiento de un vehículo, lo que establece una conexión adicional con la película. La intérprete luce un escote pronunciado y el cabello corto, de un rubio platino, peinado en ondas «seductoras» y rizadas, mientras que Beatty, parcialmente oculto por un sombrero de los años 1930, lleva un trilby y el característico abrigo amarillo limón de su personaje. En la contraportada, ella aparece nuevamente con el cabello corto rizado, luciendo un vestido de fiesta sin tirantes. Esta y otras imágenes incluidas en el folleto del álbum fueron tomadas por Peter Sorel durante el rodaje del filme.
Madonna fue comparada con la actriz estadounidense Marilyn Monroe en la portada. En su reseña sobre la vida y carrera de Demarchelier, Valentine de Badereau describió la carátula como «inolvidable», y Lucy O'Brien observó que, con la presencia de Madonna y Beatty como sus personajes de la película, la imagen evocaba un cartel de cine. En contraste, el editor Matthew Rettenmund la calificó como «lo peor de I'm Breathless» y la caracterizó como una «imagen poco inspiradora y poco favorecedora». Una copia de la portada autografiada por la intérprete fue valorada en seiscientos dólares, lo que la convirtió en uno de los objetos de colección «más valiosos» para sus seguidores.

Logotipo de I'm Breathless, con el nombre de la cantante resaltado en letras grandes.

Jeri Heiden, quien ya había colaborado previamente con la artista en Like a Virgin (1984), True Blue (1986), You Can Dance (1987) y Like a Prayer (1989), estuvo a cargo de la dirección artística y el diseño en colaboración con Kim Champagne, mientras que Margo Chase diseñó el logotipo. El nombre de la cantante aparece en la portada con letras mucho más grandes que las palabras Music from Dick Tracy, lo que, según observó la biógrafa Caroline Sullivan, podría dar lugar a la suposición errónea de que se trataría de un nuevo álbum de estudio y no de una banda sonora. En el interior del folleto se incluyen los créditos de cada una de las doce canciones, así como los agradecimientos de Madonna a Sondheim «por el privilegio» y a Beatty «por darme la oportunidad».

## Lanzamiento

### Anuncio y avances
Los primeros reportes sobre el lanzamiento de I'm Breathless surgieron en marzo de 1990, en publicaciones como Chicago Tribune, Radio & Records y The Press Democrat, que confirmaron que saldría a la venta en los Estados Unidos a mediados de mayo. Antes de su lanzamiento en Europa, la estación de radio italiana Rete 105, con sede en Milán, obtuvo la exclusiva nacional para una emisión anticipada del álbum y transmitió las canciones diariamente del 17 al 21 de mayo, con anuncios en los principales diarios La Repubblica y La Stampa.
Esta primicia no fue financiada por WEA, la discográfica de Madonna en Europa, sino que la emisora fue seleccionada debido a su gran audiencia en el país. Al respecto, Michele Barrill, jefe de promoción de WEA, comentó que la publicidad en televisión, prensa y radio era clave y que, aunque podían haber optado por la televisión, decidieron apostar por Rete 105. Agregó: «Es una de las principales emisoras nacionales profesionales. Incluso con una artista como Madonna, no podemos dejar pasar la oportunidad de presentar algo especial».

### Publicación
I'm Breathless fue la segunda banda sonora en la discografía de Madonna, después de Who's That Girl, y el séptimo trabajo musical de su carrera en general. Disponible en los formatos físicos de vinilo, casete y CD, salió a la venta oficialmente el 21 de mayo de 1990 en Australia y Europa a través de Sire, Warner Bros. y WEA. En los Estados Unidos, su lanzamiento coincidió con el inicio de la gira Blond Ambition. Aunque inicialmente se había anunciado como primera fecha el 15 de mayo, finalmente se publicó una semana después, el 22, sin que se revelaran los motivos del cambio. No obstante, el álbum comenzó a transmitirse en las radios del país el 18 de mayo, cuatro días antes del lanzamiento oficial. Sire envió un total de 1.8 millones de copias a las tiendas estadounidenses en su primera semana. En otros territorios como India y Singapur, el lanzamiento ocurrió el mismo día que en Occidente, bajo los sellos Magnasound y WEA Singapore, respectivamente. En el resto del mundo, el lanzamiento también fue el 22 de mayo, aunque hubo algunas excepciones: en Brasil, el disco estuvo disponible en las tiendas a partir del 8 de junio, con pedidos anticipados de cien mil copias, y en Japón salió a la venta dos días después, el 10 de junio, a través de Warner Music Japan.
Un hecho notable del lanzamiento del álbum en los Estados Unidos es que el formato en casete salió a la venta a un precio de lista de 10,98 USD, costo que empezó a aplicarse ese año a las bandas sonoras, lo que supuso un incremento de un dólar con respecto a otros proyectos similares editados el año anterior, como la banda sonora de Batman y el álbum de Prince inspirado en dicha película. Por su parte, la versión en CD tuvo un costo de 15,98 USD. Este aumento de precio suscitó quejas entre ejecutivos de otras compañías importantes y minoristas, quienes sugirieron que representaba una amenaza para el dominio de los casetes en el mercado de la música pop, ya que se reducía la diferencia de precios entre estos y los discos compactos. A pesar de ello, varios representantes de cadenas minoristas anticiparon un buen desempeño comercial del álbum debido a la expectación del público y la creciente demanda.

### Reediciones
A finales de noviembre de 2005, Warner Music Japan reeditó en formato CD los siete primeros trabajos discográficos de Madonna publicados entre 1983 y 1990, entre ellos I'm Breathless, como parte de la serie Forever Young. En junio de 2008, los periódicos Corriere della Sera y La Gazzetta dello Sport, en colaboración con Warner Music Italia y la agencia Zampe Diverse, lanzaron al mercado Madonna: Dalle Origini Al Mito, una caja recopilatoria que incluía I'm Breathless y otros discos de la cantante con motivo de sus veinticinco años de carrera musical. El material volvió a editarse en Japón en 2007 y 2015 en CD, con los números de catálogo 75125 y 5020456, respectivamente. En noviembre de 2019, Warner, en asociación con Rhino Records, publicó el álbum en un vinilo amarillo de edición limitada exclusivamente para las tiendas Barnes & Noble.

## Promoción
I'm Breathless fue anunciado, publicitado y comercializado como una banda sonora complementaria o «paralela» de Dick Tracy. De hecho, fue la primera de las tres bandas sonoras de Dick Tracy en publicarse. Como parte de la campaña publicitaria, Madonna apareció en las portadas y concedió entrevistas a varias publicaciones como Vanity Fair, Cosmopolitan, Harper's Bazaar, Entertainment Weekly y Us. Además, Sire Records estableció una línea directa de noticias sobre Madonna: 1-900-98-VOGUE. El servicio costaba dos dólares el primer minuto, que incluía una introducción pregrabada de la cantante, y un dólar por cada minuto adicional, durante los cuales los oyentes podían informarse sobre I'm Breathless, la película y la gira promocional del álbum. A principios de mayo, la artista apareció en el programa conducido por Arsenio Hall, donde habló sobre «Vogue» y sorprendió tanto al público como al presentador al admitir abiertamente el significado de la letra de «Hanky Panky». El álbum, junto con las otras dos bandas sonoras de Dick Tracy, fue promocionado en un anuncio de página completa en la edición del 7 de julio de Billboard, que destacaba y publicitaba la música del filme.
En Europa, WEA llevó a cabo una campaña de promoción en julio de 1990, que coincidió con los conciertos de la gira Blond Ambition en el continente. David Evans, director de marketing de WEA Europa, no consideró I'm Breathless un disco de Madonna en la misma categoría que True Blue (1986) o Like a Prayer (1989), sino que lo describió como «un álbum conceptual, en gran medida». Dado su estilo musical, distinto de los anteriores trabajos de la cantante, la compañía moderó las expectativas entre los distribuidores y explicó el contexto del disco durante la preventa, al advertir que no se pretendía generar grandes expectaciones, sino que «simplemente lo presentamos tal como es». Aun así, Evans confiaba en que sería «muy interesante» ver la reacción de los seguidores de la artista. Añadió que, en su opinión, tendría mayor éxito a largo plazo, aunque dudaba que fuera un triunfo instantáneo, «a menos que haya un repentino resurgimiento de los años 30 en las próximas semanas».
En países asiáticos como Singapur, se publicitó a través de un anuncio en el periódico The New Paper con el titular «¿Música sucia?». Jimmy Wee, director general de WEA Singapur, comentó que, además de promocionar el álbum, el objetivo del anuncio era manifestarse contra los padres que denunciaban que la música pop tenía una influencia «sucia» en sus hijos, especialmente la obra de Madonna. Las letras de las canciones fueron examinadas por el Controlador de Publicaciones Indeseables (CUP, por sus siglas del inglés) del Ministerio de Comunicaciones e Información. Al respecto, Wee señaló que no había «nada sexi», «sucio» o «provocativo» en I'm Breathless, sino que se trataba de uno de los trabajos «más limpios de ella, de hecho».

### Sencillos

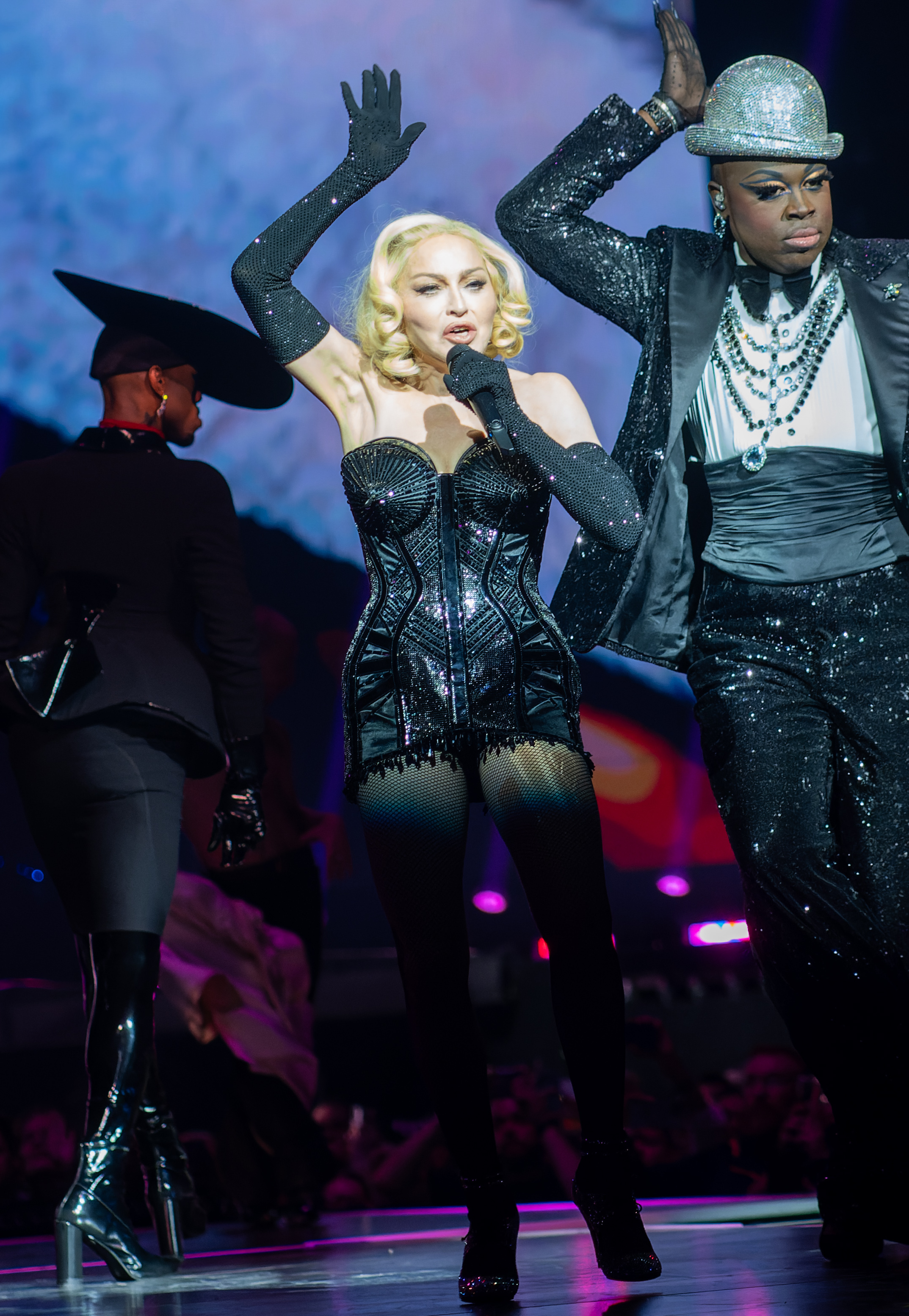
Madonna interpretando «Vogue», el primer sencillo de I'm Breathless, en la gira The Celebration Tour (2023-2024). La canción alcanzó el número uno en más de treinta países y se convirtió en el más exitoso y vendido de su carrera hasta ese momento.

Aunque no tenía relación directa con Dick Tracy, «Vogue» fue el primer sencillo de I'm Breathless, publicado mundialmente el 20 de marzo de 1990. Considerada una de sus mejores obras musicales, se la reconoce como uno de los mayores logros artísticos de Madonna y uno de los éxitos más importantes de la música house. Varios críticos elogiaron el tema por incorporar un ritmo deep house en su producción. «Vogue» se convirtió en un himno del escapismo y estableció su lugar en el «léxico de la pista de baile». Llegó al número uno en treinta países y fue el sencillo más vendido del año a nivel mundial, además del más exitoso de su carrera, con seis millones de copias comercializadas. En los Estados Unidos, donde pasó tres semanas en la cima de la lista Billboard Hot 100, marcó su octavo número uno, la mayor cantidad para una artista femenina en ese momento, y fue el más vendido del año, con dos millones de copias hasta agosto de 1990. En ese entonces, fue apenas el tercer sencillo en la historia del país en recibir una certificación de multiplatino, después de «We Are the World» de USA for Africa y «Wild Thing» de Tone Loc. Su recepción comercial también fue notable en el Reino Unido, donde permaneció cuatro semanas consecutivas en la primera posición, convirtiéndose en su séptimo número uno y en uno de los más vendidos del año.
Dirigido por David Fincher, el videoclip rinde homenaje tanto a las estrellas de cine de los años 1920 y 1930 como al voguing. Rodado en apenas dieciséis horas en los estudios Burbank en febrero de 1990, se inspira en el movimiento art déco y recrea las pinturas de Tamara de Lempicka y las fotografías de Horst P. Horst. Las escenas muestran a Madonna y a numerosos bailarines ejecutando pasos de vogue y posando dentro de una cinematografía en blanco y negro, cuya estética referencia al «brillo y glamur» del Hollywood de esa época, con un toque posmoderno. Además, combina la extravagancia teatral de la escena ballroom de los clubes gay de Nueva York con valores de producción hollywoodenses de alto presupuesto, y sitúa los bailes ballroom en el contexto de los musicales de antaño. Calificado como uno de los mejores, más influyentes e icónicos de las últimas décadas, consolidó la imagen de la artista como «estrella de la vieja escuela y encarnación del pop moderno». Asimismo, es ampliamente considerado el videoclip «definitivo» de su carrera. En la séptima entrega anual de los MTV Video Music Awards, obtuvo nueve nominaciones, incluida la de vídeo del año, y ganó en las categorías técnicas de cinematografía, dirección y edición. Slant Magazine y MTV lo ubicaron como el segundo mejor vídeo de todos los tiempos y, en agosto de 2006, como parte de su 25.º aniversario, el canal realizó una encuesta en la que fue elegido como el quinto más innovador de la historia. Titulado el «himno de toda una generación», «Vogue» ha estado presente en casi todas las giras de Madonna y se le atribuye haber llevado la escena house ball a la vanguardia de la cultura popular.

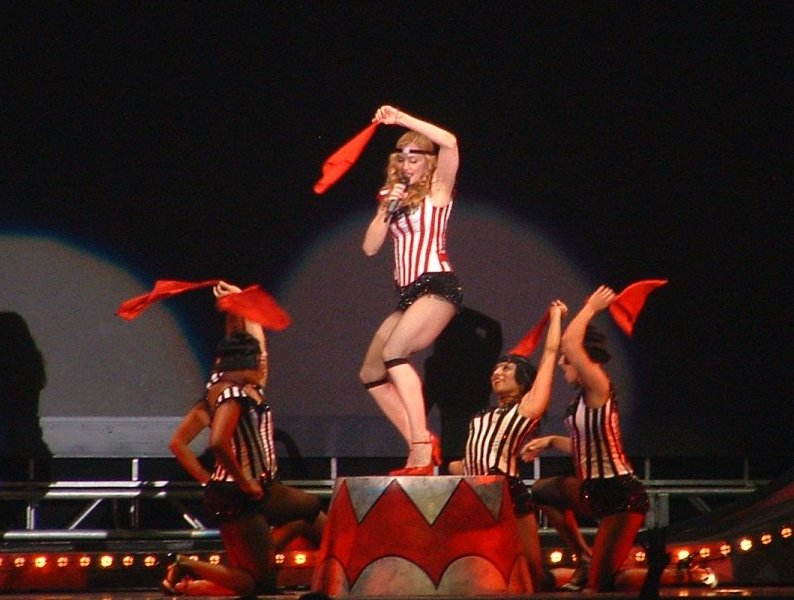
Madonna interpretando «Hanky Panky», el segundo sencillo de I'm Breathless, en la gira Re-Invention World Tour de 2004.

El segundo y último sencillo comercial de la banda sonora fue «Hanky Panky», publicado el 28 de junio de 1990 en los Estados Unidos y el 11 de julio en Australia y Europa. Tras su lanzamiento en las radios, suscitó «fuertes quejas» en diversas estaciones que habían comenzado a reproducirla debido a las insinuaciones explícitas en la letra, lo que llevó a que algunas de ellas se negaran a transmitirla y la incluyeran en la lista negra. Alcanzó el primer puesto en Finlandia y en la lista European Airplay de Music & Media, además de posicionarse entre los diez primeros en Australia, Canadá, Irlanda, Nueva Zelanda y el Reino Unido. En los Estados Unidos, ocupó el décimo lugar en el Hot 100 y se convirtió en el vigésimo top diez de Madonna, lo que le permitió un récord de veinte sencillos entre los diez primeros en un período de seis años y nueve meses, que mantuvo por más de veinte años. Debido a que la cantante se encontraba de gira promocionando la banda sonora, no se filmó un videoclip para la canción.
Originalmente, se había planificado que «Now I'm Following You» fuera el segundo sencillo de I'm Breathless, después de «Vogue». Sin embargo, tras el lanzamiento de «Hanky Panky», se consideró que el dúo con Beatty sería el tercer y último sencillo de la banda sonora, con una remezcla dance de los años 1980 titulada «Tiny Little Circles», que se filtraría años más tarde. Warner incluso contactó al productor inglés Mark Saunders con el fin de crear una versión modernizada de ambas partes del tema. Aunque en un principio rechazó la propuesta debido a la dificultad de remezclar una canción inspirada en los años 1940 con la tecnología disponible, cambió de opinión al descubrir que la segunda parte tenía un sonido más contemporáneo. En su producción, incorporó elementos de las dos canciones, incluyendo fragmentos y voces en off, y tuvo acceso a cintas de otras pistas del álbum. Su versión, titulada «Mark Saunders Remix», se lanzó finalmente en septiembre de 1990 como un sencillo promocional en un CD con etiqueta en blanco, que incluyó la versión dance y cinco remezclas bajo el nombre «7" Mix».

### Gira
La tercera gira musical de Madonna, Blond Ambition World Tour, promocionó la banda sonora y su papel como Breathless Mahoney en Dick Tracy, además de su anterior álbum de estudio, Like a Prayer. Inició el 13 de abril de 1990 en Tokio (Japón) y finalizó el 5 de agosto de ese año en Niza (Francia), con espectáculos en Asia, Norteamérica y Europa. Con un repertorio de dieciocho canciones que abarcaron toda su carrera hasta entonces, el concierto se dividió en cinco secciones temáticas —Metropolis, Religious, Dick Tracy, Art Deco y un encore— en las que se abordaron temas como sexo, religión, cine, moda y teatralidad, entre otros. El coreógrafo Vincent Paterson explicó que el objetivo principal era «cambiar la forma de dar los conciertos. En lugar de simplemente presentar canciones, queríamos combinar moda, Broadway, rock y arte escénico». Cada canción se conectaba con la siguiente, y cada segmento tenía su propia intención y decorado sobre el escenario. El hermano de Madonna, Christopher Ciccone, fue el responsable de la dirección artística, y el francés Jean-Paul Gaultier se encargó del vestuario. Aunque generó controversia en varias ciudades por el uso de símbolos católicos, lenguaje soez y escenas de «alto contenido sexual», Blond Ambition recibió el premio Rolling Stone Critics Award a la mejor gira y fue nombrada la producción escénica más creativa en los Concert Industry Awards de Pollstar. Además, se le reconoce por haber establecido el estándar para las siguientes presentaciones de rock durante el resto de la década. Con un total de 57 espectáculos en diez países, recaudó 62 millones USD.

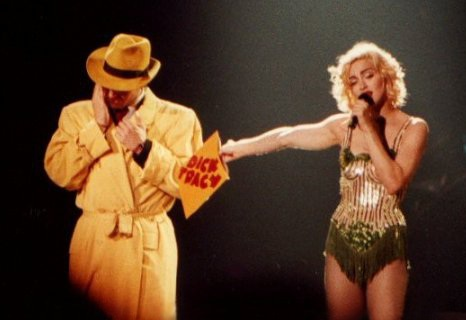
El Blond Ambition World Tour, la tercera gira de Madonna, sirvió para promocionar I'm Breathless. En la imagen, la cantante y uno de sus bailarines personificado como Dick Tracy durante la presentación de «Now I'm Following You».

En el tercer segmento de la gira, dedicado a Dick Tracy e inspirado en la década de 1930, Madonna interpretó tres canciones de I'm Breathless: «Sooner or Later», «Hanky Panky» y «Now I'm Following You». Asimismo, una presentación «altamente estilizada» de «Vogue» también figuró en la última parte del concierto, antes del encore. La puesta en escena, ambientada en el cabaré, comenzaba con la apertura de un telón blanco que daba paso a la música de la película. Madonna aparecía en lo alto de un piano de cola negro, tal como su personaje en la película, con un largo vestido con aberturas e interpretaba «Sooner or Later» acompañada de su tecladista Kevin Kendricks. A continuación, se quitaba el vestido y revelaba un corsé de alta costura de colores verde y blanco, con puntas en la parte del sostén que tenían forma de conos, flecos hechos con mostacillas y un bordado de lentejuelas a rayas. Para «Hanky Panky», tanto el escenario como la coreografía se inspiraron en las películas clásicas de Fred Astaire y Ginger Rogers, y supusieron una desviación del resto del espectáculo. Junto a Niki Haris y Donna De Lory, interpretaba un número burlesco «digno de un musical antiguo». A mitad de la actuación, uno de los bailarines se paseaba por el escenario representado como el personaje de Dick Tracy —con una gabardina amarilla de Burberry y un fedora del mismo color—, a quien Madonna seducía y coqueteaba. Durante su parloteo con el bailarín, él sacaba un disco de vinilo y Madonna se lo entregaba a su teclista para dar paso a la siguiente canción, «Now I'm Following You». La cantante anunciaba: «Hagamos algo realmente travieso, hagamos playback», seguido de un número de pas de deux. Sabiendo que los críticos desaprobarían su rutina de baile haciendo playback, bromeaba en el escenario con el bailarín: «¿No puedes cantar? Está bien, yo tampoco puedo y mira hasta dónde he llegado». La escenografía evocaba la estética de MGM y Busby Berkeley, con elementos visuales inspirados en los rascacielos art déco y una gran escalera doble semicircular. Hacia el final, seis bailarines, también personificados como Dick Tracy —con las mismas gabardinas y sombreros amarillos— aparecían en el escenario y formaban una línea de patada al estilo kick line.
Además de las presentaciones de las canciones, se proyectaron avances de la película en enormes pantallas durante los conciertos como una promoción adicional. En general, la sección Dick Tracy de la gira obtuvo opiniones polarizadas de la prensa. Aunque Sebas E. Alonso, de Jenesaispop, elogió el «apañadísimo set» con algunas de las «infravaloradas canciones» del álbum, Larry Kelp, de Oakland Tribune, lo calificó como «anticlimático», y Robert J. Hawkins, del San Diego Tribune, lo definió como el segmento «menos exitoso, aunque el más maduro». Igualmente, Lucy O'Brien comentó que la sección era la parte «menos dinámica del concierto». Michael R. Smith, de The Daily Vault, mencionó que su interpretación de «Sooner or Later» fue el momento en que el público «dejó de prestarle atención y optó por ir al baño», y Variety declaró que la letra de la canción resultaba «casi ininteligible por la voz de Madonna y su falta de control pulmonar». Pese a que lo describió como un «alegre vodevil» que rinde homenaje y promociona el filme, Edna Gundersen —de USA Today— criticó la sincronización de labios en «Now I'm Following You», lo que resultaba un movimiento «alarmante», dado el contexto del «creciente uso de pistas pregrabadas en conciertos». Richard Harrington, de The Washington Post, concluyó que era probable que ninguna de las canciones interpretadas atrajera a la gente a los cines para ver la película.

### Otras presentaciones

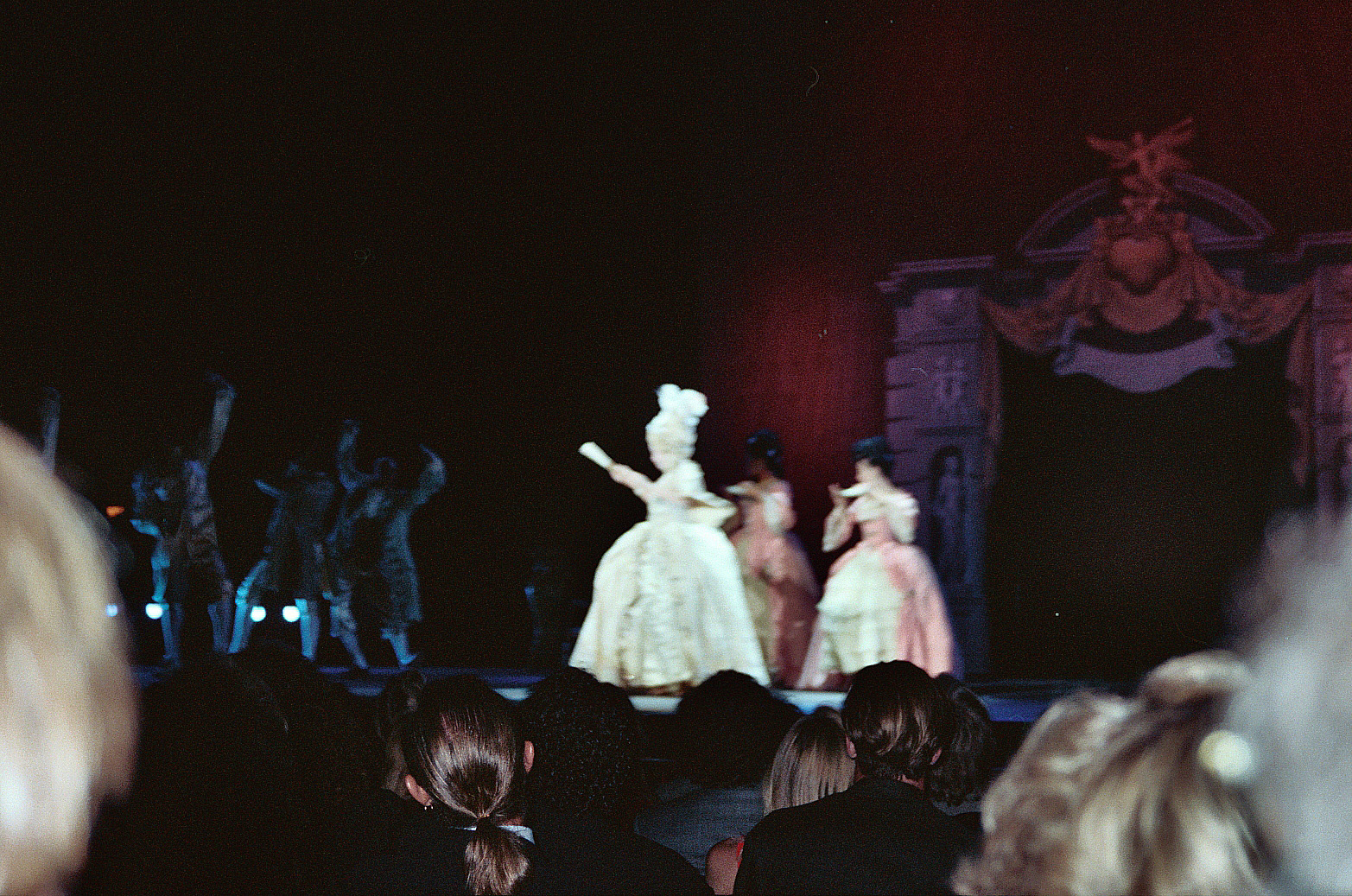
Madonna recreando la presentación de «Vogue» de los MTV Video Music Awards durante el evento benéfico AIDS Project Los Angeles, realizado en septiembre de 1990.

El 6 de septiembre de 1990, Madonna asistió a la séptima entrega de los MTV Video Music Awards e interpretó «Vogue», acompañada de sus coristas y bailarines, en una actuación inspirada en la última reina de Francia, María Antonieta. Con una puesta en escena que evocaba la estética de Dangerous Liaisons (1988), la cantante lució una peluca y un vestido de corte francés característico del siglo XVIII que realzaba su busto. En determinados momentos, dejaba al descubierto su ropa interior, mientras sus bailarines la rodeaban y acariciaban sus pechos. En opinión de Andy Greene, de Rolling Stone, «transformó el escenario en un castillo francés del siglo XVIII». La actuación se convirtió en uno de los momentos más comentados de la entrega y se le reconoce por «elevar significativamente la apuesta» para las presentaciones posteriores en galas de premios. Asimismo, es considerada una de las interpretaciones «más elaboradas y extravagantes hasta la fecha», así como la «más reconocible» de la carrera de Madonna. Las revistas Billboard y Slant la calificaron como la mejor en la historia de los MTV Video Music Awards. Ese mismo mes de septiembre, Madonna repitió la actuación en el evento benéfico AIDS Project Los Angeles.
En la 63.ª edición de los Premios Óscar, Madonna acudió a la ceremonia acompañada de Michael Jackson y posteriormente interpretó «Sooner or Later», que había ganado a mejor canción original. Según la periodista Liz Smith, la artista había prometido cantar en la premiación si «Sooner or Later» o «More» recibían una nominación en dicha categoría. Para la presentación, usó un atuendo diseñado por Bob Mackie e inspirado en Marilyn Monroe, que consistió en un vestido blanco de seda con lentejuelas, una boa de plumas del mismo color, guantes hasta el codo, adornos brillantes y rizos rubios voluminosos. Además, lució un collar de diamantes valorado en más de veinte millones de dólares, diseñado por la casa Harry Winston. El presentador de la ceremonia, Billy Crystal, la introdujo como «el momento NC-17 de nuestro gran espectáculo». Al inicio de la actuación, se produjo una falla técnica que impidió que el micrófono saliera del piso, por lo que tuvo que recibir otro por parte del equipo técnico. Descrito como un «brillante» número de burlesque y un «fascinante pastiche de glamur», contó con un telón de fondo rosa intenso, y Madonna ofreció una actuación que, según Billboard, «nos transportó a los glamurosos días del viejo Hollywood». A lo largo de la presentación, movía las caderas seductoramente y sacudía la boa de plumas; cerca del final, improvisó la letra y recitó talk to me General Schwarzkopf, en referencia a la invasión estadounidense de Kuwait, lo que ofendió a algunos de los conservadores del público. Elegida como lo más destacado de la ceremonia por Los Angeles Daily News, numerosos medios de comunicación la incluyeron en listas de las mejores presentaciones musicales de los premios Óscar.

## Recepción comercial

### América

#### Estados Unidos

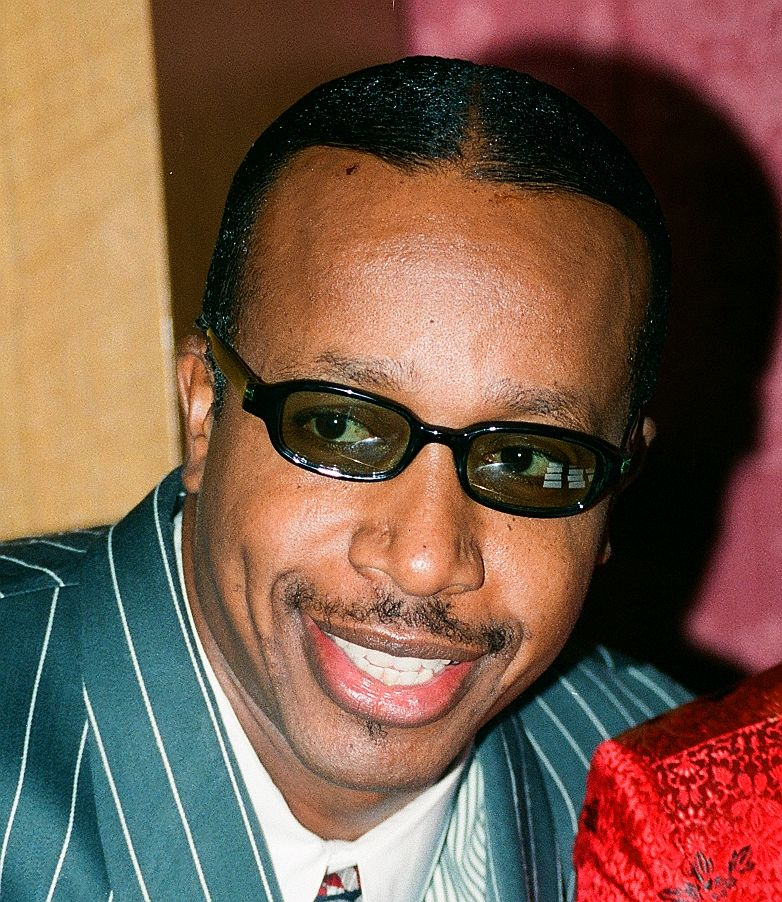
En las listas de álbumes elaboradas por Billboard, Cash Box, Hitmakers, Hits y Network 40, I'm Breathless alcanzó la segunda posición por detrás de Please Hammer Don't Hurt 'Em, del rapero MC Hammer (imagen).

En los Estados Unidos, el lanzamiento de I'm Breathless se benefició de la gira Blond Ambition y del sencillo «Vogue», lo que contribuyó a un «gran impulso» en sus ventas. El álbum obtuvo una recepción favorable en tiendas como Tower Records (California), Navarre (Brooklyn Park), Angott (Detroit), Record Theatre (Rochester) y Scotts (Indianápolis), y fue el más vendido en las cadenas Record World, Kemp Mill y The Musicland Group (Mineápolis), Wherehouse Entertainment (California), The Record Shop Inc. (Sausalito), Music Plus (Los Ángeles) y Spec's Music & Video (Miami). Incluso, en las cadenas de tiendas TransWorld y Tower Sunset vendió cuatro mil copias en su primer día de lanzamiento, según el productor André Knecht en un informe publicado en la revista Hits. No obstante, a pesar de los buenos resultados iniciales y el estreno de Dick Tracy, un reporte de Billboard señaló que los minoristas estaban divididos sobre si Madonna podría mantener el nivel de ventas de sus álbumes anteriores, debido al sonido «diferente e inesperado» del disco, aunque algunos consideraron que este cambio en la dirección musical ayudaría a la artista a llegar a un público nuevo.
El 9 de junio de 1990, I'm Breathless ingresó en el puesto 44 de la lista Top Pop Albums de Billboard, siendo el mayor debut de la semana y superando el de Who's That Girl, su anterior banda sonora, que debutó en el número 46 en 1987. En la edición siguiente de la revista, escaló hasta la tercera posición y logró el ascenso más rápido para un artista desde Like a Prayer (1989), que también subió al tercer lugar en solo dos semanas. El periodista Paul Grein atribuyó este logro al vínculo del álbum con la película y al éxito constante de la cantante en las listas musicales. La prensa pronosticó que llegaría a lo más alto de la lista, gracias a la campaña publicitaria de la película en «pleno apogeo». Sin embargo, comenzó a competir por el primer puesto con Please Hammer Don't Hurt 'Em del rapero MC Hammer y Step by Step de la banda New Kids on the Block. El 23 de junio, alcanzó la segunda posición, por debajo de MC Hammer, que encabezaba el conteo por tercera semana consecutiva. Luego, descendió al tercer puesto en la semana siguiente, por detrás de Step by Step, que subió al primero, y Please Hammer Don't Hurt 'Em, que seguía superando en ventas a I'm Breathless.
A pesar del estreno de Dick Tracy, los minoristas dudaron de que la película impulsara las ventas del disco a un «nivel más alto». Aunque continuaba liderando las listas en algunas cadenas con ventas sólidas, otros atribuyeron el descenso en su desempeño al estilo musical del material, que atrajo a un público mayor y distinto de los habituales seguidores del sonido dance pop de Madonna, así como al éxito de los lanzamientos de New Kids on the Block y MC Hammer entre los jóvenes. Brian Poehner, vicepresidente de compras de la cadena Turtle's Music and Video, opinó que «probablemente dejó a sus seguidores decepcionados porque no [podían] bailar» con las canciones del álbum. Añadió: «Cuando pasas de lo disco al estilo Broadway, apagas a los jóvenes, pero los adultos nunca entrarían a una tienda a comprar un disco de Madonna». Tras el lanzamiento de «Hanky Panky» como segundo sencillo y su favorable recibimiento en el Hot 100, volvió a ascender a la segunda posición a finales de julio. Estuvo tres semanas no consecutivas en ese puesto, siendo superado por el álbum de MC Hammer, que encabezó la lista durante un récord de veintiún semanas. Comenzó a descender de lugares y se mantuvo veinticinco semanas en total, once de ellas entre los diez primeros, e hizo su última aparición el 24 de noviembre de 1990, en el puesto 192. En la lista anual de ese año, ocupó la posición 42. Fue el primer top diez de Madonna en los años 1990 y el sexto de su carrera hasta ese momento, así como el primero de cinco álbumes de la cantante que alcanzaron el número dos durante la misma década. En términos de posición y cantidad de semanas, fue su octavo álbum más exitoso en la lista hasta diciembre de 2009.
Please Hammer Don't Hummer 'Em también evitó que I'm Breathless alcanzara la primera posición en las listas de álbumes de Cash Box, Hitmakers, Hits y Network 40. En el Top 100 Albums de Musician, ocupó el tercer lugar detrás de MC Hammer y Wilson Phillips, y en el ranquin Progressive Retail de CMJ Music Report alcanzó el decimocuarto. El 30 de julio de 1990, poco más de dos meses después de su lanzamiento, la Recording Industry Association of America (RIAA) lo certificó con disco de oro, platino y multiplatino, después de haber vendido más de dos millones de copias. No obstante, hasta ese momento fue el álbum menos exitoso de su discografía en cuanto a material completamente nuevo. Cuando el sistema informativo Nielsen SoundScan inició sus operaciones en marzo de 1991, se contabilizaron 240 000 unidades adicionales hasta finales de agosto de 2010. Asimismo, el material fue el folio musical más vendido de Warner Bros. Music Publications Inc. para septiembre de 1990 y el quinto para diciembre de ese año.

#### Canadá y América Latina

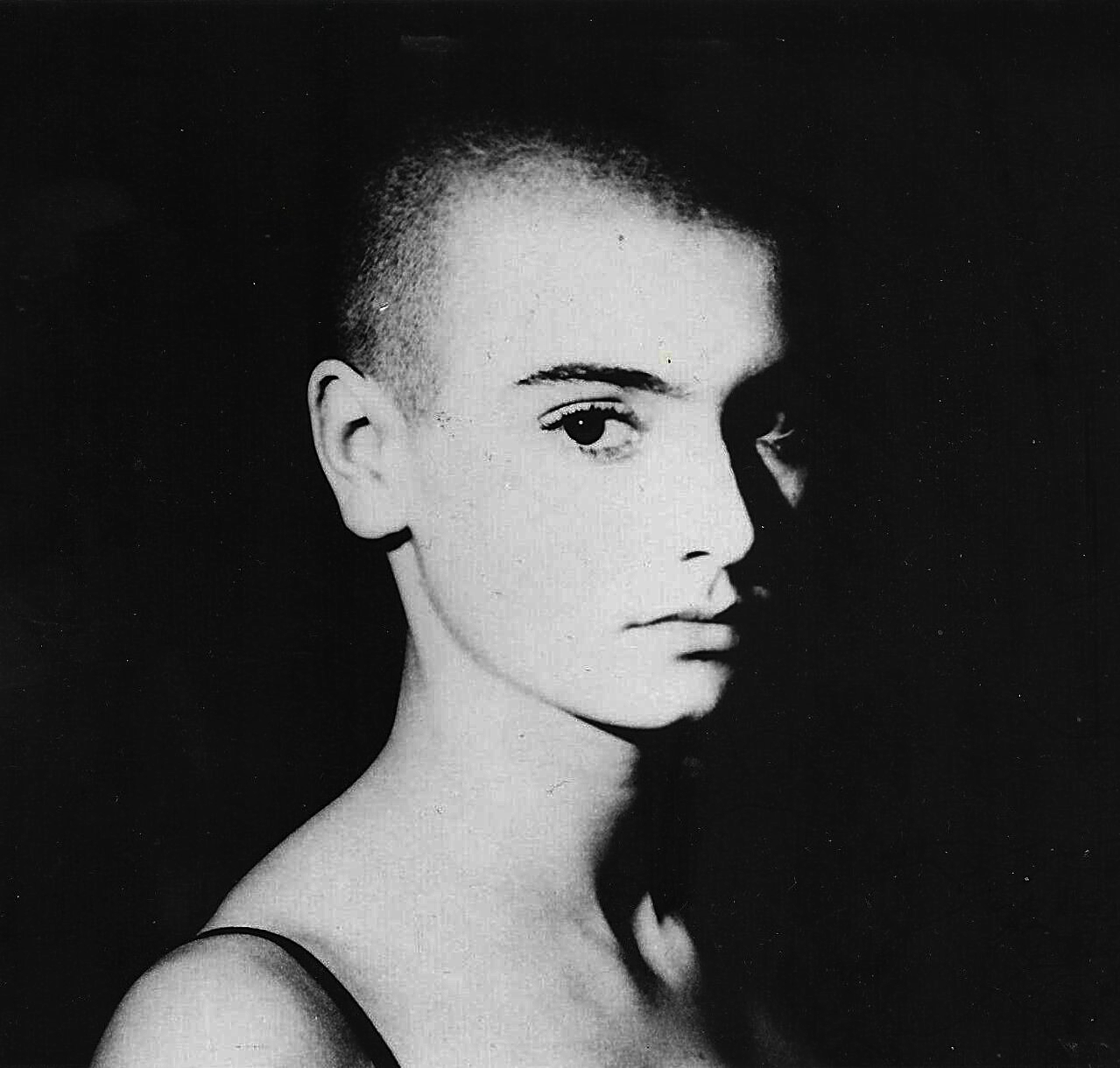
El disco I Do Not Want What I Haven't Got, de la cantante irlandesa Sinéad O'Connor (imagen), impidió que I'm Breathless alcanzara la primera posición en la lista de álbumes de The Record.

En Canadá, I'm Breathless debutó el 2 de junio de 1990 en el puesto 39 de la lista de álbumes de RPM y subió hasta la duodécima posición en la edición siguiente, lo que representó el mayor ascenso de la semana. Posteriormente, ascendió hasta el quinto lugar y comenzó a competir por el primer puesto con New Kids on the Block y la cantante irlandesa Sinéad O'Connor, cuyo álbum I Do Not Want What I Haven't Got aún se mantenía en la cima del conteo. Gracias al estreno de Dick Tracy, el 23 de junio llegó a la tercera casilla, por debajo del disco de O'Connor, que llevaba diez semanas seguidas en lo más alto, y de Brigade, de la banda estadounidense Heart. Permaneció en la lista un total de veinticuatro semanas, cuando hizo su última aparición el 10 de noviembre en el número 99, y fue el decimonoveno álbum con mayores ventas de 1990.
Fue el tercer álbum consecutivo de Madonna que no alcanzó la primera posición en RPM, tras You Can Dance (1987), que llegó al undécimo puesto, y Like a Prayer (1989), que pasó ocho semanas en el segundo lugar detrás de The Raw & The Cooked, de la banda Fine Young Cannibals. I Do Not Want What I Haven't Got también impidió que I'm Breathless liderara el ranquin elaborado por la revista The Record. El disco de Madonna también ingresó al conteo de álbumes de Quebec, publicado por el diario Montreal Gazette, donde alcanzó la segunda posición, solo por detrás de Step by Step. El 31 de octubre de 1990, obtuvo dos discos de platino por parte de la Canadian Recording Industry Association (CRIA) debido a la venta de doscientas mil copias en el país.
I'm Breathless debutó en la segunda posición en la lista elaborada por la Cámara Argentina de Productores de Fonogramas y Videogramas (CAPIF), que fue publicada en la edición de agosto de 1990 de la revista Pelo. En Brasil, aunque no ingresó al conteo oficial, recibió una placa de oro por la distribución de cien mil unidades, y para octubre de 1993, las ventas alcanzaron las 182 000 copias. El álbum se ubicó en la tercera posición en la lista de ventas del mercado mexicano, por debajo de Los chicos no lloran de Miguel Bosé y 20 años de Luis Miguel. En Uruguay, fue Taiyo, el álbum debut de la banda Loco Mía, el que impidió que I'm Breathless alcanzara el primer puesto.

### Asia-Pacífico
En Australia, I'm Breathless debutó en el primer puesto de la lista ARIA Albums el 3 de junio de 1990, misma fecha en la que «Vogue» continuaba en lo más alto en la sección de sencillos. Fue el primer álbum de Madonna en ingresar directamente en la primera posición y el segundo de su carrera en general, después de True Blue (1986). Permaneció veintitrés semanas en total, tres de ellas en el primer puesto de manera consecutiva, y finalizó 26.º entre los álbumes más vendidos de la temporada. Debido a la venta de 70 000 copias durante el año, la Australian Recording Industry Association (ARIA) lo certificó con un disco de platino. En Nueva Zelanda, hizo su debut en el conteo de RMNZ el 3 de junio en el vigesimoctavo lugar, y en la edición siguiente ascendió hasta el segundo. Se mantuvo veintidós semanas y fue el vigesimocuarto álbum más exitoso de 1990.
En Japón, I'm Breathless se convirtió en el segundo número uno de Madonna en la lista de álbumes de Oricon, después de Like a Prayer, y fue el único que la cantante logró en la década de 1990. Además, alcanzó el primer lugar en el conteo de la revista japonesa Music Labo, publicada en la sección Hits of the World de Billboard. En junio de 1990, la Recording Industry Association of Japan (RIAJ) lo certificó con un disco de platino tras superar la marca de doscientas mil copias, y finalizó 34.º entre los más vendidos del año, con un total de 329 382 copias comercializadas durante ese período, de los cuales 293 000 correspondieron a ventas en formato CD y el resto en casete.
I'm Breathless fue el noveno álbum más vendido en Malasia durante el primer semestre de 1990, según las cifras de las cinco principales compañías discográficas del país: WEA, PolyGram, EMI, BMG y CBS. Obtuvo un disco de oro y comercializó un total de 16 700 copias a lo largo del año. En Singapur, vendió 60 000 ejemplares en un solo día, lo que fue descrito como un «éxito rotundo»; no obstante, para enero de 1993, las cifras de ventas seguían siendo las mismas.

### Europa

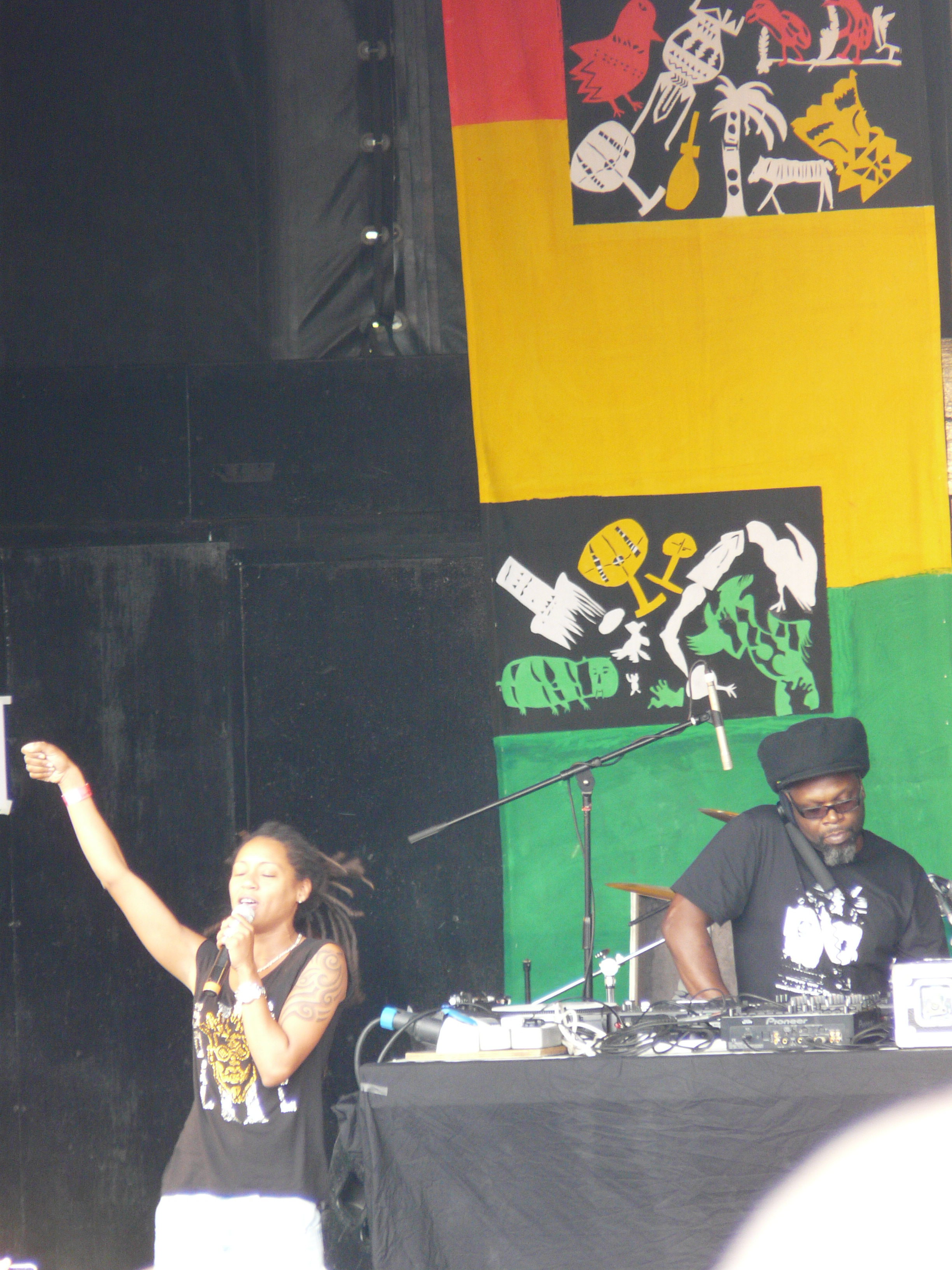
En el Reino Unido, Vol II (1990 A New Decade) de Soul II Soul (imagen) evitó que I'm Breathless debutara en la primera posición en la lista oficial, lo que marcó el primer álbum número dos de Madonna en el país.

En Europa, I'm Breathless alcanzó la primera posición en los mercados de Alemania, Grecia, Irlanda, Italia, donde vendió trescientas mil copias para junio de 1991, Portugal y Yugoslavia. En la edición del 16 de junio de 1990, alcanzó el primer puesto en la lista oficial de Finlandia, convirtiéndose en el tercer número uno de Madonna, tras True Blue y Like a Prayer. Permaneció dos semanas en la cima, dentro de un total de veintiuna, y vendió 37 039 copias, lo que le permitió obtener un disco de oro por la Federación Internacional de la Industria Fonográfica (IFPI, por sus siglas en inglés). En el ranquin de vinilos y casetes de España, compilado por la Asociación Fonográfica y Videográfica de España (AFYVE), alcanzó la segunda casilla, por debajo de The Collection de la banda The Beach Boys, mientras que en el conteo de discos compactos se ubicó en la tercera posición, detrás de En concierto de Los Tres Tenores y Collection. Fue el octavo álbum más vendido de 1990 y recibió dos discos de platino por la AFYVE, en representación a doscientas mil copias vendidas. Se ubicó en el tercer puesto en Bélgica, Francia, Islandia y Suiza, el cuarto en Noruega y Suecia, el quinto en Austria y el decimonoveno en Hungría. En los Países Bajos, alcanzó la quinta posición en Dutch Album Top 100 y la octava en Stichting Nederlandse Top 40.
En el Reino Unido, I'm Breathless ingresó en el segundo puesto del conteo oficial el 2 de junio de 1990, por detrás de Vol II (1990 A New Decade) de la banda Soul II Soul. Esto marcó su primer álbum en alcanzar el segundo lugar —el primero de seis en su carrera— y su segundo top diez de 1990, tras Like a Prayer, publicado el año anterior. Se mantuvo veinte semanas en total, ocho de ellas entre los diez primeros y dos en la segunda posición, y ocupó el trigésimo puesto en el ranquin anual. También debutó en la segunda posición en la lista de los discos compactos más vendidos de la semana, también por detrás de Soul II Soul. El 1 de julio de 1990, poco más de un mes después de su publicación, la Industria Fonográfica Británica (BPI, por sus siglas en inglés) lo certificó con un disco de platino tras superar los trescientos mil ejemplares. Según Alan Jones de Record Mirror, comercializó menos de medio millón de copias a lo largo del año, y fue el 75.º álbum más vendido del país entre enero de 1990 y agosto de 1992.
En el European Top 100 de Music & Media, que recopila las ventas de álbumes de dieciséis países europeos, la banda sonora ingresó el 9 de junio de 1990 en la tercera posición, y en la edición siguiente reemplazó a I Do Not Want What I Haven't Got de Sinéad O'Connor en el primer lugar. A pesar de contar con menos sencillos que otros álbumes de Madonna, se convirtió en su quinto número uno, tras Like a Virgin (1985), True Blue (1986), Who's That Girl (1987) y Like a Prayer (1989). Esa misma semana, la artista lideró todas las listas de Music & Media, con el sencillo más vendido y escuchado en las radios («Vogue») y I'm Breathless como el álbum más vendido y reproducido del continente. En el tercer trimestre de 1990, fue el tercer disco con mayores ventas, después de Step by Step y …But Seriously de Phil Collins. Se mantuvo veinticinco semanas en total, cuando hizo su última aparición el 24 de noviembre en el puesto 92, y se consolidó como el séptimo álbum más vendido del año en Europa.

## Recepción crítica
En términos generales, I'm Breathless obtuvo reseñas variadas de críticos y periodistas musicales. Por un lado, impresionó a algunos que en su momento habían considerado a Madonna una «excelente promotora, pero una música irregular», y fue aclamado como el mejor álbum que había producido hasta entonces. Por el contrario, medios como el Chicago Tribune informaron que había tenido una «mala acogida» entre la prensa. Incluso, debido al cambio de estilo musical, fue denominado el álbum «más extraño» de la cantante. En el sitio web Album of the Year, obtuvo una calificación promedio de 70 sobre 100, basada en solo cinco reseñas.
Los críticos más sofisticados otorgaron las mejores calificaciones a las canciones de Sondheim, aunque también hubo elogios para el trabajo de Madonna y Leonard. La periodista Liz Smith, del Sarasota Herald-Tribune, describió los temas del compositor como «maravillosos» y los de Madonna y Leonard como «igual de ingeniosos». Chip Stern, de la revista Musician, consideró las tres canciones «maravillosas» de Sondheim como lo mejor de la banda sonora, al destacarlas por sus arreglos sobrios y su ingenioso juego de palabras. Mark Coleman, de Rolling Stone, mencionó que la artista estaba a la altura del «desafiante» material nuevo y que lograba mantenerse con «audacia y estilo» frente a las «pesadas credenciales de Sondheim y su inclinación por melodías estudiadas y solemnes». Tom Ford, de Toledo Blade, destacó la madurez de la artista en las letras y elogió los temas que coescribió con Leonard. También señaló que el hecho de que arriesgara su imagen y éxito con una música tan diversa como la de I'm Breathless era «un acto de valentía». En su reseña para Ogden Standard-Examiner, Rick Marsh remarcó que las composiciones con Leonard que «encajan perfectamente» y «sin problemas» en el género de Broadway. Robert Christgau, quien lo calificó con una «A», describió los temas de Sondheim como «rebuscados y refinados», pero elogió las «piezas de época falsas como “Cry Baby”, “He's a Man” y la provocadora “Hanky Panky”». Didier C. Deutsch, una de las redactoras de MusicHound Soundtracks (2000), escribió que la combinación del compositor y la intérprete resultaba «explosiva» y convertía al álbum en una «explosión de disfrute totalmente delirante».
La producción y el nuevo estilo musical de Madonna atrajeron elogios. Periodistas del Jornal do Brasil la reconocieron por explorar otros sonidos «jazzísticos y llenos de swing» y por ofrecer un disco variado. Un editor de Billboard lo denominó un «encantador cambio», y Lucky Lara, de Manila Standard, destacó su versatilidad y las múltiples facetas ocultas de su personalidad. De manera similar, Anne Ayers, de USA Today, describió su nueva personificación como la de «una alegre y descarada estrella de Broadway», y el equipo de redacción de People señaló que ella sonaba «perfecta», «intrigante, intensa y divertida», lo que le brindaba la oportunidad de exhibir un lado «más profundo y versátil de su talento». En la misma línea, Rafael Pontes, de La Tribuna de Albacete, resaltó el cambio de estilo «total, clásico y elegante». La revista francesa Mad Movies distinguió al disco como un «monumento al jazz retro» y remarcó que Madonna interpreta las canciones al estilo de «las mejores cantantes de blues». Un reportero de Cash Box lo definió como un álbum «típico y atípico» de Madonna: el primero porque «marca, precisamente, otro cambio de estilo y personaje», y el segundo por el «estilo y personaje asumidos». Además, aplaudió a la cantante por manejar las exigencias de este nuevo rol de manera «bastante impresionante». Para Molly Severson, en Performing Artists (1995), el álbum marcó un regreso al «estilo de baile y coqueteo con toques funk que la hizo famosa». Sobre la nueva dirección musical de Madonna, Michael MacCambridge, de The Desert Sun, escribió:

A los tres temas de la primera escucha de I'm Breathless, muchos oyentes podrían pensar que la rubia está cometiendo un error artístico de proporciones asombrosas. Pero I'm Breathless no es un paso en falso; es simplemente un giro artístico atrevido y peculiar de la reina del pop. Sea como fuere, este álbum generará algunas discusiones. [...] Aunque impulsado por un mayor sentido de diversión que cualquier otro disco de Madonna, I'm Breathless, sin embargo, termina siendo víctima de sus propias limitaciones estilísticas. Aun así, el álbum es mucho más que la banda sonora de una estrella del pop hecha para un éxito de taquilla —como Batman de Prince—. Madonna se ha puesto a prueba creativamente al adaptar su música a las exigencias del formato y de la película en particular.

| Lo que puede generar más comentarios entre los fanáticos de Madonna es el drástico cambio de estilo musical en este álbum, que deja atrás su acostumbrado sonido dance pop para un conjunto de canciones inspiradas en la época del swing. Madonna merece crédito por tomar un gran riesgo. [...] Pone a prueba su capacidad vocal y la amplía en varios estilos. Su voz no es un instrumento virtuoso, pero su poder, vibrato y habilidad para el fraseo están mejorando. Se sostiene bien en un dúo con Mandy Patinkin. ¿Quién habría predicho esto de la Chica Material? —Reseña de Peter B. King, de The Pittsburgh Press. |

La crítica puso especial énfasis en el registro vocal de Madonna, que suscitó opiniones divididas. Las reseñas positivas destacaron la evolución desde sus primeros días de dance-rock y la manera en que sonaba «más clara y decidida» en el disco. Sal Cinquemani, de Slant Magazine, subrayó su registro «sorprendentemente notable» a lo largo de todo el álbum, y J. D. Considine, de Rolling Stone, comentó que, a nivel vocal, el álbum era «impresionante», puesto que la artista revelaba una «fuerza y versatilidad inesperadas», Sassan Niasseri, de la versión alemana de la misma revista, afirmó que había demostrado ser convincente como intérprete de swing y jazz. Matthew Rettenmund, autor de la Encyclopedia Madonnica (1995), señaló que «para una artista cuyas críticas suelen indicar que no sabe cantar, ella logra superar estos diversos desafíos vocales con entusiasmo, estilo y aplomo». Su interpretación de las canciones de Sondheim fue particularmente apreciada. Jack Garner, de The Salinas Californian, reconoció a la cantante por abordar «con éxito» las piezas del compositor, y el biógrafo y periodista J. Randy Taraborrelli destacó que las canta con la «energía de una veterana de Broadway». Según Mark Elliott, de la revista Dig!, lo que logró con las melodías de Sondheim a nivel vocal fue «simplemente magistral». La biógrafa Carol Gnojewski sostuvo que Madonna demostró ser capaz de manejar el género del teatro musical, y que sus interpretaciones «llenas de confianza» anticiparon la «virtuosidad» que más tarde mostraría en la versión cinematográfica de Evita. Stern, de Musician, expresó que era en el dúo con Mandy Patinkin donde realmente logró «transmitir autenticidad». Greg Sandow, de Entertainment Weekly, le otorgó una «A» y observó que la artista estuvo a la altura del desafío porque supo cómo proyectar el «ingenio verbal característico de Sondheim» gracias a su «nueva personalidad vocal de Broadway».
Los críticos que no quedaron complacidos con el registro vocal de Madonna sugirieron que, si bien su técnica había mejorado notablemente, estaba «intentando demasiado» en su búsqueda de respetabilidad musical. Esta fue la conclusión a la que llegaron los editores de The Rolling Stone Album Guide, quienes indicaron que el principal problema radicaba en que se esforzaba en exceso y sonaba «literalmente sin aliento». Igualmente, Robin Monica Alexander y Kelly Stitzel, del portal Popdose, tampoco quedaron conformes con su voz «cursi de Betty Boop» y agregaron que hacía un «esfuerzo vocal extra en la mayoría de las canciones». Los autores David Barton y Tom Long opinaron que la artista no estaba a la altura de contemporáneas como Anita Baker, Whitney Houston, Barbra Streisand y Bernadette Peters. Jon Pareles, de The New York Times, remarcó que el problema era que las melodías requerían un «alcance y agilidad vocal que ella no posee». Elizabeth Wurtzel, de New York, afirmó que Madonna no era una gran vocalista en el sentido puro y había otras cantantes que interpretaban este tipo de material «con mucha más destreza». Paulo Pestana, del Correio Braziliense, desaprobó su voz «infantil y chillona» y señaló que carecía de la «picardía y la firmeza vocal» necesarias para sostener los temas más lentos. Su interpretación de las canciones del compositor tampoco convenció a los periodistas. Según Ray Boren, del Deseret News, se quedaba en un nivel «regular» en el dúo con Patinkin, mientras que tanto ella como Beatty sonaban «completamente intrascendentes» en «Now I'm Following You». Byron McCrae, del periódico The Flyer, sintió que sus interpretaciones no eran «perfectas», especialmente en aquellas canciones que tenían un estilo «más propio de Broadway» como «More» y «What Can You Lose». De igual modo, Hans Piët, de Leidse Courant, notó que el álbum dejaba claro que Madonna carecía de la «flexibilidad vocal necesaria» para interpretar canciones de jazz, y aconsejó que «debería limitarse a cantar solo su propio material». Del mismo modo, Russell Blackstock, del Evening Times, sugirió que debería dedicarse a lo que «mejor sabe hacer: grandes canciones pop vulgares, porque cuando intenta algo más, solo pone de manifiesto las considerables limitaciones de su voz». Según R. S. Murthi, del New Straits Times, sonaba «superficial y poco implicada», y Paul Zach, de The New Paper, aseguró que nunca se destacó por tener una voz «distintiva», lo que hacía que la experiencia fuera «aún más dolorosa para el oyente». Aunque en su momento elogió su «nueva y mejorada forma de cantar» en el disco, Peter B. King, de The Pittsburgh Press, admitió que, al enterarse de que recurría a la sincronización de labios en su gira, el mérito debía atribuírsele a los ingenieros de sonido.

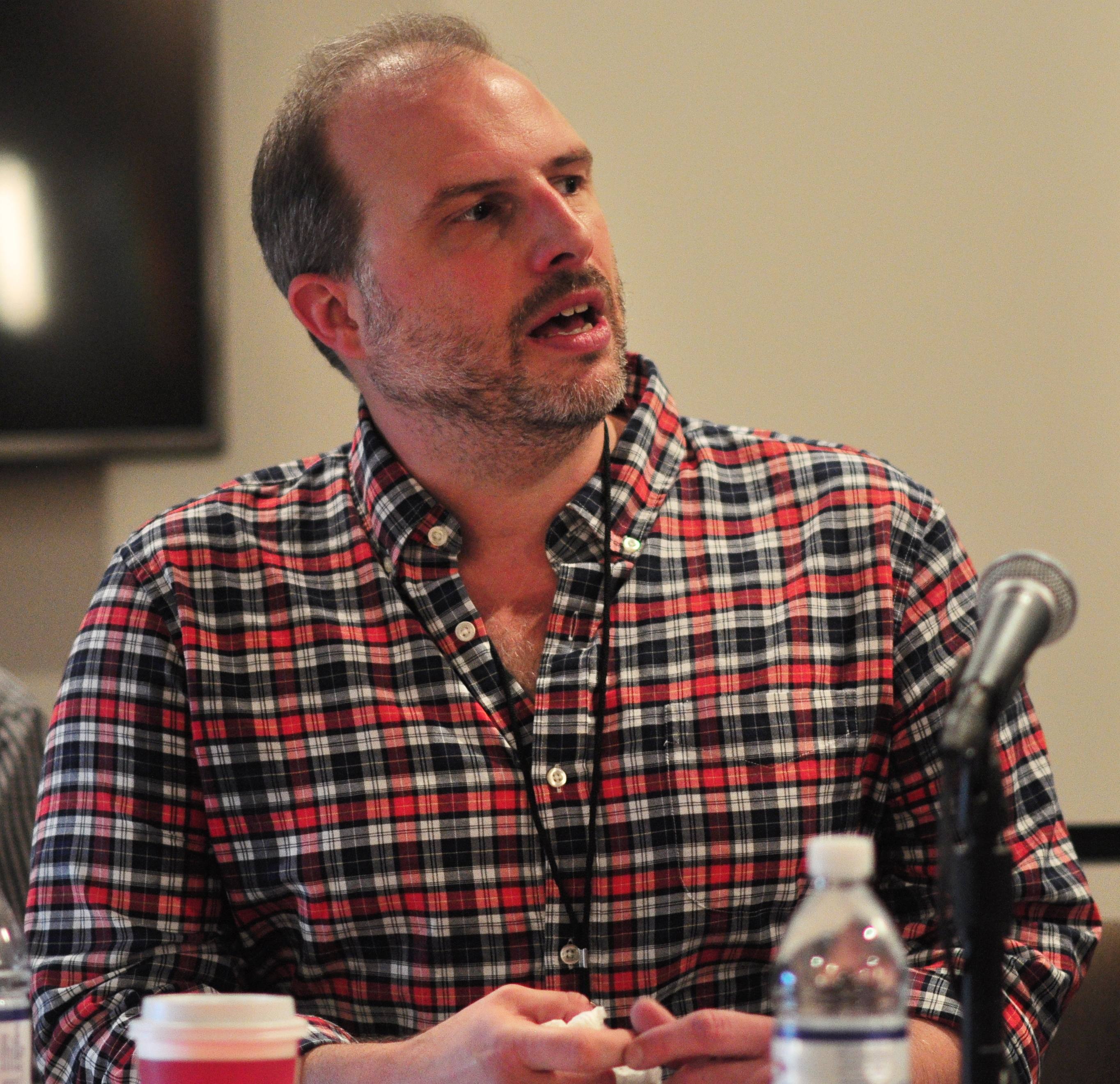
En un comentario desfavorable, el crítico Stephen Thomas Erlewine calificó a I'm Breathess con dos estrellas de cinco y sostuvo que el material tendía a ser «poco más que temas de carácter ingenioso y efímero».

Otro grupo considerable de críticos mostró escepticismo ante el cambio de dirección musical de Madonna. Luiz Carlos Mansur, de Jornal do Brasil, expuso que el material «no dejaba sin aliento al oyente», ya que la intérprete «tropezaba en caminos que no sabía recorrer», lo que resultó en un disco que estaba «lejos de los geniales Like a Prayer y True Blue». Para Gary Graff, de The Vindicator, fue el «primer desliz artístico serio» de Madonna, dado que carecía de un «enfoque claro y una personalidad central definida». Según Rob Sheffield de Spin, I'm Breathless no era «tan camp» como pretendía ser, además de que el «formato de balada al piano obligaba a Madonna a abandonar su propio y sofisticado sentido del ritmo». Tom Moon, de The News, escribió que no había autenticidad, sino que el ritmo era «puro engaño», ya que la música de vodevil tenía una «chispa artificial» y los arreglos de Patrick Leonard carecían del swing característico de la época. Larry Flick, de Billboard, sintió que algunos temas no se «sostenían» y en ocasiones parecían «triviales», lo que impedía que fuera un «gran álbum». Jim Farber, del New York Daily News, admitió que el resultado «terminó siendo retrógrado y suplicante; otro intento fallido de Madonna de ser tomada en serio por los “adultos” de Hollywood». Stephen Thomas Erlewine, de AllMusic, otorgó al álbum solo dos estrellas de cinco y sostuvo que el material tendía a ser «poco más que temas ingeniosos y efímeros». Javier Herrero, de La Vanguardia, manifestó que habría sido un trabajo «fácilmente olvidable» si no fuese porque de allí surgieron «Sooner or later» y «Vogue». Jim Zebora, del Record-Journal, enfatizó que no había nada que realmente destacara en el álbum: «No hay un “Like a Prayer”, ni un “Cherish”, ni un gran estilo o sustancia. Tal vez nunca hubo mucha sustancia, pero aquí su ausencia es evidente». A excepción de «Sooner or Later», Martin Charles Strong, autor de Lighs, Camera, Soundtracks (2008), sostuvo que el resto de I'm Breathless era «descaradamente atroz». Otros concluyeron que «Vogue» era la única pieza destacable en el disco y que había «eclipsado» al resto del material; en cambio, Robert Julian, del Bay Area Reporter, observó que esta canción no tenía sentido dentro del álbum, sino que solo funcionaba como un «simple anzuelo para atraer a los fanáticos a comprar un disco que muchos ni considerarían si se les ofreciera primero cualquiera de los otros temas».
La crítica también cuestionó si el estilo musical del álbum y su estética «retro» serían aceptados por los fanáticos de Madonna, quienes podrían sentirse desilusionados con el material. En este sentido, Paulo Ricardo Moreira, de Tribuna da Imprensa, dijo que, para aquellos acostumbrados al estilo pop dance de la cantante, el «impacto es inevitable». Barton, del Oakland Tribune, observó que podría alejar a los «millones de seguidores que la han amado como diva del dance». Añadió que sería complicado para la cantante «ganarse a un público más adulto que nunca simpatizó con su imagen y mucho menos con su música». Soh Chin Ong, de The Straits Times, notó que algunos seguidores podrían tardar en asimilar su nuevo sonido y, aun así, era difícil imaginar que tuviera las mismas ventas que Like a Virgin o True Blue. La revista argentina Pelo declaró que, pese a que demostró su «constante, abnegada y lograda superación personal», paradójicamente, el álbum «despistará a los fans de la ambición rubia». Dave Henderson, de la revista Music Week, afirmó que estaba «lejos de ser» lo mejor de la cantante, lo que provocaría que el público quedara «profundamente decepcionado». Además, la falta de alboroto en torno al lanzamiento parecía «anticipar sus escasos éxitos», opinión que compartió Jan Rijsdam, de Leidsch Dagblad. Tom Long, del Santa Cruz Sentinel, expresó dudas sobre si alguien querría escuchar el álbum si no fuera porque pertenece a Madonna y está relacionado con una película.
Entre los comentarios más negativos, la crítica consideró que I'm Breathless estaba «completamente fuera de su alcance» y lo descartó como una simple colección de «canciones de novedad cursis». El álbum fue calificado con términos como «poco memorable», «pésimo», «mediocre» y «poco inspirador». David Sinclair, de The Times, lo describió como un «producto desechable disfrazado de pieza de época» que resultó una «vergüenza para una artista que se esforzó por obtener el reconocimiento a sus habilidades artísticas». Sobre este último punto, el autor sintió que Madonna había «desperdiciado gran parte de la buena voluntad de la crítica». Del periódico noruego Klikk, Pål Nisja-Wilhelmsen sostuvo que el disco no funcionaba del todo como debería, y Marinella Venegoni, de La Stampa, manifestó que, en lugar de permanecer «anclada a su público tradicional», la artista «quiso arriesgarse al fracaso, que efectivamente ocurrió». Paul Zach calificó de «mediocre» el intento de la cantante por emular el concepto de Prince con Batman, y añadió que la otra banda sonora de Dick Tracy producida por Andy Paley fue superior. Jim Farber, de Entertainment Weekly, le otorgó una «D» y criticó la rutina de vamp «espantosamente forzada» de Madonna, los arreglos que «se ahogan en almíbar» y las canciones «flojas» de Sondheim. Rikky Rooksby, en The Complete Guide to the Music of Madonna (2004), indicó que el álbum no lograba trascender la calidad estéril del pastiche». Los números del compositor tampoco conformaron a David Fricke de Rolling Stone ni a Robert Julian del Bay Area Reporter, quien lo catalogó como «lo más aburrido» del álbum. Sobre «Now I'm Following You», Santiago Erice, de la revista española Micromanía, declaró que Beatty «se moriría de hambre si decidiera dejar el cine y ganarse la vida como solista», comentario un tanto similar que compartió Hans Piët, de Leidse Courant. Lucy Sante, en The New Republic, indicó que el disco estaba «desfigurado por un exceso de adornos cursis, el tipo de frivolidades que en otra época estaban restringidas a los discos de novedad». David Bertrand Wilson, del sitio Wilson & Alroy's Record Reviews, señaló que no estaba a la altura del reto y que cada canción resultaba «tediosa o directamente irritante». James Croot, del sitio Stuff, lo tachó de un disco «para olvidar», y al editor Adam Sexton le pareció «esencialmente imposible de escuchar». Steve MacKelvie, del Lewiston Morning Tribune, escribió que «al menos Madonna tiene suficiente talento para escribir y conseguir material nuevo acorde a esta etapa de su carrera». Tom Breihan, de Stereogum, otorgó una dura reseña y concluyó: «I'm Breathless apesta. ¿Un dueto de dos partes con Warren Beatty? ¿Una canción tipo rumba con Madonna cantando en una voz medio latina al estilo Betty Boop? No, gracias. Inaudible. Ni siquiera funciona como un vehículo promocional para la película, como lo hizo “Batdance” de Prince un año antes». Los lectores de la revista Pelo lo eligieron como el segundo peor álbum internacional de 1990, y Al Shipley, de Spin, lo consideró el peor de la carrera de Madonna.

## Premios y reconocimientos
En la quinta edición de los Japan Gold Disc Awards, celebrada el 11 de marzo de 1991 en Tokio, la Recording Industry Association of Japan (RIAJ) reconoció a I'm Breathless con dos premios, el de mejor álbum de una artista pop femenina y el Gran Prix general al álbum del año, este último otorgado por ser el disco internacional más vendido de 1990. Además, Madonna fue galardonada en la categoría artista extranjera del año, por ventas que sumaron 1800 millones JPY (equivalentes a 13 millones USD). El éxito comercial del álbum, así como de los sencillos «Vogue» y «Hanky Panky», le permitió a Madonna recibir una nominación como mejor solista femenina internacional en los Brit Awards de 1991.
Jim Richliano, editor de Billboard en Nueva York, calificó I'm Breathless —junto con The Immaculate Collection, el siguiente trabajo de Madonna— como el mejor álbum de 1990. Por su parte, People, Slant Magazine, The Corsair y The Village Voice lo ubicaron entre los diez discos más destacados del año. En la encuesta anual de la revista Smash Hits, los lectores lo eligieron como el segundo mejor álbum, aunque también lo seleccionaron como el cuarto peor del año. Otros medios lo incluyeron en sus listas de los mejores trabajos de la artista, tales como Billboard, Rock & Pop y The Daily Telegraph. Fabián Nuñez Rojas, de Rock & Pop, comentó que, aunque la relación de Madonna con Hollywood había sido «bastante complicada» y con pocos momentos altos, I'm Breathless era uno de los mejores logros «que nos dejó su carrera como actriz».
Figuró en la lista «Mil álbumes para una vida larga y feliz» del periodista Tom Hull, junto con You Can Dance (1987) y The Immaculate Collection (1990). Además, Jacob Osborn, de Newsweek, lo clasificó en el puesto 99 de las cien mejores bandas sonoras de películas y series de televisión de todos los tiempos. Las canciones «Back in Business», «Hanky Panky», «I'm Going Bananas», «More», «Something to Remember» y «Sooner or Later» fueron incluidas en diversas listas de las más destacadas o las más infravaloradas de Madonna. En particular, «Sooner or Later» es considerada la más exitosa de las tres colaboraciones de Madonna con Sondheim. De hecho, Alexis Petridis, de The Guardian, la incluyó entre las cuarenta mejores canciones ganadoras del Óscar y declaró que se destacó por alejarse de la «zona de confort musical y vocal de la cantante». Además, «Vogue» ha sido frecuentemente catalogada entre los tres mejores sencillos de Madonna en diversas publicaciones. Robin Monica Alexander y Kelly Stitzel, en un análisis a la discografía de la artista para Popdose, expresaron su agradecimiento por la existencia de este álbum, especialmente por incluir al «revolucionario “Vogue”».

## Legado

### Impacto crítico
| Pocos artistas se habrían atrevido a hacer algo como I'm Breathless, ni entonces ni ahora. Con este álbum, Madonna se aventuró en un terreno desconocido y cumplió. Puede que su destreza vocal haya alcanzado uno de sus puntos más altos aquí, pero también demostró que no temía explorar tanto lo serio como lo absurdo, e incluso nos dio un poco de camp. Todo ello convierte a I'm Breathless en un ejercicio de belleza sonora que te deja sin aliento. —Reseña retrospectiva de Matthew Hocter, de Albumism. |

Evaluaciones retrospectivas elogiaron a Madonna por reinventarse tanto musical como estéticamente y por entregar un álbum con un estilo totalmente nuevo y distinto. J. D. Considine, de The Baltimore Sun, lamentó que el disco haya sido «en gran medida olvidado». Mark Elliott, de Dig!, observó que no logró la notoriedad esperada porque se trató de un disco «completamente distinto a todo lo que había hecho antes», pero que, en retrospectiva, resultó la incursión «más inusual» de su trayectoria musical y un «ingenioso triunfo de su singular apetito por la innovación».
Frente a las críticas polarizadas que recibió en su momento, Tom Ford, de Toledo Blade, defendió a la cantante de aquellos que consideraban que era un material «poco enfocado» que se alejaba de su imagen habitual, al afirmar que Madonna había construido su carrera sobre tales cambios y en el impacto visual. De manera similar, Michael R. Smith, de The Daily Vault, protestó por las reseñas negativas y sugirió que «demasiados críticos musicales deberían bajarse de su pedestal y hacer un esfuerzo genuino por disfrutar la música que están escuchando». Para el periodista, había sido «refrescante verla intentar cantar en un estilo musical completamente diferente y esforzarse por destacar en su actuación». Otro comentario similar provino de los autores Thatiana Aquino y José Fontes Netto, quienes acordaron que el disco no caló entre los fanáticos de Madonna porque «no había electrónica, ni sintetizadores, ni nada por el estilo, solo una increíble banda de jazz y una interpretación impecable de una artista que demostró al mundo que era capaz de hacer lo que le diera la gana».
Jon Blistein, de Rolling Stone, lo denominó uno de los discos «más fascinantes» de su catálogo y señaló que el lanzamiento significó un «giro abrupto y sorprendente para una artista que ya había construido una carrera sólida sobre decisiones arriesgadas». En un artículo por el trigésimo aniversario del disco, Mike Wass, de Idolator, explicó que el mayor acierto de I'm Breathless fue su capacidad para encontrar un punto intermedio entre el Broadway clásico y el pop de las radios: «Madonna no intentó adaptarse a otro género, simplemente lo desmanteló y tomó solo los elementos que le interesaban». Taraborrelli lo calificó como uno de sus «mejores momentos musicales, una afirmación bastante exagerada teniendo en cuenta su prolífica carrera discográfica». Para Eduardo Slusarczuk, del periódico Clarín, la banda sonora confirmó que «no se trataba solo de una cuestión de actitud, sino de una cantante de alto vuelo».
Beatty, satisfecho con el álbum, organizó una recepción por su lanzamiento con figuras destacadas de Hollywood, donde reprodujo «Something to Remember» y Madonna recibió reconocimiento por su trabajo. En más de una oportunidad, la cantante lo nombró su álbum favorito porque trabajó «muy duro» en él y era «diferente» a todo lo que había hecho anteriormente. El trabajo del arreglista Jeremy Lubbock recibió «excelentes críticas» de los medios, y Ernest Hardy, de Cash Box, atribuyó su popularidad a principios de la década de 1990 tras haber colaborado con Madonna en la banda sonora.
Sobre el legado que dejó el álbum, Jon Blistein, de Rolling Stone, detalló:

En el gran esquema de la carrera de Madonna, el legado de I'm Breathless es relativamente moderado. [...] Aunque el álbum sigue siendo un favorito entre muchos de sus seguidores, no ha alcanzado precisamente el estatus de clásico redescubierto. Sin embargo, treinta años después, sigue siendo un testimonio convincente de un momento crucial en la vida y carrera de Madonna, cuando el mundo entero estaba a sus pies y tenía el poder de dirigirlo en cualquier dirección que quisiera, de moldearlo para que se adaptara a su ideal.

### Impacto comercial

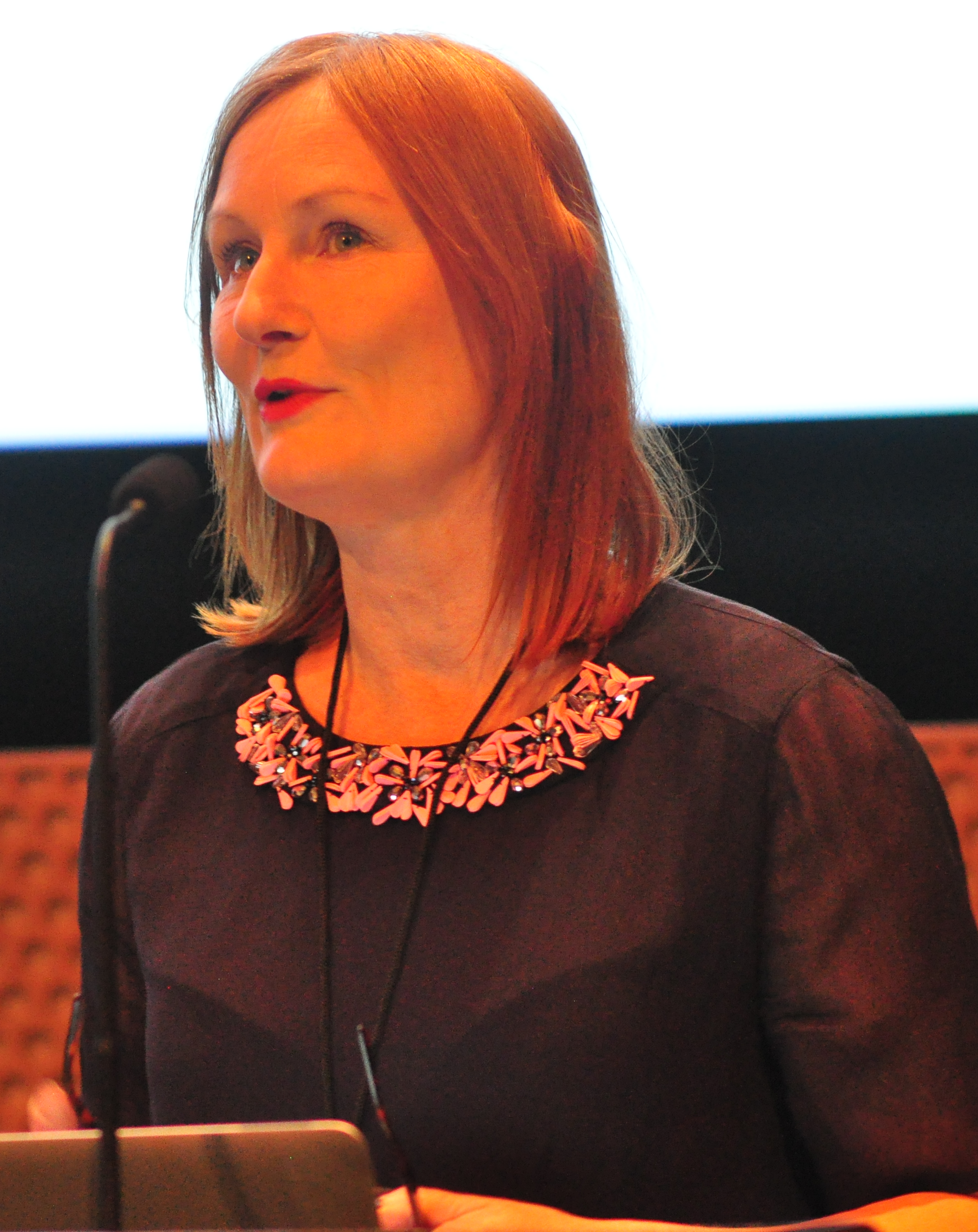
El álbum fue elogiado por sus resultados comerciales favorables, a pesar de su estilo musical, que la periodista y biógrafa Lucy O'Brien (en la imagen) consideró como una desviación de los «principales álbumes para el mercado de masas» de Madonna.

Varios periodistas destacaron los resultados comerciales del álbum, a pesar de su estilo musical, que fue visto como una desvinculación de sus «principales álbumes para el mercado de masas», según O'Brien. La publicación International Year Book: Covering the Year 1991 de Macmillan Educational Company señaló que tuvo un desempeño «sorprendentemente bueno, considerando que sus raíces musicales se remontan a la década de 1940». Maury Dean, autor de Rock 'n' Roll Gold Rush: A Singles Un-Cyclopedia (2003), elogió al disco por «sobrevivir y prosperar en medio de una profusión de rap procedente de las duras y humeantes calles».
El álbum vendió cinco millones de ejemplares a nivel mundial para septiembre de 1992, cifra que se mantuvo hasta marzo de 1998, según un informe del periódico mexicano El Norte. Para enero de 2006, esa cifra había aumentado a seis millones, y para mayo de 2020, a treinta años de su lanzamiento, superó los siete millones de ejemplares. Según el biógrafo Erwan Chuberre, el resultado fue un «triunfo», y las ventas globales representaron un «auténtico logro» tanto para Madonna como para la película. Para publicaciones como Classic Pop, E! e Idolator, gran parte del éxito de la banda sonora se debió a la inclusión de «Vogue», que se convirtió en uno de los temas «más influyentes y exitosos» de la cantante.
El álbum también demostró que Madonna era una empresaria «en todos los sentidos», según Christopher Andersen. Aunque cobró 1440 USD a la semana por su papel de Mahoney y Disney la excluyó de varias campañas publicitarias de Dick Tracy debido a su imagen, el lanzamiento de la banda sonora bajo su sello discográfico, propiedad de Time Warner, y su posterior promoción en la gira Blond Ambition, le permitieron generar un total de catorce millones USD, lo que la revista Forbes calificó como «beneficios ocultos» del proyecto. A estos ingresos se sumaron otros cinco millones provenientes de las ganancias de taquilla, mercancía y ventas de vídeos. El biógrafo John Parker opinó que los ingresos de taquilla de la película, junto con las ganancias de la banda sonora y la gira mundial, formaron parte de una operación comercial «masiva» que le otorgó «beneficios inmensos». Por su parte, Landon Palmer, en Rock Star/Movie Star (2020), explicó que el mayor aporte de Madonna a Dick Tracy no radicó en «asegurar un lugar dentro del competitivo mercado de los salarios de las estrellas de cine, sino en la creación de un producto derivado para promover un evento cinematográfico», en este caso, la banda sonora. En línea con esta perspectiva, Cathy Schwichtenberg, en The Madonna Connection (1993), observó que el lanzamiento del álbum y el estreno del filme, que la autora denominó la «avalancha mediática de Madonna», generaron un conjunto de relaciones intertextuales que, en conjunto, «cuestionaron toda la noción del marketing derivado y desafiaron la propia idea de la memoria popular». También señaló que I'm Breathless funcionó como un «simulacro» de la banda sonora de Dick Tracy, con un sonido más atrevido y referencias al sadomasoquismo, que luego marcarían la estética de la gira Blond Ambition.
A finales de 1990, la cantante fue clasificada en el decimoquinto puesto de la lista de Entertainment Weekly de las 101 personas más influyentes en el mundo del espectáculo, siendo la mujer más taquillera del entretenimiento. La publicación la elogió por «reinventarse constantemente a sí misma, su sonido y su estilo. Ella es su mejor producto y mucha gente está dispuesta a comprarlo». Rettenmund concluyó que el álbum, la película y la gira hicieron de 1990 el año de «mayor éxito crítico y comercial de la carrera de Madonna. Tenía mucha razón cuando ella lo resumió todo: “Creo que fue algo bueno para mí”».

### Tendencias e influencias
I'm Breathless es reconocido por haber continuado la tendencia de incluir canciones en bandas sonoras de películas que no aparecían directamente en la pantalla, así como por el lanzamiento de álbumes inspirados en filmes, una práctica iniciada previamente con Batman de Prince. En su reseña para The New York Times, Jon Pareles destacó que el disco constituyó una jugada triple en términos de estrategias de mercadeo, ya que el álbum, la gira de Madonna y la película se promocionaron «mutuamente». Lee Jeske y Scott Harvey, de la revista Cash Box, señalaron que su lanzamiento marcó el inicio de la estrategia de banda sonora cinematográfica «más ambiciosa y prolongada jamás realizada». Thomas Harrison, en Music of the 1990s (2011), argumentó que la inclusión de canciones que encajaban con el tema de Dick Tracy representó una «astuta jugada de marketing» tanto para el álbum como para la película. Otros autores, en la misma línea, han señalado que discos como I'm Breathless, Batman y Selmasongs (2000) de Björk no solo reflejaban una fusión de intereses entre la música y el cine, sino también una «ruptura» de las distinciones tradicionales entre el trabajo de un músico y una banda sonora concebida para responder a las necesidades de una película. Como resultado, con la repercusión de estos proyectos, el vínculo entre la música y el cine se transformó, y la banda sonora dejó de ser vista «necesariamente como un objeto secundario, un recuerdo de la película disfrutada».
Con el lanzamiento de I'm Breathless, se popularizó el «glamur de los años 1920», con joyas recargadas de brillantes y vestimenta alusiva a la época de la Prohibición en los Estados Unidos, como prendas doradas, guantes y plumas. Para Blistein, de Rolling Stone, evocaba la era de la Prohibición «más que cualquier cosa dentro del zeitgeist contemporáneo». Otros periodistas, como Elizabeth Wurtzel de New York y Mark Coleman de Rolling Stone, resaltaron el hecho de que Madonna introdujera a Stephen Sondheim a una nueva generación de su público. En un artículo de 2021, Sophie Gilbert, editora de la revista The Atlantic, afirmó explícitamente que fue gracias a Madonna que conoció el material del compositor. Para el biógrafo Christopher Andersen, al trabajar con el compositor, la cantante logró superar sus propios temores y las dudas de los críticos, quienes hasta ese momento no la consideraban una vocalista seria. Mark Bego, por su parte, sostuvo que ambos salieron «victoriosos», ya que, al interpretar sus canciones, la artista consiguió un «cierto grado de respeto musical que sus temas anteriores no habían logrado generar», mientras que Sondheim, al escribir para ella, «llegó a un público que hasta entonces desconocía al maestro indiscutido de la composición en Broadway». Garyn G. Roberts, autor de Dick Tracy and American Culture (2003), afirmó que las tres canciones de Sondheim se convirtieron en «clásicos de la película y del repertorio de Madonna».
Las influencias del álbum también se reflejaron en trabajos de otras artistas femeninas, particularmente Back to Basics (2006) de la cantante estadounidense Christina Aguilera, que fue comparado con I'm Breathless debido a su estilo musical similar. Stephen Thomas Erlewine, de AllMusic, opinó que Aguilera «parece haber aprendido todos sus movimientos» de Madonna en Dick Tracy, pues «cada movimiento parece haber sido copiado de Breathless Mahoney». Chris Kelly, de The Washington Post, señaló que Harlequin (2024), el álbum inspirado en Joker: Folie à Deux de Lady Gaga, se asemejaba «mucho» a I'm Breathless y compartía un «aire retro» con el disco de Madonna. Eric Diaz, de Yahoo!, justificó la comparación debido a que ambos eran álbumes conceptuales inspirados en el personaje de una película.

## Lista de canciones
| Lado uno |                         |                           |                       |          |  |
| N.º      | Título                  | Escritor(es)              | Productor(es)         | Duración |  |
| 1.       | «He's a Man»            | Madonna Patrick Leonard   | Madonna Leonard       | 4:42     |  |
| 2.       | «Sooner or Later»       | Stephen Sondheim          | Madonna Bill Bottrell | 3:18     |  |
| 3.       | «Hanky Panky»           | Madonna Leonard           | Madonna Leonard       | 3:57     |  |
| 4.       | «I'm Going Bananas»     | Michael Kernan Andy Paley | Madonna Leonard       | 1:41     |  |
| 5.       | «Cry Baby»              | Madonna Leonard           | Madonna Leonard       | 4:04     |  |
| 6.       | «Something to Remember» | Madonna Leonard           | Madonna Leonard       | 5:03     |  |

| Lado dos |                                                       |                                               |                               |          |  |
| N.º      | Título                                                | Escritor(es)                                  | Productor(es)                 | Duración |  |
| 7.       | «Back in Business»                                    | Madonna Leonard                               | Madonna Leonard               | 5:10     |  |
| 8.       | «More»                                                | Sondheim                                      | Madonna Bottrell              | 4:56     |  |
| 9.       | «What Can You Lose» (con Mandy Patinkin)              | Sondheim                                      | Madonna Bottrell              | 2:08     |  |
| 10.      | «Now I'm Following You (Part I)» (con Warren Beatty)  | A. Paley Jeff Lass Ned Claflin Jonathan Paley | Madonna Leonard               | 1:35     |  |
| 11.      | «Now I'm Following You (Part II)» (con Warren Beatty) | A. Paley Lass Claflin J. Paley                | Madonna Leonard Kevin Gilbert | 3:18     |  |
| 12.      | «Vogue»                                               | Madonna Shep Pettibone                        | Madonna Pettibone             | 4:50     |  |
| 44:42    |                                                       |                                               |                               |          |  |

Notas
- Lista de canciones, duración, compositores y productores extraídos del folleto de I'm Breathless y de AllMusic.[116][498]
- «Sooner or Later» se titula oficialmente «Sooner or Later (I Always Get My Man)» tanto en los créditos de la película como en los premios Óscar.[142][608]

## Posicionamiento en listas
| País/Continente | Lista (1990)                 | Posición más alta |
| --------------- | ---------------------------- | ----------------- |
| Alemania        | Offizielle Deutsche Charts   | 1                 |
| Argentina       | CAPIF                        | 2                 |
| Australia       | ARIA Charts                  | 1                 |
| Austria         | Ö3 Austria                   | 5                 |
| Bélgica         | IFPI                         | 3                 |
| Canadá          | RPM Top 100 Albums           | 3                 |
| Canadá          | The Record                   | 2                 |
| España          | AFYVE (LP/Casete)            | 2                 |
| España          | AFYVE (Compactos)            | 3                 |
| Estados Unidos  | Billboard Top Pop Albums     | 2                 |
| Estados Unidos  | Cash Box Top 200 Albums      | 2                 |
| Estados Unidos  | CMJ Progressive Retail       | 14                |
| Estados Unidos  | Hitmakers Top Selling Albums | 2                 |
| Estados Unidos  | Hits Top 50 Albums           | 2                 |
| Estados Unidos  | Musician Top 100 Albums      | 3                 |
| Estados Unidos  | Network 40 Retail Sales      | 2                 |
| Europa          | European Top 100 Albums      | 1                 |
| Finlandia       | Suomen virallinen lista      | 1                 |
| Francia         | SNEP                         | 3                 |
| Grecia          | IFPI Grecia                  | 1                 |
| Hungría         | Mahasz                       | 19                |
| Irlanda         | IFPI                         | 1                 |
| Islandia        | LP-plötur                    | 3                 |
| Italia          | Musica e dischi              | 1                 |
| Japón           | Music Labo                   | 1                 |
| Japón           | Oricon                       | 1                 |
| Malasia         | RIM                          | 9                 |
| México          | AMPROFON                     | 3                 |
| Noruega         | VG-lista                     | 4                 |
| Nueva Zelanda   | RMNZ                         | 2                 |
| Países Bajos    | Dutch Album Top 100          | 5                 |
| Países Bajos    | Stichting Nederlandse Top 40 | 8                 |
| Portugal        | AFP                          | 1                 |
| Reino Unido     | Official Albums Chart        | 2                 |
| Reino Unido     | Compact Disc Digital Audio   | 2                 |
| Suecia          | Sverigetopplistan            | 4                 |
| Suiza           | Schweizer Hitparade          | 3                 |
| Uruguay         | CUD                          | 2                 |
| Yugoslavia      | Yugopapir                    | 1                 |

| País           | Lista (2019)                     | Posición más alta |
| -------------- | -------------------------------- | ----------------- |
| Estados Unidos | Billboard Soundtrack Album Sales | 21                |

| País/Continente | Lista (1990)                 | Posición |
| --------------- | ---------------------------- | -------- |
| Alemania        | Offizielle Deutsche Charts   | 34       |
| Australia       | ARIA Charts                  | 26       |
| Canadá          | RPM Top 100 Albums           | 19       |
| España          | AFYVE                        | 8        |
| Estados Unidos  | Billboard Top Pop Albums     | 42       |
| Estados Unidos  | Cash Box Top Pop Albums      | 22       |
| Estados Unidos  | Hits Top 50 Albums           | 19       |
| Estados Unidos  | Network 40 Retail Sales      | 21       |
| Europa          | European Top 100 Albums      | 7        |
| Japón           | Oricon                       | 34       |
| Noruega         | VG-lista                     | 15       |
| Nueva Zelanda   | RMNZ                         | 24       |
| Países Bajos    | Dutch Album Top 100          | 59       |
| Países Bajos    | Stichting Nederlandse Top 40 | 61       |
| Reino Unido     | Official Albums Chart        | 30       |
| Reino Unido     | MRIB                         | 20       |
| Suiza           | Schweizer Hitparade          | 23       |

## Certificaciones y ventas
| País (organismo certificador) | Certificación | Unidades certificadas / Ventas estimadas |
| ----------------------------- | ------------- | ---------------------------------------- |
| Alemania (BVMI)               | Oro           | 250 000                                  |
| Australia (ARIA)              | Platino       | 70 000                                   |
| Austria (IFPI Austria)        | Oro           | 25 000                                   |
| Brasil (Pro-Música Brasil)    | Oro           | 182 000                                  |
| Canadá (CRIA)                 | 2× Platino    | 200 000                                  |
| España (AFYVE)                | 2× Platino    | 200 000                                  |
| Estados Unidos (RIAA)         | 2× Platino    | 2 000                                    |
| Finlandia (IFPI Finlandia)    | Oro           | 37 039                                   |
| Francia (SNEP)                | 2× Oro        | 411 900                                  |
| Israel                        | —             | 12 000                                   |
| Italia                        | —             | 300 000                                  |
| Japón (RIAJ)                  | Platino       | 329 382                                  |
| Malasia (RIM)                 | Oro           | 16 700                                   |
| Reino Unido (BPI)             | Platino       | 300 000                                  |
| Singapur                      | —             | 60 000                                   |
| Suiza (IFPI Suiza)            | Oro           | 25 000                                   |
| Sumario                       |               |                                          |
| Mundo                         | —             | 7 000                                    |

## Créditos y personal
- Grabación: Johnny Yuma Recording, Ocean Way Studios (Los Ángeles)
- Mezcla: Can Am Recording (Tarzana)
- Masterización: Precision Lacquer (Hollywood)

### Intérpretes y músicos
- Abe Most: clarinete, saxofón alto
- Abraham Laboriel: bajo
- Bill Schneider: piano
- Bob Cooper: saxofón barítono
- Bob Magnusson: bajo
- Carlos VegaL: batería
- Charles Loper: trombón
- Donna De Lory: corista
- Gene Castle: claqué
- Guy Pratt: bajo
- Jeff Clayton: saxofón
- Jeff Porcaro: batería
- Jennie Douglas McRae: corista
- John Guerin: batería
- Jonathan Moffett: batería, hi hat
- Luis Conte: percusión
- Madonna: voz
- Mahlon Clark: clarinete
- Mandy Patinkin: voz
- N'Dea Davenport: corista
- Niki Haris: corista
- Patrick Leonard: teclados, bajo sintetizado
- Randy Waldman: piano acústico
- Dave Boruff: saxofón
- Samuel Nolasco: mariachis
- Tim Pierce: guitarra
- Tony Terran: trompeta
- Warren Beatty: voz
- Xavier Serrano: mariachis

### Composición y producción
- Alan Friedman: programación
- Andy Paley: composición
- Anthony Shimkin: edición
- Bill Bottrell: producción, ingeniería
- Bill Meyers: arreglos de cuerda y viento metal («Now I'm Following You»)
- Bino Espinoza: ingeniería adicional
- Brian Malouf: ingeniería, mezcla
- Curtis Frasca: asistente de ingeniería
- Goh Hotoda: ingeniería, mezcla
- Jeff Lass: composición
- Jeremy Lubbock: arreglos de cuerda y viento metal
- Jonathan Paley: composición
- Jules Chaiken: contratista
- Kevin Gilbert: producción, ingeniería, programación (batería y sintetizadores)
- Madonna: composición, producción
- Marc Moreau: ingeniería
- Michael Kernan: composición
- Ned Claflin: composición
- Patrick Leonard: composición, producción, programación (batería)
- Patrick MacDougall: asistente de mezcla
- Shep Pettibone: composición, producción, mezcla
- Stacy Baird: ingeniería adicional
- Stephen Marcussen: masterización
- Stephen Sondheim: composición

### Diseño y administración
- Freddy DeMann: gestión
- Ivy Skoff: coordinadora de producción
- Jeri Heiden: dirección de arte, diseño
- Kim Champagne: dirección de arte, diseño
- Margo Chase: diseño de logo
- Patrick Demarchelier: fotografía de portada
- Peter Sorel: fotografía de rodaje

Créditos adaptados del sitio AllMusic y de las notas del álbum I'm Breathless.

### En español
- Barneda, Sandra (2016). Hablarán de nosotras: Diecisiete mujeres poderosas que pecaron para ser libres. Barcelona: Aguilar. ISBN 978-84-03-50374-8.
- Bellon, Manolo (2012). El ABC del rock: todo lo que hay que saber. Taurus. ISBN 978-958-758-128-7.
- Falconi, Francesco (2017). Loco por Madonna. La Reina del Pop. Babelcube Inc. ISBN 150717795X.
- Flores, Los Prieto; Muguruza, Isa (2021). Madonna. Una biografía. España: Penguin Random House Grupo Editorial. ISBN 978-84-17809-82-9.
- Salaverri, Fernando (2005). Sólo éxitos: año a año, 1959–2002 (1.ª edición). España: Fundación Autor-SGAE. ISBN 84-8048-639-2.
- Tassoni, Leo (1993). Madonna. Icaria Editorial. ISBN 84-7426-207-0.
- Viñuela, Eduardo, ed. (2018). Bitch She's Madonna: La reina del pop en la cultura contemporánea. Dos Bigotes. ISBN 978-84-947963-3-3.

### En inglés
- Amburn, Ellis (2002). The Sexiest Man Alive: A Biography of Warren Beatty. HarperEntertainment. ISBN 0-06-018566-X.
- Andersen, Christopher (1991). Madonna, unauthorized. Simon & Schuster. ISBN 0-671-73532-2.
- Anderson, Sheila E. (2005). How to Grow as a Musician. Allworth Press. ISBN 1-58115-416-X.
- Andrews, Marc (2022). Madonna Song by Song. Fonthill Media LLC. ISBN 978-1-78155-844-7.
- Banfield, Stephen (1993). Sondheim's Broadway Musicals. University of Michigan Press. ISBN 0-472-10223-0.
- Bego, Mark (1992). Madonna: Blonde Ambition. Harmony Books. ISBN 0-517-58242-2.
- Biskind, Peter (2010). Star: How Warren Beatty Seduced America. Simon & Schuster. ISBN 978-0-7432-4658-3.
- Bronson, Fred (2003). The Billboard Book of Number 1 Hits. Billboard Books. ISBN 0-8230-7677-6.
- Brown, Royal S. (2007). Film Musings: A Selected Anthology from Fanfare Magazine. Scarecrow Press. ISBN 0-8108-5856-8.
- Brunsdale, Mitzi M. (2010). Icons of Mystery and Crime Detection: From Sleuths to Superheroes 2. Greenwood Publishing Group. ISBN 978-0-313-34530-2.
- Buckley, Jonathan; Duane, Orla; Ellingham, Mark, eds. (1999). The Rough Guide to Rock (2.ª edición). Rough Guides. ISBN 1-85-828-457-0.
- Burlingame, Jon (2000). Sound and Vision: 60 Years of Motion Picture Soundtracks. Billboard Books. ISBN 0-8230-8427-2.
- Cahill, Marie (1991). Madonna. Gallery Books. ISBN 0-8317-5705-1.
- Claro, Nicole (2000). Madonna. Chelsea House Publishers. ISBN 0-7910-2330-3.
- Clerk, Carol; Appel, Stacey (2012). Madonna Style. Omnibus Press. ISBN 978-1-78038-152-7.
- Dean, Maury (2003). Rock 'n' Roll Gold Rush: A Singles Un-Cyclopedia. Algora Publishing. ISBN 0-87586-207-1.
- DeCurtis, Anthony; Henke, James; George-Warren, Holly, eds. (1992). The Rolling Stone Album Guide: Completely New Reviews: Every Essential Album, Every Essential Artist. Random House. ISBN 0-679-73729-4.
- Deutsch, Didier C., ed. (2000). Musichound Soundtracks: The Essential Album Guide to Film, Television and Stage Music. Visible Ink. ISBN 1-57859-101-5.
- Easlea, Daryl; Fiegel, Eddi (2012). Madonna: Blond Ambition. Backbeat Books. ISBN 978-1-61713-034-2.
- Erlewine, Michael; Woodstra, Chris; Bogdanov, Vladimir, eds. (1994). All Music Guide: The Best CDs, Albums and Tapes: The Experts' Guide to the Best Releases from Thousands of Artists in All Types of Music. All Music Guide Series (2.ª edición). Miller Freeman Books. ISBN 0-87930-331-X.
- Figler, Jeff (2011). Collecting for Beginners. Jeff Figler. ISBN 1461077435.
- Fouz-Hernández, Santiago; Jarman-Ivens, Freya, eds. (2004). Madonna's Drowned Worlds: New Approaches to Her Cultural Transformations, 1983-2003. Ashgate Publishing Limited. ISBN 0-7546-3371-3.
- Gaar, Gillian G. (1992). She's a Rebel: The History of Women in Rock and Roll. Seal Press. ISBN 1-878067-08-7.
- Gabriel, Mary (2023). Madonna: A Rebel Life. Hachette Book Group. ISBN 978-0-316-45644-9.
- Gnojewski, Carol (2008). Madonna: Express Yourself. Enslow Publishers, Inc. ISBN 0-7660-2442-3.
- Grant, Robert M.; Neupert, Kent E. (2003). Contemporary Strategy Analysis: Concepts, Techniques, Applications (3.ª edición). Blackwell Publishing. ISBN 1-40511-180-1.
- Gulick, Rebecca (1993). Madonna: Portrait of a Material Girl. Bison Books Ltd. ISBN 1-56138-236-1.
- Harrison, Thomas (2011). Music of the 1980s. Greenwood Publishing Group. ISBN 978-0-313-36599-7.
- Harvilla, Robert (2023). 60 Songs That Explain the '90s (PDF). Hachette Book Group. ISBN 9781538759462.
- Hughes, David (2003). Comic Book Movies. Virgin Books. ISBN 0-7535-0767-6.
- Hyden, Steven (2016). Your Favorite Band Is Killing Me: What Pop Music Rivalries Reveal About the Meaning of Life. Back Bay Books. ISBN 978-0-316-25915-6.
- Jasper, Tony (1991). The Top Twenty Book: The Official British Record Charts 1955-1990 (5.ª edición). Blandford. ISBN 0-7137-2208-8.
- King, Norman (1991). Madonna: The Book. William Morrow and Company. ISBN 0-688-10389-8.
- Koopmans, Andy (2003). Madonna. Lucent Books. ISBN 1-59018-138-7.
- Larkin, Colin, ed. (2002). The Virgin Encyclopedia of Popular Music (4.ª edición). Virgin Books. ISBN 1-85227-923-0.
- Lloyd, Frank (1993). Deconstructing Madonna. B. T. Batsford Ltd. ISBN 0-7134-7402-5.
- Macmillan Educational Company (1990). International Year Book: Covering the Year 1991. Macmillan Publishers.
- Marcovitz, Hal (2010). Madonna. Chelsea House Publishers. ISBN 978-1-60413-859-7.
- Matthew-Walker, Robert (1991). Madonna: The Biography. Pan Books. ISBN 0-330-31482-3.
- Metz, Allen; Benson, Carol, eds. (1999). The Madonna Companion: Two Decades of Commentary. Schirmer Books. ISBN 0-02-864972-9.
- Morton, Andrew (2001). Madonna. St. Martin's Press. ISBN 0-312-28786-0.
- O'Brien, Lucy (2007). Madonna: Like an Icon. HarperCollins. ISBN 0-06-089896-8.
- O'Dair, Barbara, ed. (1997). Trouble Girls: The Rolling Stone Book of Women in Rock. Random House. ISBN 0-679-76874-2.
- Palmer, Landon (2020). Rock Star/Movie Star: Power and Performance in Cinematic Rock Stardom. Oxford University Press. ISBN 9780190888404.
- Parker, John (1993). Warren Beatty: The Last Great Lover of Hollywood. Headline Book Publishing. ISBN 0-7472-0737-2.
- Pender, Rick (2021). The Stephen Sondheim Encyclopedia. Rowman & Littlefield. ISBN 9781538115879.
- Pollock, Bruce (2005). The Rock Song Index: The 7500 Most Important Songs for the Rock and Roll Era (2.ª edición). Routledge. ISBN 0-415-97073-3.
- Randall, Lee (1992). The Madonna Scrapbook. Citadel Press. ISBN 0-8065-1297-0.
- Reinsch, Paul N.; Westrup, Laurel, eds. (2020). The Soundtrack Album: Listening to Media. Routledge. ISBN 978-1-138-32529-6.
- Rettenmund, Matthew (1995). Encyclopedia Madonnica. St. Martin's Press. ISBN 0-312-11782-5.
- Robbins, Ira A., ed. (1991). The Trouser Press Record Guide: The Ultimate Guide to Alternative Music (2.ª edición). Collier Books. ISBN 0-02-036361-3.
- Roberts, David, ed. (1998). Guinness Rockopedia: The Ultimate A-Z of Rock & Pop. Guinness Publishing Ltd. ISBN 0-85112-072-5.
- Roberts, Garyn G. (2003). Dick Tracy and American Culture: Morality and Mythology, Text and Context. McFarland & Company. ISBN 0-7864-1698-X.
- Rolling Stone Press (1997). Madonna: The Rolling Stone Files. Hyperion. ISBN 0-7868-8154-2.
- Rooksby, Rikky (2004). The Complete Guide to the Music of Madonna. Omnibus Press. ISBN 978-0-7119-9883-4.
- Schwichtenberg, Cathy, ed. (1993). The Madonna Connection: Representational Politics, Subcultural Identities, And Cultural Theory. Westview Press. ISBN 0-8133-1396-1.
- Severson, Molly (1995). Performing Artists 2. U.X.L. ISBN 0-8103-9870-2.
- Sexton, Adam, ed. (1993). Desperately Seeking Madonna: In Search of the Meaning of the World's Most Famous Woman. Delta Books. ISBN 0-385-30688-1.
- Strong, Martin Charles (2000). The Great Rock Discography (5.ª edición). Mojo Books. ISBN 1-84195-017-3.
- —————; Griffin, Brendon (2008). Lights, Camera, Soundtracks: The Ultimate Guide to Popular Music in the Movies. Canongate Books. ISBN 978-184767-003-8.
- Sullivan, Caroline (2014). Madonna: Ambition. Music. Style. Carlton Books Limited. ISBN 978-1-78097-563-4.
- Swayne, Steve (2005). How Sondheim Found His Sound. University of Michigan Press. ISBN 0-472-11497-2.
- Taraborrelli, J. Randy (2002). Madonna: An Intimate Biography. Sidgwick & Jackson. ISBN 0-283-07289-X.
- Thompson, Douglas (1991). Like a Virgin: Madonna Revealed. Smith Gryphon Publishers. ISBN 1-85685-009-9.
- Tobler, John (1993). This Day in Rock: Day by Day Record of Rock's Biggest News Stories. Carroll & Graf Publishers. ISBN 0-88184-860-3.
- Tougas, Shelley (2014). Girls Rock!: Amazing Tales of Women in Music. Capstone Press. ISBN 978-1-4765-0234-2.
- Victor, Barbara (2001). Goddess. Cliff Street Books. ISBN 0-06-019930-X.
- Vlastnik, Frank; Ross, Laura (2021). The Art of Bob Mackie. Simon & Schuster. ISBN 978-1-9821-5211-6.
- Voller, Debbi (1990). Madonna: The Illustrated Biography. Omnibus Press. ISBN 0-7119-2185-7.
- Wade, Ian (2024). 1984: The Year Pop Went Queer. Nine Eight Books. ISBN 978-1-7851-2081-7.
- Weisbard, Eric; Marks, Craig, eds. (1995). Spin Alternative Record Guide. Vintage Books. ISBN 0-679-75574-8.
- Wojcik, Pamela Robertson; Knight, Arthur, eds. (2001). Soundtrack Available: Essays on Film and Popular Music. Duke University Press. ISBN 0-8223-2800-3.
- Zollo, Paul (1991). Songwriters on Songwriting. Writer's Digest Books. ISBN 0-89879-451-X.

### En otros idiomas
- Aquino, Thatiana; Fontes Netto, José (2024). Madonna: 40 anos de Vanguarda (en portugués). Editora Dialética. ISBN 978-65-270-1372-3.
- Barbin, Marcel (1994). Le Guide 1995 Du CD (en francés). Marabout. ISBN 2-501-02153-3.
- Bouwman, Francis, ed. (1994). Hit Dossier: 1939 tot 1994 (en neerlandés) (6.ª edición). Gottmer Uitgevers Groep. ISBN 90-230-0820-0.
- Chuberre, Erwan (2008). Madonna Absolument! (en francés). Éditions Alphée. ISBN 978-2-7538-0293-3.
- Leduc, Jean Marie; Ogouz, Jean-Noël (1999). Le rock de A à Z (en francés). Éditions Albin Michel. ISBN 2-226-11035-6.
- Pennanen, Timo (2021). Sisältää hitin (PDF) (en finés). Otava. ISBN 978-952-7460-01-6.
- Rajon, Florence (2001). Madonna: de A à Z (en francés). L'Etudiant. ISBN 978-2-84343-075-6.